# Lịch sử Bangladesh
Lịch sử Bangladesh bắt đầu từ hơn bốn thiên niên kỷ trước, từ Thời đại đồ đồng đá. Lịch sử được ghi chép lại ban đầu của đất nước thể hiện sự kế tục của các vương quốc và đế chế Ấn Độ giáo và Phật giáo tranh giành quyền thống trị khu vực.
Hồi giáo du nhập vào thế kỷ 8 và dần dần trở nên phổ biến kể từ đầu thế kỷ 13 bởi các cuộc chinh phục do Bakhtiyar Khalji lãnh đạo cũng như các hoạt động của các nhà truyền giáo Sunni như Shah Jalal trong vùng. Sau đó, các nhà cai trị Hồi giáo đã khởi xướng việc truyền đạo Hồi giáo bằng cách xây dựng các nhà thờ Hồi giáo. Từ thế kỷ 14 trở đi, nó được cai trị bởi Vương quốc Hồi giáo Bengal, được thành lập bởi vua Shamsuddin Ilyas Shah, bắt đầu một thời kỳ kinh tế thịnh vượng của đất nước và sự thống trị quân sự đối với các đế quốc trong khu vực, được gọi là người Châu Âu là quốc gia giàu có nhất để giao dịch. 
Sau đó, khu vực này thuộc Đế quốc Mughal, là tỉnh giàu có nhất của nó. Bengal Subah tạo ra gần một nửa GDP của đế chế và 12% GDP của thế giới, lớn hơn toàn bộ miền tây Châu Âu, mở ra thời kỳ proto-công nghiệp hóa. Dân số của thành phố thủ đô, Dhaka, vượt quá một triệu người.
Sau sự suy tàn của Đế chế Mughal vào đầu những năm 1700, Bengal trở thành một quốc gia bán độc lập dưới quyền của Nawabs of Bengal, cuối cùng do Siraj ud-Daulah lãnh đạo. Sau đó nó bị Công ty Đông Ấn thuộc Anh chinh phục tại Trận chiến Plassey năm 1757. Bengal đã trực tiếp góp phần vào Cách mạng công nghiệp ở Anh nhưng đã dẫn đến deindustrialization của nó. Chủ tịch Bengal sau đó được thành lập.
Biên giới của Bangladesh hiện đại được thiết lập với tách Bengal và Ấn Độ vào tháng 8 năm 1947, khi khu vực này trở thành một phần của Đông Pakistan của State of Pakistan mới được thành lập sau khi sự cai trị của Anh trong khu vực. Tuyên bố Độc lập Bangladesh vào tháng 3 năm 1971 dẫn đến Chiến tranh Giải phóng Bangladesh kéo dài 9 tháng, lên đến đỉnh điểm với việc Đông Pakistan nổi lên với tên gọi Cộng hòa Nhân dân Bangladesh.
Sau khi độc lập, nhà nước mới phải chịu đựng nạn đói, thiên tai và đói nghèo lan rộng, cũng như tình trạng hỗn loạn chính trị và các cuộc đảo chính quân sự. Việc khôi phục nền dân chủ vào năm 1991 đã được theo sau bởi tiến bộ kinh tế tương đối bình tĩnh và nhanh chóng.

## Từ nguyên củaBengal
Nguồn gốc chính xác của từ  Bangla  hoặc Bengal vẫn chưa được biết. Theo Mahabharata, Purana, Harivamsha Vanga là một trong những người con nuôi của Vua Vali, người đã thành lập Vương quốc Vanga. Tham chiếu sớm nhất đến "Vangala" ( Bôngal ) đã được tìm thấy trong các tấm biển Nesari (805 SCN) của người cai trị miền nam Ấn Độ Rashtrakuta Govinda III, người đã xâm lược miền bắc Ấn Độ vào năm thứ 9 kỷ, nói về Dharmapala là vua của Vangala. Các ghi chép về Rajendra Chola I của Vương triều Chola, người đã xâm lược Bengal vào thế kỷ 11, khẳng định Govinda Chandra là người cai trị Bengal. Shams-ud-din Ilyas Shah lấy danh hiệu "Shah-e-Bangalah" và lần đầu tiên thống nhất cả khu vực dưới một chính phủ.
Vương quốc Vanga (còn được gọi là Banga) nằm ở phía đông của Tiểu lục địa Ấn Độ, bao gồm một phần của Tây Bengal, Ấn Độ và Bangladesh hiện đại ngày nay. Vanga và Pundra là hai bộ tộc thống trị ở Bangladesh thời cổ đại.

## Thời cổ đại

### Bengal thời tiền sử

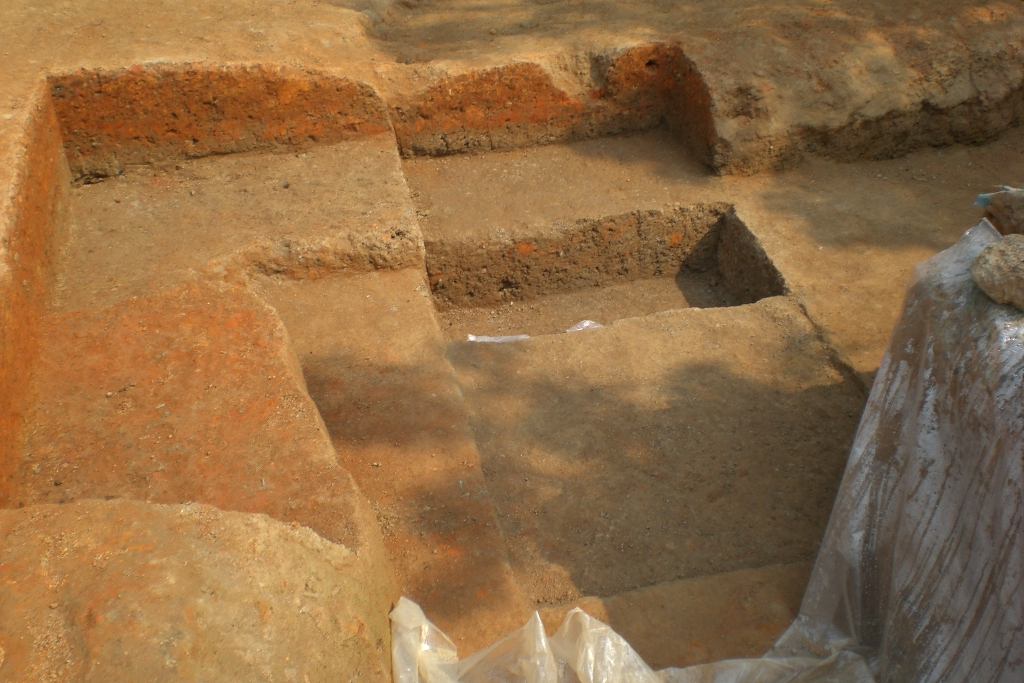
Tàn tích của Wari-Bateshwar ở Narsingdi được cho là từ Thời đại đồng. Gợi ý một nền văn hóa thịnh vượng ở Bengal cổ đại

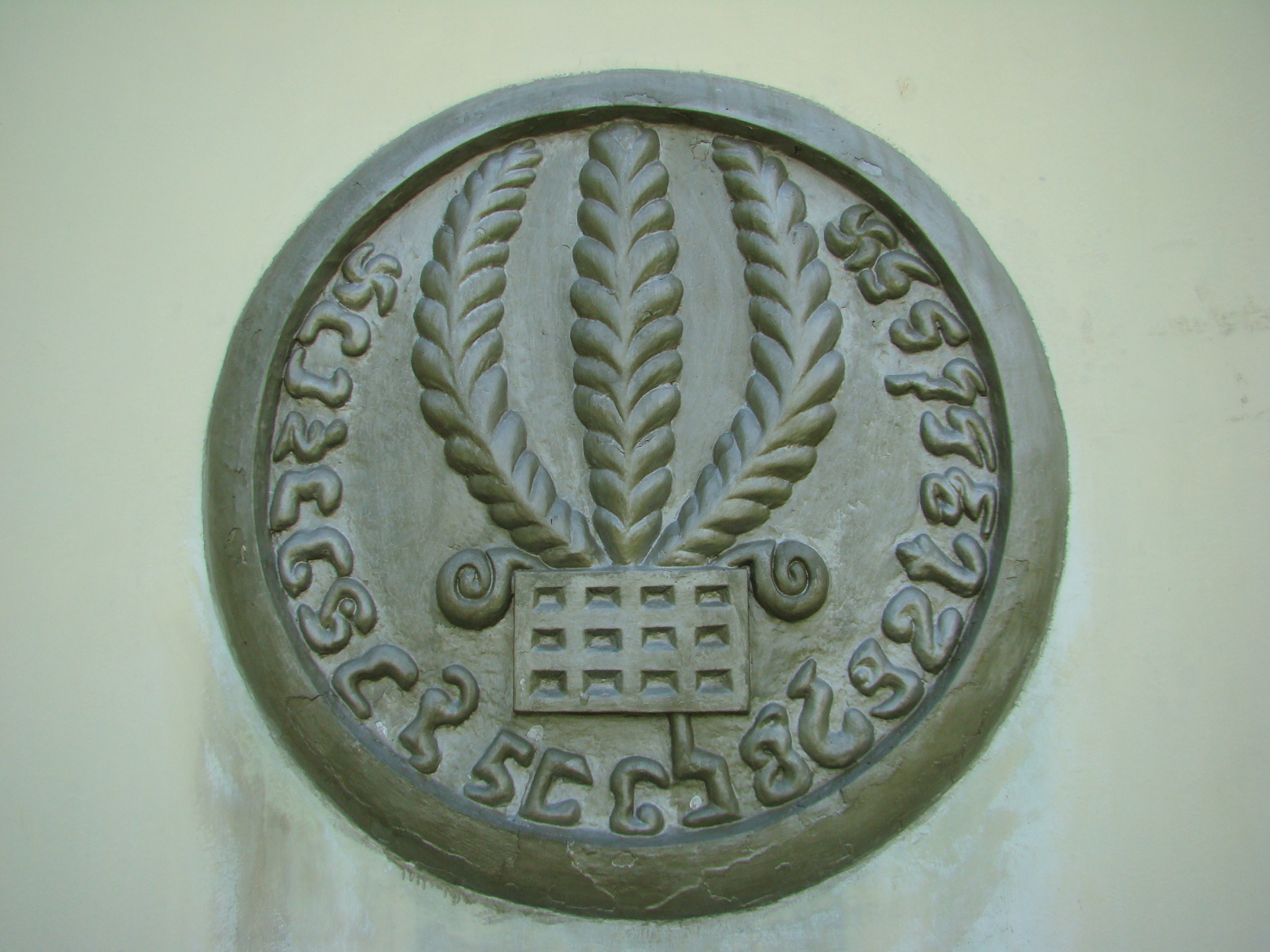
Một dòng chữ cổ từ di chỉ Mahasthangarh

Lịch sử Oxford của Ấn Độ khẳng định rõ ràng rằng không có thông tin chính xác về tiếng Bengal trước thế kỷ thứ ba trước Công nguyên. Người ta tin rằng đã có những cuộc di chuyển của người Indo-Aryan, người Dravidians và người Mongoloid, bao gồm cả một người được gọi là Vanga, đến Bengal.
Đồng bằng Bengal được tạo thành từ những khu rừng rậm và vùng đất ngập nước trong vài thiên niên kỷ. Một phần chính của địa lý này kéo dài cho đến thời kỳ lịch sử. Việc mất rừng là do hoạt động của con người. Bengal đã có sự hiện diện sớm của con người. Nhưng không có sự thống nhất về khung thời gian của hoạt động đầu tiên của con người ở Bengal cũng như không có nhiều di tích. Một quan điểm cho rằng con người đến Bengal từ Trung Quốc 60.000 năm trước. Một quan điểm khác cho rằng một nền văn hóa khu vực riêng biệt đã xuất hiện cách đây 100.000 năm. Có bằng chứng yếu về sự hiện diện của con người thời tiền sử trong khu vực. Có rất ít bằng chứng về sự hiện diện của con người trong thời đại đồ đá mới và thời đại đồ đồng đá. Điều này có thể là do sự thay đổi của các dòng sông. Khí hậu và địa lý của Bengal không thích hợp cho các di tích khảo cổ hữu hình. Do thiếu đá, những người đầu tiên ở Bengal có lẽ đã sử dụng các vật liệu như gỗ và tre không thể tồn tại trong môi trường. Các nhà khảo cổ học Nam Á có xu hướng tập trung vào các phần khác của tiểu lục địa. Các nhà khảo cổ quan tâm đến Bengal đã tập trung vào lịch sử gần đây hơn.
Các khám phá khảo cổ gần như hoàn toàn từ những ngọn đồi xung quanh châu thổ Bengal. Tây Bengal và địa hình phía đông của Bangladesh cung cấp nguồn thông tin tốt nhất về các dân tộc sơ khai của Bengal. Các ngành công nghiệp sản xuất lưỡi, dao nạo và rìu bằng gỗ hóa thạch đã được phát hiện ở Lalmai, Sitakund và Chaklapunji. Những điều này đã được kết nối với những phát hiện tương tự ở Miến Điện và Tây Bengal. Những tảng đá lớn, được cho là từ thời tiền sử, được xây dựng ở phía đông bắc Bangladesh và tương tự như những tảng đá ở những ngọn đồi gần đó của Ấn Độ. Làm nông nghiệp đã được thực hiện trước thiên niên kỷ đầu tiên trước Công nguyên. Tây Bengal lưu giữ bằng chứng sớm nhất về các xã hội nông nghiệp định cư.
Thành công về nông nghiệp đã tạo nền tảng cho một nền văn hóa cố định vào thế kỷ thứ năm trước Công nguyên và sự xuất hiện của các thị trấn, thương mại xuyên biển và các chính thể sớm nhất. Các nhà khảo cổ đã phát hiện ra một cảng tại Wari-Bateshwar giao thương với La Mã Cổ đại và Đông Nam Á. Các nhà khảo cổ đã phát hiện ra tiền đúc, đồ gốm, đồ tạo tác bằng sắt, con đường lát gạch và một pháo đài ở Wari-Bateshwar. Các phát hiện cho thấy khu vực này là một trung tâm hành chính quan trọng, nơi có các ngành công nghiệp như luyện sắt và các loại hạt đá có giá trị. Trang web cho thấy việc sử dụng rộng rãi đất sét Đất sét và gạch được dùng để xây tường. Các mảng đất nung nổi tiếng nhất, được làm bằng đất sét, là từ Chandraketurgah và mô tả các vị thần và cảnh của thiên nhiên và cuộc sống bình thường. Tiền đúc ban đầu được phát hiện ở War-Bateshwar và Chandraketugarh (Tây Bengal, Ấn Độ) mô tả những chiếc thuyền.
Nhiều cuộc khai quật khảo cổ học ở Bangladesh đã tiết lộ bằng chứng về nền văn hóa Northern Black Polished (NBPW hoặc NBP) của Tiểu lục địa Ấn Độ (khoảng 700–200 TCN), là một Thời đại đồ sắt văn hóa phát triển bắt đầu từ khoảng năm 700 TCN và đạt đỉnh cao từ c. 500–300 TCN, trùng với sự xuất hiện của 16 quốc gia vĩ đại hay mahajanapadas ở miền Bắc Ấn Độ, và sự trỗi dậy sau đó của Đế chế Mauryan. Phần phía đông của Ấn Độ cổ đại, bao gồm phần lớn ngày nay là Bangladesh là một phần của một trong những mahajanapadas như vậy, vương quốc cổ Anga, phát triển mạnh mẽ vào thế kỷ thứ 6 trước Công nguyên.
Các thị trấn phát triển tốt đã xuất hiện vào năm 300 TCN như Tamralipti (ngày nay Tamluk, Tây Bengal, Ấn Độ), Mahasthan và Mainamati. Thay vì bên bờ biển, các thị trấn chính mọc lên bên bờ sông. Mahasthan chứa phần chữ viết sớm nhất ở Bangladesh, một bản khắc trên đá. Nó chỉ ra rằng địa điểm này là một thị trấn quan trọng trong đế chế Maurya. Mahasthan khi đó được cho là một trung tâm cấp tỉnh. Dòng chữ, bằng Prakrit, dường như chứa lệnh tích trữ vật tư trong trường hợp khẩn cấp. Bản khắc được gọi là Bản khắc Mahasthan Brahmi. Bengal là biên giới phía đông của đế chế Mauryan. Tây Bengal với cảng Tamralipti đạt được tầm quan trọng dưới thời Mauryas.
Một quan điểm nổi bật trong học thuật là các đế chế Mauryan và Gupta thực thi quyền lực đối với hầu hết các vùng của châu thổ Bengal. Bằng chứng không đầy đủ tồn tại cho thấy rằng các khu vực phía tây chứ không phải phía đông của Bengal là một phần của các đế chế lớn hơn. Các khu vực cổ ở Bengal là lưu vực Bhagirathi-Hooghly, Harikela, Samatata, Vanga và Varendra. Vanga được cho là trung tâm Bengal, Harikela và Samitata rõ ràng là khu vực phía đông của Bengal và Varendra là phía bắc Bengal. Tên của các địa điểm cho thấy rằng đa số người dân nói các ngôn ngữ Tây Tạng-Miến Điện, Austro-Asiatic và Dravidian. Các ngôn ngữ Ấn-Âu trở nên nổi bật từ năm 400 trước Công nguyên.

### Thuộc địa ở nước ngoài
Vương quốc Vanga là một quốc gia đi biển hùng mạnh của Ấn Độ cổ đại. Họ có quan hệ thương mại ở nước ngoài với Java, Sumatra và Siam (ngày nay Thái Lan). Theo Mahavamsa, hoàng tử Vanga Vijaya Singha đã chinh phục Lanka (ngày nay Sri Lanka) vào năm 544 TCN và đặt tên cho "Sinhala "đến đất nước. Người Bengali di cư đến Biển Đông Nam Á và Xiêm (thuộc Thái Lan hiện đại), thiết lập khu định cư của riêng họ ở đó.

### Đế chế Gangaridai

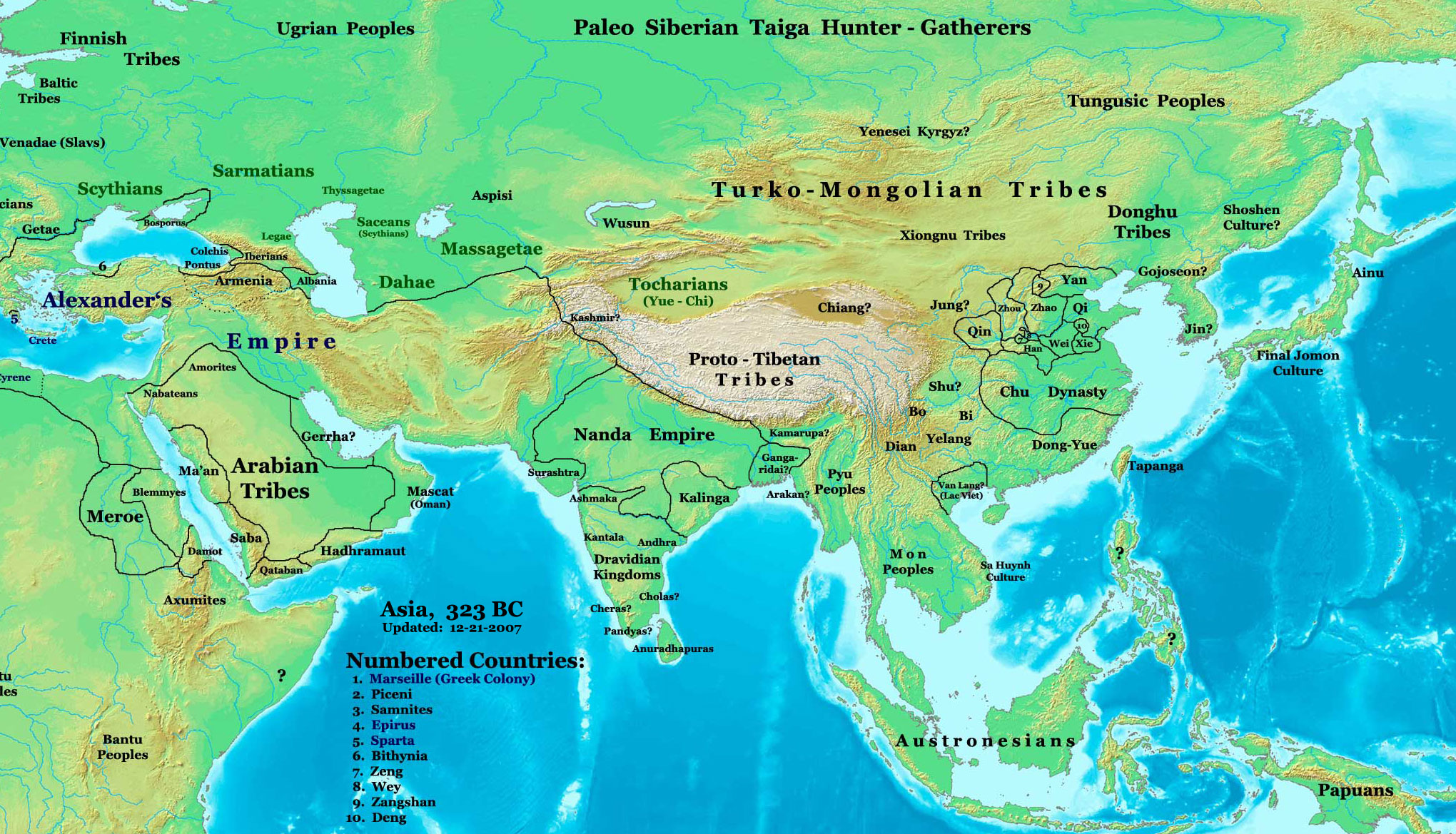
Châu Á vào năm 323BC, Đế chế Nanda và Gangaridai trong mối quan hệ với Đế quốc và các nước láng giềng của Alexander.

Mặc dù phía bắc và phía tây, Bengal là một phần của đế quốc, miền nam Bengal đã phát triển mạnh và trở nên hùng mạnh với các hoạt động buôn bán ở nước ngoài của cô. Vào năm 326 TCN, với cuộc xâm lược của Alexander Đại đế, khu vực này một lần nữa trở nên nổi tiếng. Các nhà sử học Hy Lạp và Latinh cho rằng Alexander Đại đế rút khỏi Ấn Độ với dự đoán về cuộc phản công dũng cảm của đế chế Gangaridai hùng mạnh nằm ở vùng Bengal. Alexander, sau cuộc gặp với sĩ quan của mình, Coenus, đã tin rằng tốt hơn là quay trở lại. Diodorus Siculus đề cập đến Gangaridai là đế chế hùng mạnh nhất ở Ấn Độ với vị vua sở hữu đội quân 20.000 ngựa, 200.000 bộ binh, 2.000 xe ngựa và 4.000 con voi được huấn luyện và trang bị cho chiến tranh. Các lực lượng đồng minh của Đế chế Gangaridai và Đế chế Nanda (Prasii) đang chuẩn bị một cuộc phản công lớn chống lại lực lượng của Alexander trên bờ sông Hằng. Gangaridai, theo các tài liệu của người Hy Lạp, tiếp tục hưng thịnh ít nhất là cho đến thế kỷ 1 sau Công Nguyên.

## Đầu thời Trung cổ
Bengal bị bỏ lại sau khi quyền lực của Mauryan suy giảm. Người ta biết rất ít về thời kỳ sau đó mặc dù các phần của Bengal có lẽ nằm dưới triều đại Sunga có trụ sở tại Pataliputra. Trong thời gian này, Pundra vẫn là một địa điểm Phật giáo quan trọng. Những người cai trị địa phương vẫn giữ quyền lực trong khi cống nạp cho Đế chế Gupta trong những năm 300 và 400. Châu thổ Bengal trở thành vương quốc của Samatata; trung tâm của nó gần Chandpur đương đại. Một dòng chữ Gupta chỉ ra rằng đế chế Gupta sở hữu ảnh hưởng ở Samatata mà không trực tiếp cai trị nó. Bengal vẫn là một biên giới bất chấp sự liên kết hiếm hoi của nó với vùng trung tâm của Ấn Độ. Một số triều đại đã thay đổi trong vài thế kỷ tiếp theo. Trong khi không có nhiều thông tin về chúng, các tấm và các dạng bằng chứng khác thu được từ quận Comilla cho thấy rằng Gopachandra đã cai trị khu vực này vào đầu những năm 500. Khargas trở thành người thống trị trong thế kỷ tiếp theo. Theo sau họ là triều đại Deva, vương quốc Harikela, Chandras và Varmans. Họ có trụ sở tại các địa điểm khác nhau của quận Comilla và Vikrampur của quận Dhaka. Vào khoảng thời gian đó, người Bengal lần đầu tiên cai trị ở Varendra. Bò tót được cai trị bởi Sasanka vào đầu những năm 600. Ông đóng tại Karnasuvarna trong quận Murshidabad ngày nay. Các báo cáo và tiền đúc hiện đại của Trung Quốc cho thấy rằng ông là một Shaivite kiên định, người đã kịch liệt phản đối Phật giáo. Sự phản đối Phật giáo và cam kết với Bà-la-môn rõ ràng vẫn tiếp tục dưới triều đại Sura, do Adisura thành lập vào khoảng năm 700 CN. Vào khoảng giữa thế kỷ thứ tám, một Phật tử kiên định, Gopala, nắm quyền ở Bengal, có thể được hỗ trợ bởi các thủ lĩnh Phật giáo, những người phản đối ảnh hưởng của đạo Bà la môn trung thành của Suras và Sasanka.

### Vương quốc Gauda
Đến thế kỷ thứ 6, Đế chế Gupta, thống trị trên tiểu lục địa phía bắc Ấn Độ phần lớn đã tan rã. Đông Bengal bị chia cắt thành các vương quốc Vanga, Samatata và Harikela trong khi các vị vua của Gauda nổi lên ở phía Tây với thủ đô của họ tại Karnasuvarna  (gần hiện đại Murshidabad). Shashanka, một chư hầu của Hoàng đế Gupta cuối cùng tuyên bố độc lập và thống nhất các thủ phủ nhỏ hơn của Bengal (Bò tót, Vanga, Samatata). Anh ta tranh giành quyền lực trong khu vực với Harshavardhana ở miền bắc Ấn Độ sau khi giết hại anh trai của Harsha là Rajyavardhana. Áp lực liên tục của Harsha dẫn đến sự suy yếu dần của vương quốc Gauda do Shashanka thành lập và cuối cùng kết thúc bằng cái chết của ông. Sự bùng nổ quyền lực của người Bengal kết thúc với việc lật đổ Manava (con trai của ông ta), Bengal rơi vào một thời kỳ được đánh dấu bởi sự mất đoàn kết và xâm phạm một lần nữa.

### Triều đại Pala

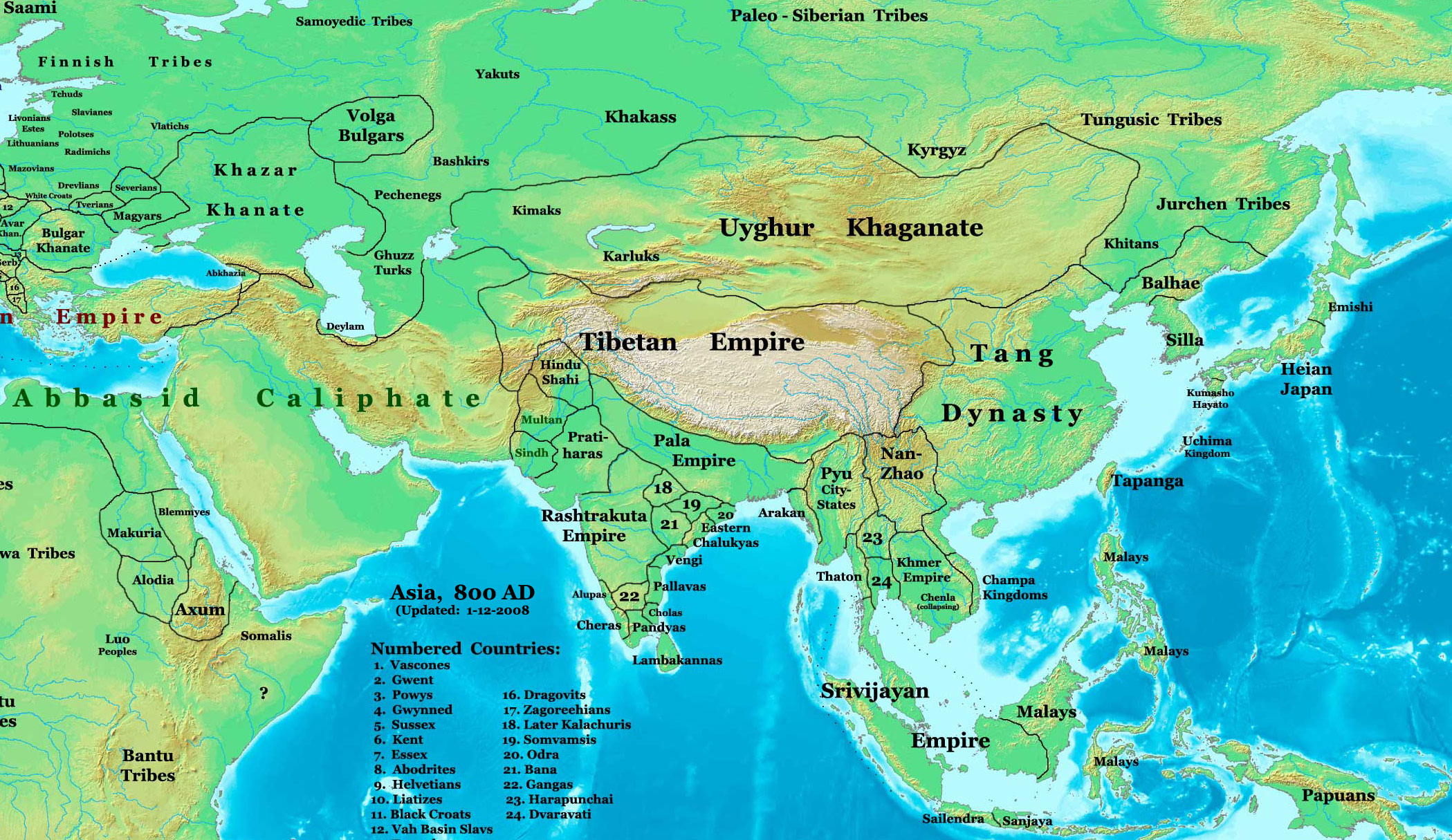
Đế chế Pala và các vương quốc lân cận.

Vương triều Pala cai trị Bengal cho đến giữa thế kỷ thứ mười hai và mở rộng quyền lực của người Bengali đến mức xa nhất và ủng hộ Phật giáo. Đây là triều đại Phật giáo độc lập đầu tiên của Bengal. Tên  Pala  (tiếng Bengal: পাল  pal ) có nghĩa là  người bảo vệ  và được dùng làm phần cuối cho tên của tất cả các quốc vương Pala. Các Pala là tín đồ của các trường phái Đại thừa và Mật thừa của Phật giáo. Gopala là người cai trị đầu tiên của vương triều. Ông lên nắm quyền vào năm 750 ở Bò tót, sau khi được bầu bởi một nhóm các tù trưởng phong kiến. Ông trị vì từ năm 750 đến năm 770 và củng cố vị trí của mình bằng cách mở rộng quyền kiểm soát của mình đối với toàn bộ Bengal. Ông được kế vị bởi Dharmapala. Các Palas quảng bá Phật giáo và phản đối Bà la môn giáo. Họ đã hỗ trợ cho các trường đại học Phật giáo ở Vikramashila và Nalanda. Trong triều đại Pala, Kim Cương thừa được phát triển ở Bengal và du nhập vào Tây Tạng. Palas bảo trợ nghệ thuật.

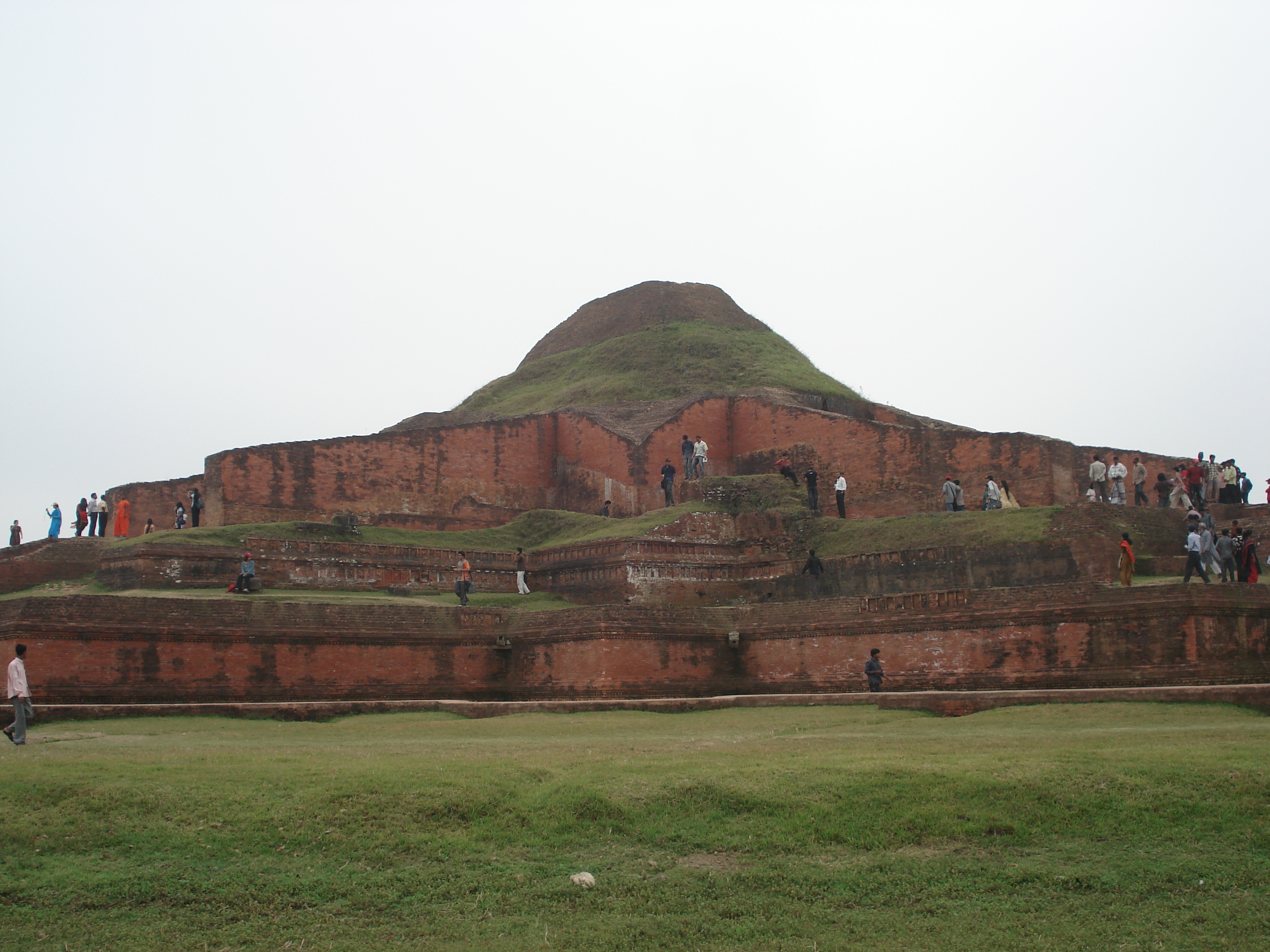
Somapura Mahavihara ở Bangladesh là Phật giáo Vihara vĩ đại nhất trong Tiểu lục địa Ấn Độ, được xây dựng bởi Dharmapala.

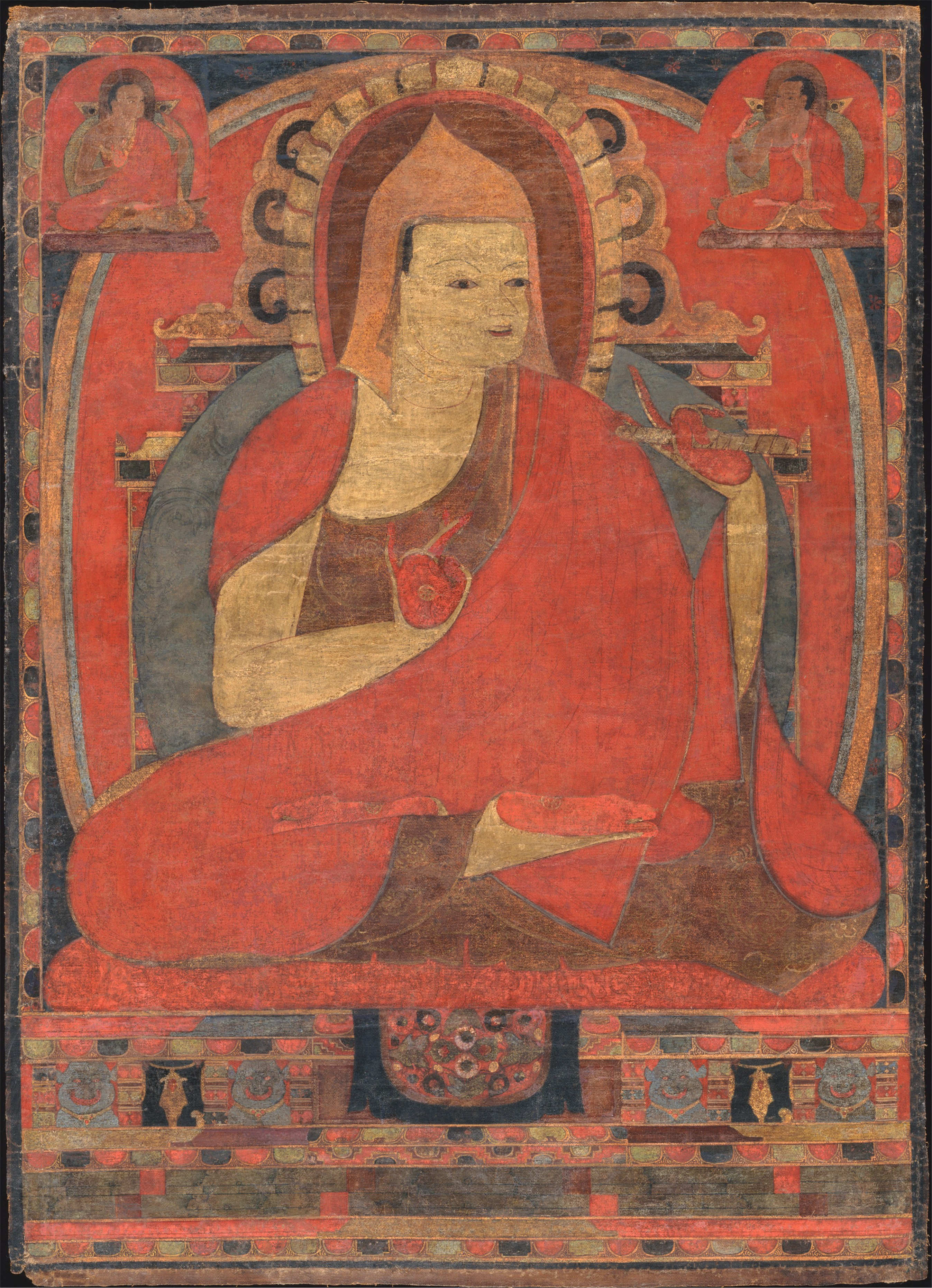
Atisha là một trong những linh mục Phật giáo có ảnh hưởng nhất trong triều đại Pala ở Bengal. Anh ta được cho là sinh ra ở Bikrampur

Đế chế đạt đến đỉnh cao dưới thời Dharmapala và Devapala. Dharmapala đã mở rộng đế chế sang các phần phía bắc của Tiểu lục địa Ấn Độ. Điều này lại một lần nữa kích hoạt sự kiểm soát của tiểu lục địa. Devapala, người kế nhiệm Dharmapala, đã mở rộng đế chế đáng kể. Các bia ký ở Pala ghi công ông với những cuộc chinh phục sâu rộng bằng ngôn ngữ hypebol. Dòng chữ trên cột Badal của người kế vị Narayana Pala ghi rằng ông đã trở thành quốc vương suzerain hay Chakravarti của toàn bộ miền Bắc Ấn Độ được bao bọc bởi Vindhyas và Himalayas. Nó cũng nói rằng đế chế của ông đã mở rộng đến hai đại dương (có lẽ là Biển Ả Rập và Vịnh Bengal). Nó cũng tuyên bố rằng Devpala đã đánh bại Utkala (Orissa ngày nay), Hunas, Dravidas, Kamarupa (hiện tại- ngày Assam), Kambojas và Gurjaras. Nhà sử học B. P. Sinha đã viết rằng những tuyên bố về chiến thắng của Devapala là phóng đại, nhưng không thể bị bác bỏ hoàn toàn. Bên cạnh đó, các vương quốc láng giềng của Rashtrakutas và Gurjara-Pratiharas lúc đó còn yếu, điều này có thể đã giúp anh ta mở rộng đế chế của mình. Devapala cũng được cho là đã dẫn đầu một đội quân đến sông Indus ở Punjab. Devapala chuyển thủ đô từ Monghyr đến Pataliputra. Mặc dù họ là người Bengali nhưng vương triều này coi thung lũng sông Hằng là trung tâm quyền lực của nó.

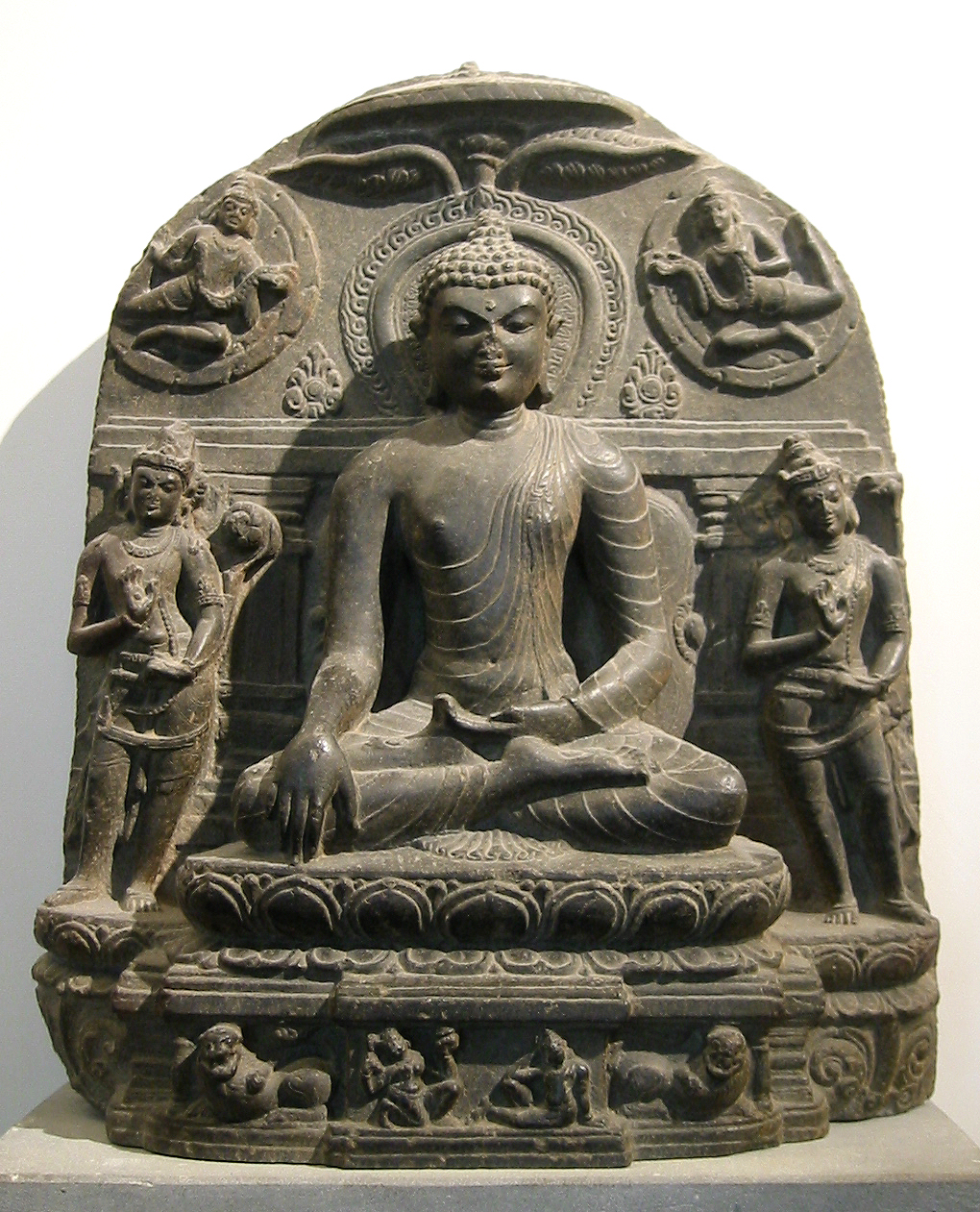
Phật và Bồ tát, thế kỷ 11, Đế quốc Pala

Quyền lực của vương triều suy giảm sau cái chết của Devapala. Trong thời kỳ cai trị của Mahipala I, triều đại Chola Nam Ấn đã thách thức các Palas.
Trong giai đoạn sau của sự cai trị của Pala, Rajendra Chola I của Đế chế Chola thường xuyên xâm lược Bengal từ năm 1021 đến năm 1023 để lấy nước sông Hằng và trong quá trình này, đã thành công trong việc hạ bệ những kẻ thống trị và thu được chiến lợi phẩm đáng kể. Những người cai trị Bengal bị Rajendra Chola đánh bại là Dharmapal, Ranasur và Govindachandra của Vương triều Candra, những người có thể có mối thù truyền kiếp dưới thời Mahipala của Vương triều Pala. Cuộc xâm lược của người cai trị nam Ấn Độ Vikramaditya VI của Đế quốc Chalukya phương Tây đã đưa những người đồng hương của ông ta từ Karnataka vào Bengal, điều này giải thích nguồn gốc phía nam của Vương triều Sena. Khoảng những năm 1150, Palas mất quyền lực vào tay Senas.

### Triều đại Chandra
Vương triều Chandra là một gia đình cai trị vương quốc Harikela ở phía đông Bengal (bao gồm các vùng đất cổ của Harikela, Vanga và Samatata) trong khoảng một thế kỷ rưỡi kể từ đầu thế kỷ 10 CN. Đế chế của họ cũng bao gồm Vanga và Samatata, với Srichandra mở rộng lãnh thổ của mình bao gồm các phần của Kamarupa. Đế chế của họ được cai trị từ thủ đô của họ, Vikrampur (Munshiganj hiện đại) và đủ mạnh để chống lại Đế chế Pala về mặt quân sự ở phía tây bắc. Người cai trị cuối cùng của Vương triều Chandra, Govindachandra, đã bị đánh bại bởi Hoàng đế Nam Ấn Rajendra Chola I của triều đại Chola vào thế kỷ 11.

### Triều đại Sena
Vương triều Sena bắt đầu vào khoảng năm 1095 nhưng cuối cùng chỉ đánh bại được người Palas vào khoảng năm 1150. Họ rõ ràng có nguồn gốc từ Karnataka. Vijayasena nắm quyền kiểm soát phía bắc và phía tây Bengal, loại bỏ người Palas khỏi các khu vực cũ và đặt quyền cai trị của mình ở Nadia. Người cai trị vĩ đại nhất từ triều đại là Lakshmanasena. Ông đã thiết lập vương triều ở Orissa và Benares. Năm 1202 Ikhtiyarrudin Muhammad Bakhtiyar Khalji lấy Nadia từ sông Senas, sau đó đã lấy Bihar. Lakshmanasena đi Vikrampur ở đông nam Bengal. Các con trai của ông kế thừa vương triều, đã kết thúc vào khoảng năm 1245 vì các cuộc nổi dậy phong kiến và áp lực của người Hồi giáo.
Triều đại đã theo chủ nghĩa Bà-la-môn trung thành và đã cố gắng khôi phục lại Bà-la-môn giáo ở Bengal. Họ cũng thành lập hệ thống  kulin  ở Bengal; qua đó những người đàn ông có đẳng cấp cao hơn có thể lấy những cô dâu có đẳng cấp thấp hơn và nâng cao vị thế của những đứa trẻ phụ nữ này. Một số người cho rằng sự đàn áp của triều đại đối với Phật giáo đã trở thành một nguyên nhân dẫn đến các cuộc chuyển đổi sang Hồi giáo, đặc biệt là ở miền đông Bengal.

### Vương quốc Deva
Vương quốc Deva là một vương triều Ấn Độ giáo của người Bengal thời trung cổ, cai trị miền đông Bengal sau khi Đế chế Sena sụp đổ. Thủ đô của triều đại này là Bikrampur ở Quận Munshiganj ngày nay của Bangladesh. Các bằng chứng khắc họa cho thấy vương quốc của ông đã được mở rộng đến tận vùng Comilla ngày nay - Noakhali - Chittagong ngày nay. Một người cai trị sau này của vương triều  Ariraja-Danuja-Madhava  Dasharathadeva đã mở rộng vương quốc của mình bao phủ phần lớn Đông Bengal.

## Cuối thời Trung cổ - Mùa vọng của Hồi giáo
Sự cai trị của người Hồi giáo trong khu vực được bắt đầu với việc chiếm lấy Nadia vào năm 1202. Ban đầu, Bengal được quản lý bởi các thống đốc của Vương quốc Hồi giáo Delhi, sau đó là các quốc vương độc lập và sau đó nằm dưới sự cai trị của đế chế Mughal. Trong khi người Hồi giáo đã tiến vào Sindh vào những năm 700, thì tại Afghanistan là nơi bắt nguồn cuộc chinh phục Nam Á cuối cùng của người Hồi giáo, bắt đầu bằng các cuộc đột kích của Mahmud xứ Ghazni vào đầu thế kỷ 11. Ghurids có trụ sở tại Afghanistan thay thế Ghaznavids và họ bắt đầu mở rộng sang khu vực sông Hằng. Là một phần của cuộc bành trướng về phía đông này, Ikhtiyaruddin Muhammad Bakhtiar Khan đã đánh bại quân Palas ở Bihar và vào năm 1202 đã chiến thắng sông Senas ở Nadia. Năm 1206, Vương quốc Hồi giáo Delhi được thành lập. Đó không phải là một triều đại thực sự nhưng những người cai trị được gọi là Mamluk. Vương quốc Hồi giáo tiếp tục cho đến năm 1290. Cuộc chinh phục Nadia không kéo theo sự chuyển đổi nhanh chóng sang Hồi giáo. Quyền lực của người Senas vẫn tồn tại ở Vikrampur cho đến năm 1245 và một phần lớn phía đông Bangladesh không bị chinh phục cũng như không được cải đạo.
Bốn triều đại có trụ sở tại Delhi kế tục triều đại Slave. Nhà Khaljis cai trị từ năm 1290 đến năm 1320. Sự cai trị của triều đại Tughluq kéo dài đến năm 1413. Sự cai trị của Sayyid kéo dài từ năm 1414 đến năm 1451. Vương triều Lodhi cai trị trong giai đoạn 1451-1526. Nhưng quyền lực của Vương quốc Hồi giáo Delhi rất yếu ở các khu vực bên ngoài và Bengal giống như các khu vực tương tự khác đã biến thành một khu vực độc lập. Shamsuddin Ilyas Shah trở thành người cai trị của Bengal độc lập vào năm 1342 và triều đại của ông cai trị cho đến năm 1486, chỉ một thời gian ngắn. Ông lên nắm quyền sau một cuộc nổi dậy của người Bengali chống lại thống đốc của triều đại Tughluq. Nhà nước của Shamsuddin đóng tại Pandua, quận Malda ngày nay. Shamsuddin đã lái xe lên sông Hằng để tranh giành quyền cai trị Tughluq. Ngược lại, quân Tughluq đã đưa Ilyas Shah rời Pandua đến miền đông Bengal. Shamsuddin giành lại Pandua và tiếp tục cai trị Bengal. Người thừa kế của Shamsuddin đã đẩy lùi các cuộc xâm lăng của Tughluq và giống như người tiền nhiệm của ông đã mở rộng quyền lực của vương triều sang Bihar.
Vương triều đã xây dựng các tòa nhà lớn ở Pandua. Họ đã xây dựng nhà thờ Hồi giáo lớn nhất Ấn Độ, nhà thờ Hồi giáo Adina. Richard Eaton trích dẫn các tài khoản ngoại giao về sự hùng vĩ của các tòa nhà ở Pandua. Eaton quan sát ảnh hưởng của cả các tòa án Ba Tư Hồi giáo và tiền Hồi giáo. Địa chủ Hindu sở hữu một lượng lớn đất đai ngay cả dưới thời cai trị của người Hồi giáo. Sự thống trị của người Hindu đã bị phản đối bởi giới lãnh đạo Hồi giáo, điển hình là chiến dịch Faraizi và các nhà lãnh đạo như Titu Mir vào những năm 1800.
Khi người cai trị thứ ba của triều đại qua đời vào năm 1410, đã có một cuộc xung đột về ngai vàng. Raja Ganesh, một người theo đạo Hindu phong kiến, đã trở thành nhân vật quyền lực nhất tại triều đình Ilyas Shahi. Năm 1414, ông sử dụng cuộc xung đột tàu kế thừa để giành quyền kiểm soát Bengal. Ông đã đẩy lùi một cuộc xâm lăng vào Bengal của vương quốc Jaunpur ở miền bắc Ấn Độ. Con trai của ông, người theo đạo Hồi, và sau đó cháu trai của ông đã cai trị sau ông. Năm 1433 sau đó bị ám sát và triều đại Ilyas Shahi được khôi phục.
Vương triều bắt đầu nhập khẩu nô lệ Abyssinian. Dân số này trở nên đáng kể hơn. Họ trở nên quan trọng đến mức vào năm 1486, một người Abyssinian, Barbak Shahzada, đã giành lấy quyền lực từ Jalaluddin Fateh Shah. Triều đại của Barbak Shahzada ngắn ngủi, kéo dài trong bảy năm sau đó. Người cai trị Abyssinian cuối cùng, Shamsuddin Muzaffar Shah, mất quyền lực vào tay Bộ trưởng Ả Rập, Alauddin Husain.
Sự khởi xướng vào năm 1493 của triều đại Hussain Shahi đã mang lại một thời kỳ được coi là thời kỳ hoàng kim của Bengal. Chính phủ thực sự là người Bengali và trong khi quyền sở hữu đất đai vẫn tập trung trong tay người Hindu, cả hai nhóm tôn giáo đều có vai trò quan trọng trong chính phủ. Quốc vương mở rộng để có được Cooch Behar và Kamrup. Vương quốc Hồi giáo cũng thống trị Orissa, Tripura và vùng Arakan.
Babar đánh bại người Lodhis tại Panipat vào năm 1526 và người Mughals thành lập nhà nước vĩ đại nhất của Ấn Độ kể từ thời Mauryas. Nhưng trong cuộc nổi dậy của Sheh Shah Suri chống lại Humayan, người cai trị Mughal thứ hai, ông đã chiến thắng Ghiyasuddin Mahmud Shah của triều đại Hussain Shahi vào năm 1538, do đó chấm dứt tình trạng độc lập của Bengal. Trong một thời gian ngắn Humayun cai trị Bò tót.
Bengal cùng với các vùng khác của miền đông Ấn Độ do Sheh Shah Suri cai trị. Ông đã thực hiện nhiều cải cách như giới thiệu parganas. Đây là các đơn vị thuế địa phương dựa trên khảo sát đất đai. Ông nổi tiếng nhất với việc thiết kế Đường Grand Trunk giữa Calcutta và Punjab. Humayun chiếm lại Delhi vào năm 1556. Nhưng Suris tiếp tục cai trị Bengal cho đến năm 1564 khi họ bị thay thế bởi triều đại Karrani. Giống như người Suris, họ không có nguồn gốc từ Bengal. Họ là những kẻ đột kích mà quân đội Mughal đã đánh đuổi về phía đông.

### Quy tắc Turko Afghanistan
Vào năm 1204 SCN, nhà cai trị Hồi giáo đầu tiên, Muhammad Bakhtiyar Khilji, người Afghanistan gốc Turko, chiếm được Nadia và thiết lập nền thống trị của người Hồi giáo. Ảnh hưởng chính trị của Hồi giáo bắt đầu lan rộng khắp Bengal với cuộc chinh phục Nadia, thành phố thủ đô của người cai trị Sen Lakshmana. Bakhtiyar bắt Nadia một cách thú vị. Nhận thức được sự hiện diện của một đội quân mạnh mẽ của Lakshmana Sen trên con đường chính đến Nadia, Bakhtiyar đã tiếp tục đi qua khu rừng rậm của Jharkhand. Ông ta chia quân đội của mình thành nhiều nhóm, và bản thân ông ta dẫn đầu một nhóm gồm 17 kỵ binh và tiến về phía Nadia trong lốt người buôn ngựa. Bằng cách này, Bakhtiyar không gặp vấn đề gì khi đi vào qua các cổng của thành phố. Ngay sau đó, đội quân chính của Bakhityar gia nhập ông ta và chỉ trong một thời gian ngắn Nadia đã bị bắt.
Sau khi chiếm được Nadia, Bakhtiyar tiến về Gauda (Lakhnuti), một thành phố lớn khác của vương quốc Sena, chinh phục nó và trở thành thủ đô của mình vào năm 1205. Trong năm sau đó, Bakhtiyar bắt đầu một cuộc thám hiểm để đánh chiếm Tây Tạng, nhưng nỗ lực này không thành công và ông phải trở về Bengal trong tình trạng sức khỏe yếu và quân số giảm. Ngay sau đó, anh ta bị giết bởi một trong những chỉ huy của mình, Ali Mardan Khilji. Trong khi đó, Lakshman Sen và hai con trai của ông rút lui đến Vikramapur (thuộc Quận Munshiganj ngày nay ở Bangladesh), nơi mà quyền thống trị của họ đã giảm dần cho đến cuối thế kỷ 13.
Khiljis là người Afghanistan Turko. Khoảng thời gian sau cái chết của Bakhtiar Khilji vào năm 1207 liên quan đến cuộc đấu đá giữa các Khiljis. Đây là điển hình của mô hình tranh giành quyền kế vị và những âm mưu nội bộ của quốc vương trong các chế độ Turko Afghanistan sau này. Trong trường hợp này, Ghiyasuddin Iwaj Khilji đã thắng thế và mở rộng lãnh thổ của Sultan về phía nam đến Jessore và biến tỉnh Bang phía đông thành một chi lưu. Thủ đô được thành lập tại Lakhnauti trên sông Hằng gần thủ đô Bengal cũ của Bò tót. Anh đã cố gắng làm cho Kamarupa và Trihut tỏ lòng thành kính với anh. Nhưng sau đó anh ta đã bị đánh bại bởi Shams-ud-Din Iltutmish.

### Sonargaon Sultanate
Fakhruddin Mubarak Shah cai trị một vương quốc độc lập ở các khu vực nằm trong phạm vi phía đông và đông nam Bangladesh ngày nay từ năm 1338 đến năm 1349. Ông là nhà cai trị Hồi giáo đầu tiên chinh phục Chittagong, cảng chính ở vùng Bengal, vào năm 1340. Thủ đô của Fakhruddin là Sonargaon nơi nổi lên như là thành phố chính của khu vực và là thủ đô của một vương quốc độc lập trong triều đại của ông. Ibn Batuta, sau khi đến thăm thủ đô của mình vào năm 1346, đã mô tả Shah là "một vị vua nổi tiếng yêu người lạ, đặc biệt là những người fakirs và Sufis."

### Triều đại Ilyas Shahi

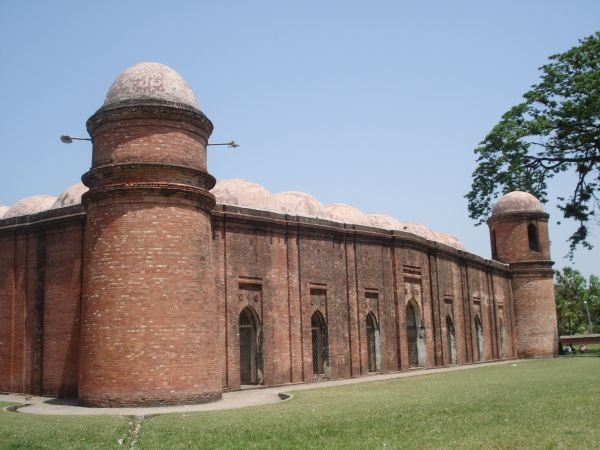
Nhà thờ Hồi giáo Sixty Dome ở Nhà thờ Hồi giáo thành phố Bagerhat được xây dựng vào thế kỷ 15 và là nhà thờ Hồi giáo lịch sử lớn nhất ở Bangladesh, đồng thời là Di sản thế giới.

Shamsuddin Iliyas Shah đã thành lập một triều đại độc lập kéo dài từ năm 1342 đến năm 1487. Vương triều này đã đẩy lùi thành công những nỗ lực chinh phục họ của Delhi. Họ tiếp tục mở rộng lãnh thổ của mình qua vùng Bengal ngày nay, vươn tới Khulna ở phía nam và Sylhet ở phía đông. Các quốc vương đã phát triển các thể chế công dân và trở nên nhạy bén hơn và "bản địa" hơn trong quan điểm của họ và ngày càng trở nên độc lập khỏi ảnh hưởng và sự kiểm soát của Delhi. Các dự án kiến trúc đáng kể đã được hoàn thành bao gồm Nhà thờ Hồi giáo Adina và Nhà thờ Hồi giáo Darasbari vẫn nằm ở Bangladesh gần biên giới với Ấn Độ. Các Sultan của Bengal là những người bảo trợ văn học tiếng Bengal và bắt đầu một quá trình mà văn hóa và bản sắc Bengal sẽ phát triển mạnh mẽ. Trong thời kỳ cai trị của triều đại này, lần đầu tiên Bengal đạt được một bản sắc riêng biệt. Thật vậy, Ilyas Shah đặt tên tỉnh này là 'Bangalah' và hợp nhất các phần khác nhau thành một lãnh thổ thống nhất, duy nhất. Triều đại Ilyas Shahi bị gián đoạn bởi một cuộc nổi dậy của những người theo đạo Hindu dưới Raja Ganesha. Tuy nhiên, triều đại Ilyas Shahi đã được phục hồi bởi Nasiruddin Mahmud Shah. Nhà du hành và học giả người Maroc, Ibn Battuta, đã đến Bengal dưới triều đại của Nasiruddin Mahmud Shah. Trong lời kể về Bengal trong Rihla của mình, anh ấy đã miêu tả một vùng đất đầy trù phú. Bengal là một quốc gia tiến bộ với các liên kết thương mại với Trung Quốc, Java và Tích Lan. Các tàu buôn đến và đi từ nhiều điểm đến khác nhau.

### Triều đại Ganesha

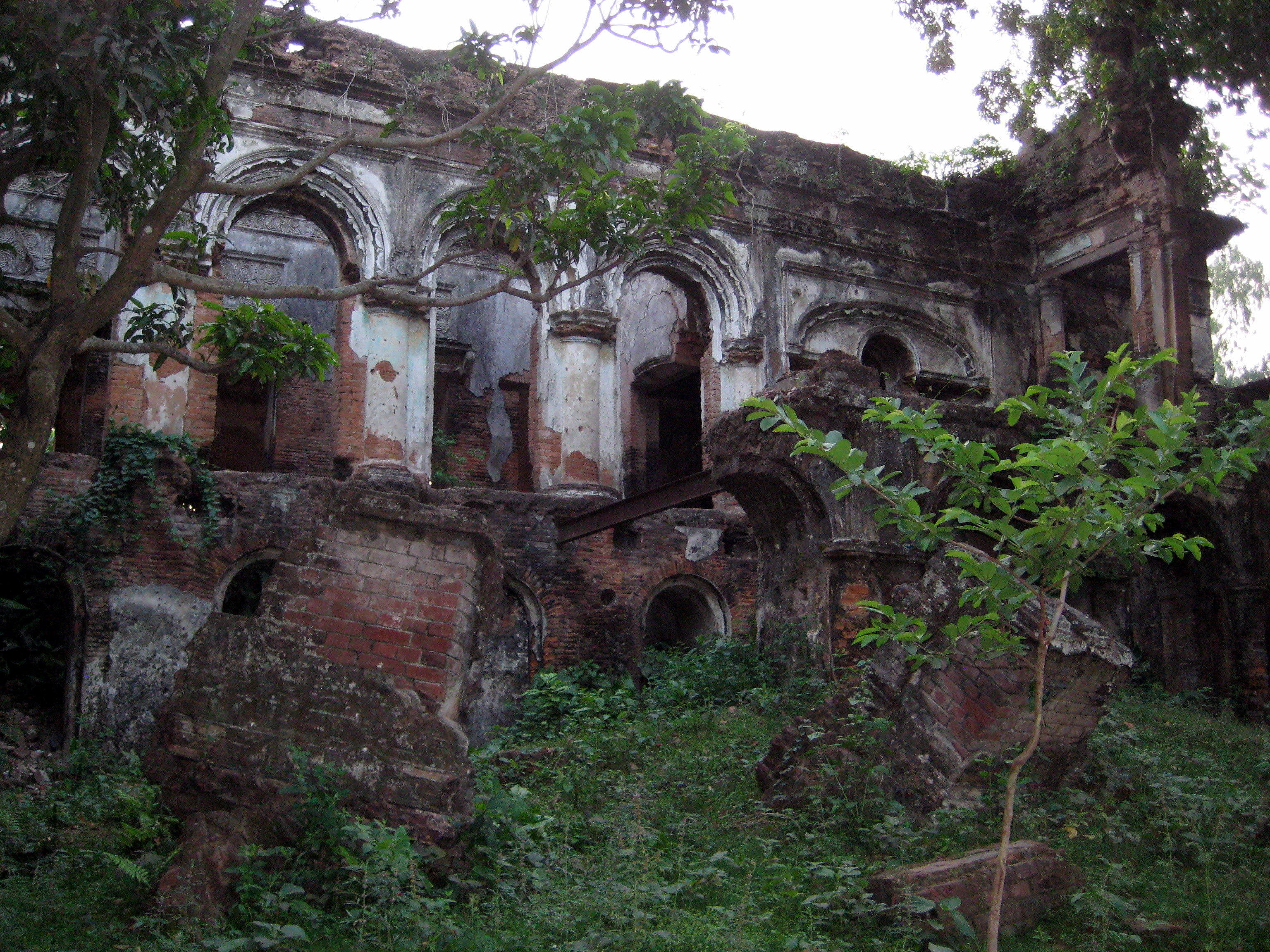
Tàn tích của Ahmad Shah ở Dinajpur

Vương triều Ganesha bắt đầu với Raja Ganesha vào năm 1414. Sau khi Raja Ganesha nắm quyền kiểm soát Bengal, ông phải đối mặt với một mối đe dọa xâm lược sắp xảy ra. Ganesha đã kêu gọi một thánh người Hồi giáo mạnh mẽ tên là Qutb al Alam để ngăn chặn mối đe dọa. Vị thánh đồng ý với điều kiện Jadu, con trai của Raja Ganesha, sẽ cải sang đạo Hồi và cai trị thay thế cho ông. Raja Ganesha đồng ý và Jadu bắt đầu cai trị Bengal với tên gọi Jalaluddin Muhammad Shah vào năm 1415. Qutb al Alam qua đời năm 1416 và Raja Ganesha được khuyến khích phế truất con trai mình và trở lại ngai vàng với tên gọi Danujamarddana Deva. Jalaluddin đã được trở lại đạo Hindu bằng nghi lễ  Con bò vàng . Sau cái chết của cha mình, Jalaluddin một lần nữa cải sang đạo Hồi và bắt đầu cai trị trở lại. Con trai của Jalaluddin, Shamsuddin Ahmad Shah chỉ trị vì 3 năm do hỗn loạn và vô chính phủ. Triều đại nổi tiếng với các chính sách tự do cũng như tập trung vào công lý và bác ái.

### Vương triều Hussain Shahi
Sự cai trị của nhà Habshi đã nhường chỗ cho triều đại Hussain Shahi trị vì từ năm 1494 đến năm 1538. Alauddin Hussain Shah, được coi là một trong những vị vua vĩ đại nhất của Bengal, vì đã khuyến khích sự phục hưng văn hóa trong thời kỳ trị vì của mình. Ông đã mở rộng vương quyền đến tận cảng Chittagong, nơi chứng kiến sự xuất hiện của những thương nhân Bồ Đào Nha đầu tiên. Nasiruddin Nasrat Shah đã lánh nạn cho các lãnh chúa Afghanistan trong cuộc xâm lược Babur mặc dù ông ta vẫn trung lập. Sau đó, Nasrat Shah lập một hiệp ước với Babur để cứu Bengal khỏi cuộc xâm lược của Mughal. Vị vua cuối cùng của triều đại, người tiếp tục cai trị Bò tót, đã phải đối mặt với hoạt động gia tăng của Afghanistan ở biên giới phía tây bắc của ông ta. Cuối cùng, người Afghanistan đột phá và cướp phá thủ đô vào năm 1538, nơi họ ở lại trong vài thập kỷ cho đến khi người Mughal đến.

## Thời kỳ Mughal

Bản đồ Ấn Độ dưới thời Đế chế Mughal năm 1700 SCN.

Một cuộc xâm lược của Mughal vào người Rakhine vào năm 1660

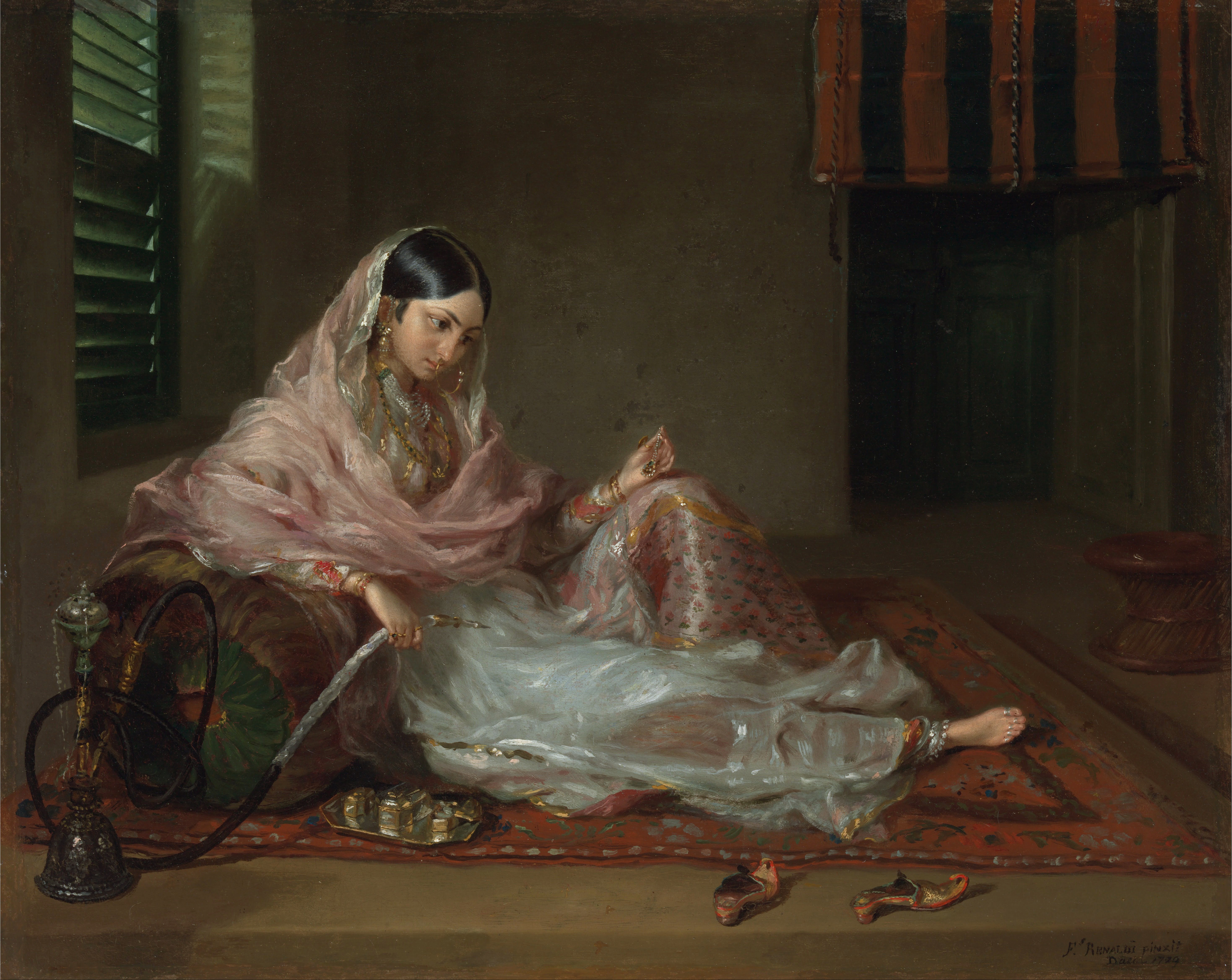
Một phụ nữ ở Dhaka mặc đồ muslin tiếng Bengali, thế kỷ 18

Một chiến thắng lớn của Mughal vào năm 1576, trong đó Akbar chiếm Bengal, được theo sau bởi bốn thập kỷ nỗ lực dành riêng để đánh bại những kẻ nổi loạn ở vùng Bhati. Chiến thắng ban đầu đi kèm với sự tàn phá và bạo lực nghiêm trọng. Người Mughals bị người Bengal phản đối. Akbar đã bổ nhiệm một người hầu theo đạo Hindu là Raja Man Singh làm thống đốc của Bengal. Singh dựa trên quyền cai trị của mình tại Rajmahal, Bihar, nghĩ rằng ông có thể quản lý khu vực xa hơn.
Bara Bhuiyan, hoặc mười hai địa chủ, chống lại Mughal nỗ lực thôn tính Bengal. Địa chủ chủ yếu là quý tộc Afghanistan và Hindu. Pratapaditya là một trong những địa chủ theo đạo Hindu trong số các nhà lãnh đạo này. Họ được lãnh đạo bởi địa chủ Isa Khan, người đóng tại Sonargaon. Isa Khan được biết đến với khả năng chống lại sự cai trị từ bên ngoài, đặc biệt là từ những người lính nói tiếng Urdu và Delhi. Hành động của anh ấy được coi là nguồn cảm hứng vào năm 1971.
Các địa chủ đã dẫn đầu một cuộc nổi dậy rộng rãi. Cả người Mughals và phiến quân đều thực hiện các hành động tàn bạo như thảm sát, hãm hiếp và cướp bóc. Họ đánh bại hải quân Mughal vào năm 1584. Sau đó, các trận chiến này tiếp tục trên bộ. Năm 1597, họ lại đánh bại hải quân Mughal, tuy nhiên, Isa Khan chết vào năm sau đó. Cuộc đấu tranh chống lại sự cai trị của Mughal suy yếu. Man Singh, nhận ra giá trị chiến lược của việc kiểm soát Dhaka để quản lý miền đông Bengal, đã tạo ra một căn cứ quân sự ở đó. Ông cũng nhận ra tiện ích của nó trong việc kiểm soát ảnh hưởng của người Aranakese và Bồ Đào Nha.
Căn cứ này trở nên quan trọng hơn vào cuối những năm 1500 khi sông Hằng bắt đầu chuyển hướng. Sự thay đổi dòng chảy của sông đã cho phép khai phá và thu hoạch nhiều đất hơn. Các tuyến đường thủy của Dhaka cho phép dễ dàng di chuyển binh lính đến các vùng khác nhau của Bengal. Năm 1610, Dhaka trở thành thủ phủ của tỉnh. Sau đó, một số khung dệt muslin nổi tiếng trên thế giới đã chuyển đến Dhaka từ Sonargaon. Dhaka phát triển mạnh mẽ với tư cách là một trung tâm hành chính và thủ công.
Vùng Bengal trong lịch sử là một trung tâm quốc tế của nhiều hoạt động khác nhau. Những người buôn bán, khách hành hương và những người du hành đã vượt qua Bengal để đến Nepal và Tây Tạng. Các tuyến đường thủy của Bengal là nơi giao lưu giữa các dân tộc. Năm 1346, nhà du hành Maroc Ibn Battuta đi theo con đường thương mại qua Sri Lanka khi ông đi đến Bengal từ Maldives vào năm 1346. Vào những năm 1300, Bengal đã trao đổi thóc của mình cho các xưởng chăn nuôi bò từ Maldives. Bằng chứng từ những năm 1500 chứng minh rằng gạo trồng ở Bengal đã được ăn đến tận miền đông Indonesia và Goa. Bengal cũng đồng thời xuất khẩu các nguyên liệu và thực phẩm khác. Thương nhân Bengali thống trị thương mại với Đông Nam Á. Các thương nhân Trung Quốc trong những năm 1400 và 1500 đã giới thiệu vàng, sa tanh, lụa, bạc và đồ sứ. Một khách du lịch châu Âu vào năm 1586 đã báo cáo rằng chất lượng vải bông được sản xuất ở Sonargaon tốt hơn so với các vùng khác của tiểu lục địa. Những loại vải này đã được gửi đến các thị trường quốc tế.
Dưới thời Đế chế Mughal, có 25% GDP của thế giới, Bengal Subah đã tạo ra 50% GDP của đế chế và 12% GDP của thế giới. Bengal, tỉnh giàu có nhất của đế chế, là một vùng giàu có với đa số Hồi giáo Bengali và thiểu số Ấn giáo Bengali. Theo nhà sử học kinh tế Indrajit Ray, nó nổi bật trên toàn cầu trong các ngành như sản xuất dệt may và đóng tàu.
Dhaka được thống đốc đổi tên thành Jahangirnagar cho Jahangir, hoàng đế. Thống đốc đã đánh bại và khiến các thủ lĩnh chấp nhận quyền lực của Mughal. Trong thời kỳ cai trị của Mughal, kiến trúc của Dhaka đã được phong phú hóa. Năm 1678, con trai của Aurangzeb bắt đầu xây dựng pháo đài Lalbagh, bao quanh lăng mộ của cháu gái Nur Jahan. Các tòa nhà Mughal còn sót lại là Bara Katra, Chhota Katra và Husaini Dalan (một nhà thờ Hồi giáo Shi'a).
Trong thời kỳ cai trị của Mughal, nhiều quản trị viên dân sự và quân sự đã vào Bengal. Rất nhiều quan chức này đã nhận được tiền cấp đất và trở thành cư trú. Bất chấp sự thống trị của người theo đạo Hindu đối với tầng lớp có ruộng đất, người Hồi giáo đã hình thành một bộ phận quan trọng và duy trì việc sở hữu các khoản trợ cấp đất đáng kể cho đến khi cải cách ruộng đất sau năm 1947.
Hình thức chính phủ của Bengal ít cứng rắn hơn so với các chính phủ ở các vùng khác của đế chế Mughal. Người Mughals khẳng định một hình thức cai trị tập trung trên cơ cấu hành chính địa phương khác nhau. Do đó, các nhà cai trị địa phương quản lý quyền kiểm soát ở các vùng nông thôn. Những "zamindars" này tự trị và là một tầng lớp ưu tú thế tục, phân biệt với quần chúng thông thường bởi thẩm quyền của họ. Họ ở Bangladesh hiện đại như Chowdhury, Khan, Sarkar và Talukdar bắt nguồn từ tên các cấp bậc trong giới thượng lưu Mughal. Lực lượng ưu tú này hoạt động cùng với các quan chức Mughal. Nhiệm vụ của sau này là giữ phí thu thuế. Diwan là nhân viên thuế quan trọng nhất và được lựa chọn trực tiếp bởi người cai trị Mughal. Mỗi cuộc chinh phục của Mughal ở Bengal đều đi kèm với việc thành lập một thana (đồn trú) nhằm mục đích duy trì hòa bình. Sau đó, lãnh thổ sẽ được sáp nhập vào hệ thống hành chính của đế chế. Trong hệ thống của đế chế, mỗi tỉnh sẽ bao gồm một số vùng, được gọi là "sarkar", đến lượt nó sẽ được tạo thành từ các phân khu gọi là parganas. Cấp thấp nhất trong hệ thống là mouza (làng doanh thu).
Vùng đất nông nghiệp biên giới dưới thời cai trị của Mughal vào những năm 1500 bắt đầu di chuyển về phía đông của Bengal. Năng suất nông nghiệp của vùng tăng lên. Để tăng doanh thu, chính quyền Mughal đã xúc tiến việc phát quang rừng và trồng lúa nước. Các quan chức đã cấp đất cho các doanh nhân sẵn sàng nộp thuế để đổi lấy quyền đối với đất đai. Những người thực dân đòi hỏi lao động và điều này có lợi cho tầng lớp tôn giáo. Hầu hết các cộng đồng trong khu vực là thợ thuyền và ngư dân bên lề xã hội, trên danh nghĩa là người theo đạo Hindu nhưng trên thực tế có quan hệ rất yếu với đạo Hindu. Đây là những người lao động trồng lúa và sẽ chiếm phần lớn tầng lớp nông dân ở đông Bengal. Việc cấp đất sẽ yêu cầu xây dựng một ngôi đền và những người thực dân sẽ thu thập những người định cư xung quanh những ngôi đền này. Xã hội được sắp xếp xung quanh ngôi đền. Các cộng đồng mới sẽ tham gia vào việc khai phá rừng và trồng trọt. Người dân địa phương sáp nhập với những cộng đồng này hoặc chuyển đi nơi khác trong khi vẫn giữ mối liên hệ buôn bán với những người trồng lúa.
Chính phủ Mughal không có thái độ khuyến khích Hồi giáo trong khu vực và những người theo đạo Hindu là những người tiên phong được chính phủ ủng hộ. Nhưng hầu hết những người tiên phong là người Hồi giáo. Một số lượng lớn trong số họ là trụ. Richard Eaton khẳng định rằng Hồi giáo được hiểu là có liên quan đến việc mua lại đất đai được chính phủ chấp nhận ở miền đông Bengal vốn chỉ có mối liên hệ yếu với nền văn minh Hindu. Các truyền thống và nghi lễ của miền đông Bengal, các nhà thờ Hồi giáo và đền thờ hòa quyện vào nhau. Hồi giáo lan rộng ở Bengal vì bản địa hóa của nó. Các cơ quan Hồi giáo đã được đưa vào vũ trụ học đương đại, sau đó được liên kết với các thần linh địa phương và cuối cùng các cơ quan Hồi giáo tiếp quản văn hóa địa phương. Những người theo đạo Hindu tại địa phương, để đáp lại sự cải đạo, đã đóng cửa hàng ngũ và trở nên bảo thủ hơn, trục xuất những người bị 'ô nhiễm' do tiếp xúc với người Hồi giáo. Điều này làm tăng số lượng người Hồi giáo.

### Hai Subahdars Mughal vĩ đại

#### Hồi giáo Khan
Islam Khan được phong làm Subahdar của Bengal vào năm 1608 bởi hoàng đế Mughal Jahangir. Ông cai trị Bengal từ thủ đô Dhaka mà ông đổi tên là Jahangir Nagar. Nhiệm vụ chính của anh là khuất phục Rajas nổi loạn, Bara-Bhuiyans, Zamindars và các tù trưởng Afghanistan. Ông đã chiến đấu với Musa Khan, thủ lĩnh của Bara-Bhuiyans, và đến cuối năm 1611, Musa Khan bị khuất phục. Islam Khan cũng đã đánh bại Pratapaditya của Jessore, Ram Chandra của Bakla và Ananta Manikya của Bhulua. Ông sáp nhập vương quốc Kamrup và khuất phục Koch Bihar và Kachhar, do đó nắm toàn quyền kiểm soát toàn bộ Bengal, ngoài Chittagong.

#### Shaista Khan

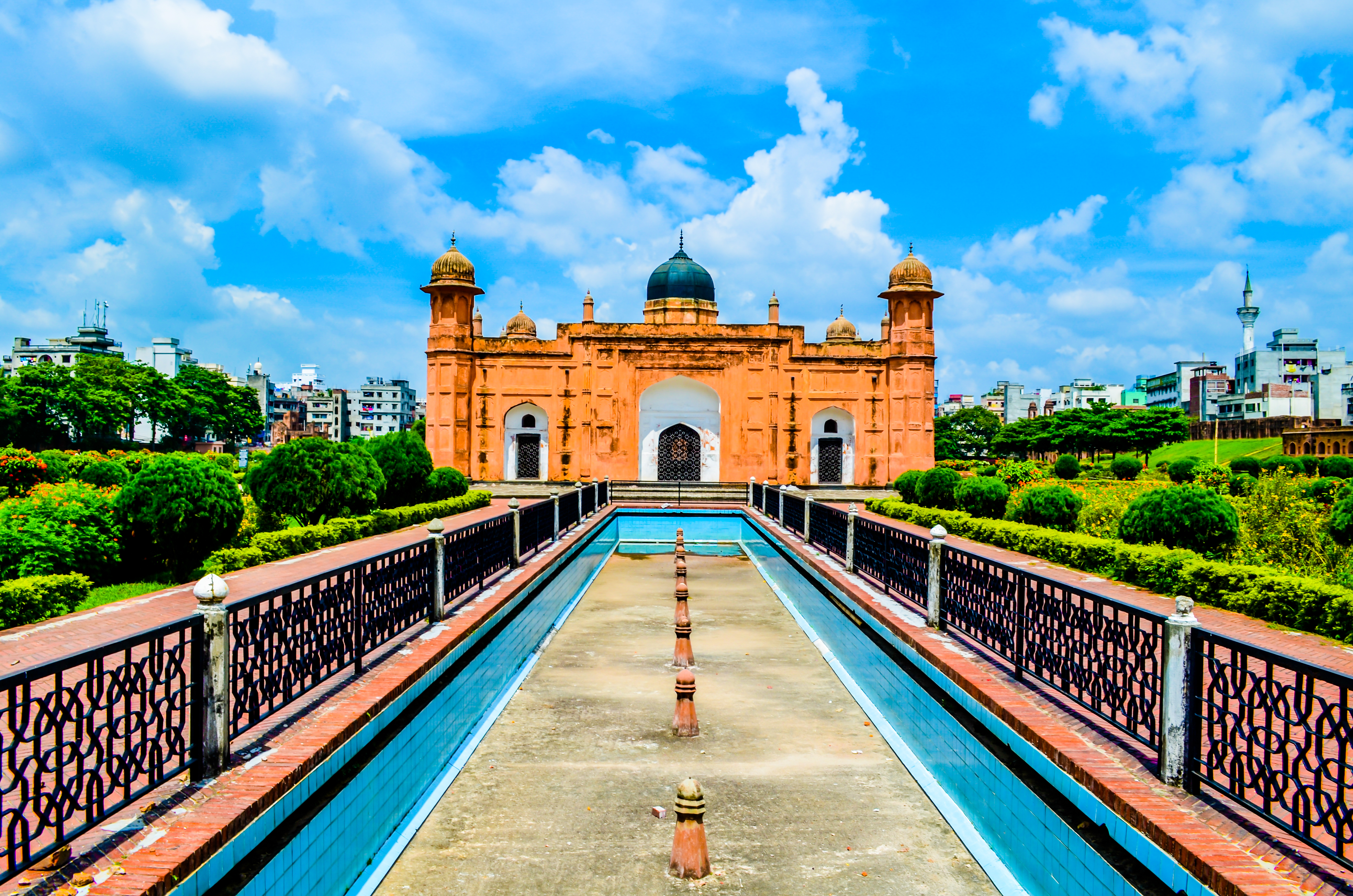
Lalbagh Fort được phát triển bởi Shaista Khan.

Shaista Khan được bổ nhiệm làm Subahdar (Thống đốc) của Bengal sau cái chết của Mir Jumla II vào năm 1663. Ông là thống đốc tại vị lâu nhất của Bengal. Ông cai trị tỉnh từ trụ sở hành chính của mình ở Dhaka trong gần 24 năm từ 1664 đến 1688.
Danh tiếng lớn của Shaista Khan ở Bengal chủ yếu nhờ vào cuộc tái chinh phục Chittagong. Mặc dù Chittagong nằm dưới sự kiểm soát của Bengal trong triều đại của Sultan Fakhruddin Mubarak Shah vào giữa thế kỷ 14, nhưng sau đó nó đã rơi vào tay những người cai trị Arakanese. Shaista Khan dành ưu tiên cho việc chiếm lại Chittagong, và đã có thể làm như vậy vào tháng 1 năm 1666. Cuộc chinh phục đã mang lại sự nhẹ nhõm và hòa bình cho người dân Chittagong vì những tên cướp biển đã gây ra sự đau khổ lớn cho người dân địa phương.

## Nawabs của Bengal

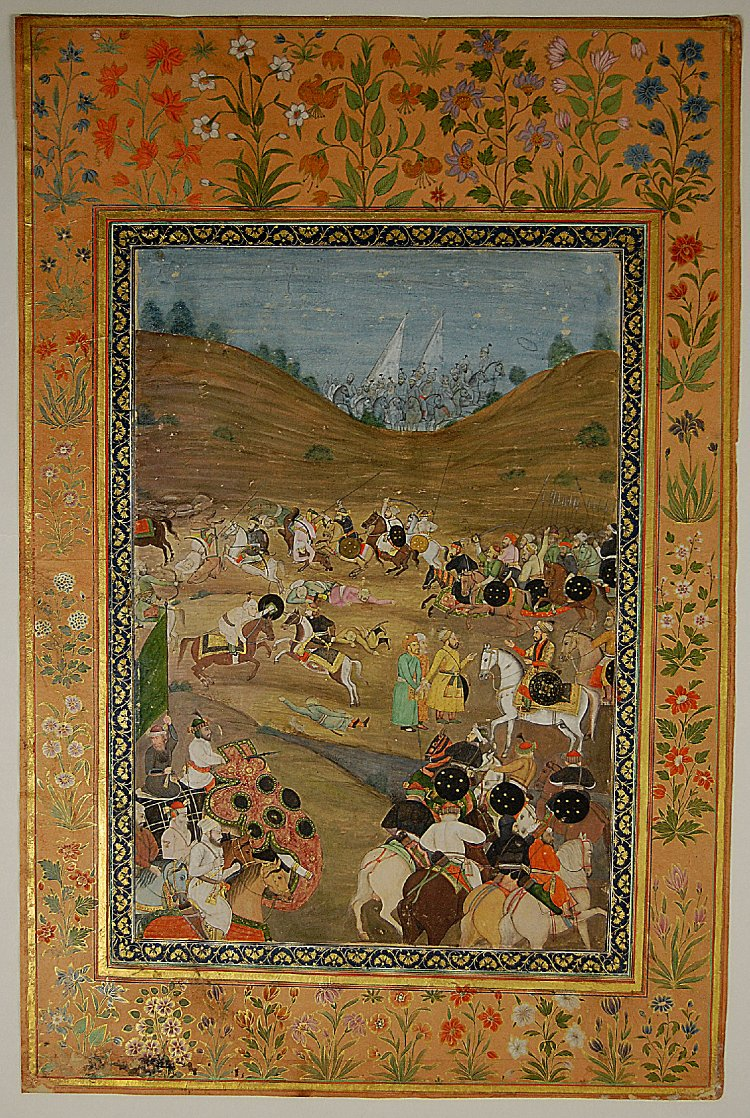
Alivardi Khan (Phó vương Bangal của Đế quốc Mughal) bắt hai tù nhân.

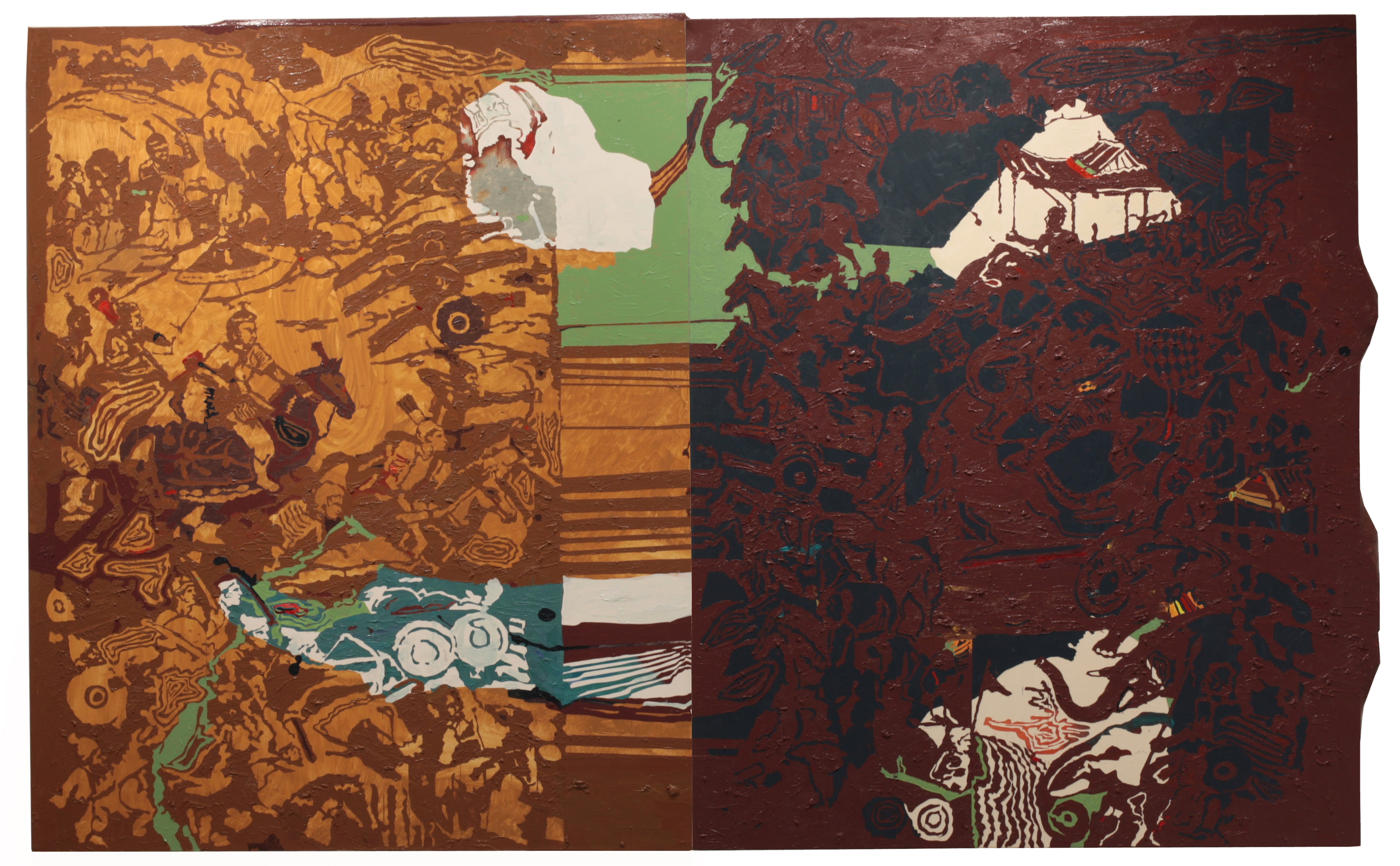
Bức tranh của họa sĩ Firoz Mahmud trên Trận chiến của Plassey có tiêu đề 'Sự khởi đầu của sự kết thúc của triều đại Tiểu lục địa: trong thời của tổ tiên tôi'

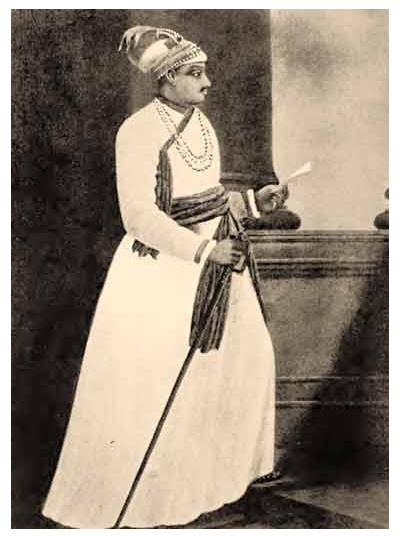
Siraj ud-Daulah Nawab độc lập cuối cùng của Bengal.

Mughal bổ nhiệm các điệp viên ở Bengal vào năm 1713 vì đế chế đang suy yếu. Năm 1715, thủ đô được chuyển đến Murshidabad. Điều này dẫn đến sự sa sút của Dhaka. Sự chuyển giao này xảy ra khi quan chức thuế chính của tỉnh, Murshid Quli Khan, người đã chuyển văn phòng của mình đến Maksudabad (đổi tên thành Murshidabad sau ông) trở thành thống đốc. Murshidabad nằm ở vị trí trung tâm hơn ở Bengal, nơi có giới hạn hành chính vào thời điểm đó cũng bao gồm Bihar và Orissa. Ngoài việc thay đổi thủ đô, Murshid Quli Khan đã sửa đổi hệ thống thu thuế.
Murshid Quli Khan muốn tạo ra một hàng ngũ những người cai trị giống như các thống đốc đương thời của Oudh. Anh được các thành viên trong gia đình nối nghiệp. Tuy nhiên, Alivardi Khan đã thành lập một gia đình nawab khác. Ông đã hợp tác với Jagat Seth để đánh bại thống đốc và đảm bảo vị trí thống đốc từ người cai trị Mughal thông qua hối lộ. Anh ấy cũng trở thành diwan của Orissa. Tuy nhiên, anh ấy phải đối mặt với vấn đề từ những người cướp Maratha có mặt ở Orissa.
Nawab Alivardi Khan đã đẩy lui ba cuộc xâm lược đầu tiên của Maratha vào Bengal. Nhưng họ lại xâm lược, và vào năm 1751, Alivardi Khan ký hiệp ước hòa bình với người Marathas. Ông nhượng tỉnh Orissa cho Đế chế Maratha và đồng ý trả 12 vạn rupee hàng năm dưới dạng  chauth  (cống nạp). Anh ta đã đè bẹp một cuộc nổi dậy của người Afghanistan ở Bihar và khiến người Anh phải trả 150.000 Tk vì đã chặn các tàu thương mại của Mughal và Armenia.
Cháu ngoại của ông là Sirajuddaulah kế vị ông khi ông qua đời năm 1756. Sirajuddaulah đã cố gắng ngăn chặn hoạt động buôn bán không được chứng nhận ở Bengal. Vì điều này, ông đã đụng độ với các thương gia người Anh và cuối cùng bị đánh bại bởi năm 1757 tại Polashi. Người Anh cai trị Bengal và các khu vực rộng lớn ở phía tây của nó vào năm 1764.

## Thời đại thuộc địa

### Người Châu Âu ở Bengal

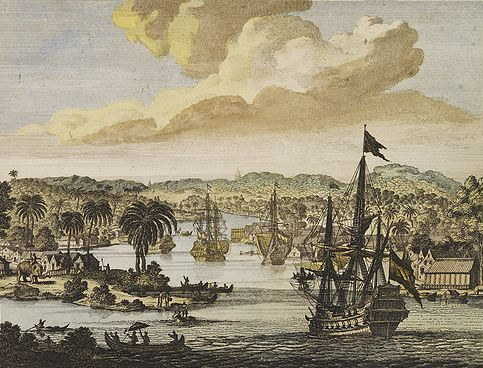
Tàu Hà Lan cập cảng Bengal.

Năm 1517, người Bồ Đào Nha đã lắp đặt một tiền đồn ở Chittagong. Một khu định cư của người Bồ Đào Nha cũng được tạo ra tại Satgaon. Năm 1579, với một khoản tài trợ đất từ Akbar, người Bồ Đào Nha đã tạo ra một nhà ga khác tại Hooghly. Người Bồ Đào Nha buôn bán và quảng cáo cho đến năm 1632 khi họ bị trục xuất bởi Shah Jahan, người cho phép họ tái nhập cảnh vào năm sau. Sự thù địch đối với họ là hậu quả của việc cướp biển của người Bồ Đào Nha và Maghs. Đến năm 1651, người Anh giành được quyền kiểm soát Hooghly. Sự hiện diện của người Bồ Đào Nha đã kết thúc.
Người Bồ Đào Nha đã giao dịch thông qua chính phủ nhưng các cường quốc châu Âu khác lại giao dịch thông qua các công ty. Một nhà ga của Hà Lan được thành lập tại Chinsura nhưng người Hà Lan hướng lợi ích của họ sang Ceylon và Đông Nam Á. Năm 1825, họ trao đổi Chinsura với người Anh để lấy các vị trí ở Đông Nam Á. Năm 1755, một nhà ga Đan Mạch được thành lập tại Serampore. Năm 1845, người Anh đã mua nó. Công ty Pháp tồn tại lâu hơn. Vị trí của họ đứng thứ hai sau người Anh. Người sau đã vượt qua người Pháp. Nhà máy đầu tiên của Anh được thành lập vào năm 1608 ở miền Tây Ấn Độ. Ngay sau đó người Anh tiến vào Bengal.
Người Anh thành lập các nhà máy ở Balasore, Cossimbazar, Dhaka, Hooghly và Patna. Năm 1681, một "chế độ tổng thống" được thành lập. Năm 1690 Job Charnock thành lập Calcutta. Trong thời gian này, người Anh xung đột với các thống đốc Mughal của Bengal. Vào năm 1652, người Anh đã được miễn các khoản thanh toán hải quan để đổi lấy việc đưa các khoản tiền hàng năm cho nawab. Nhưng nawab đã tăng phí cho họ, điều mà người Anh phản đối. Người Anh đã gặp Nawab Shaista Khan ở Dhaka vào năm 1652 và bảo đảm quyền miễn trừ một lần nữa.
Các hoạt động thương mại của Anh được mở rộng trong thời kỳ quản lý của Shaista Khan. Alivardi Khan không thích kế hoạch bảo đảm tài sản của người Anh và người Pháp. Alivardi Khan phản bác việc Anh áp dụng mệnh lệnh của Hoàng đế Fakukhsiyar đã cho phép các đặc quyền thương mại không bị ràng buộc của Anh trong đế chế Mughal. Alivardi Khan đã bị xáo trộn bởi quy định trong lệnh cho phép người Anh được miễn thuế đối với việc vận chuyển hàng hóa. Điều này có nghĩa là doanh thu của Alivardi Khan thấp hơn.
Người kế nhiệm của Alivardi là Sirajuddaulah bắt đầu loại bỏ sự hiện diện của người nước ngoài. Năm 1756, ông chiếm giữ Calcutta và tống giam cư dân Anh. Robert Clive và quân của ông đã chiếm lại Calcutta vào tháng 1 năm 1757. Clive buộc Sirajuddaulah đồng ý với một hiệp ước sẽ khôi phục lệnh của Hoàng đế Fakukhsiyar cho phép người Anh buôn bán không hạn chế. Clive sau đó âm mưu với người họ hàng của Sirajuddaulah, Mir Jafar, và nhận được sự hỗ trợ của một chủ ngân hàng lớn, Jagat Seth. Quân của Robert Clive và Sirajuddaulah chiến đấu với nhau tại Plassey vào tháng 6 năm 1757. Mir Jafar đã từ bỏ nawab trong trận chiến, người đã chịu thất bại và bị giết. Nhiều nhà sử học coi trận chiến này là sự khởi đầu của chủ nghĩa thực dân Anh ở tiểu lục địa, kéo dài đến năm 1947.
Sau chiến thắng tại Plassey, người Anh đã biến Bengal thành trung tâm của thuộc địa Ấn Độ đang phát triển của họ. Người Anh hoàn toàn có thể có được thẩm quyền tài chính ở Bengal nếu diwani được trao cho Công ty Đông Ấn thay cho Nawab. Khi Mir Jafar qua đời vào năm 1765, Hoàng đế Shah Alam đã thực hiện việc chuyển giao đó. Điều này đảm bảo thẩm quyền của Anh trong tỉnh. trong khi một hiệp hội nửa phong kiến được duy trì với đế chế Mughal. Diwani được sử dụng với sự chấp thuận của người cai trị Mughal. Trong khi Công ty Đông Ấn của Anh trên danh nghĩa là một diwan, nó thực tế độc lập với Mughals.
Lịch sử dân tộc chủ nghĩa Ấn Độ xác định chính xác trận chiến ở Plassey là sự khởi đầu của một chủ nghĩa thực dân ngoại bang và bóc lột, kết thúc vào năm 1947. Nhưng quan điểm của Bangladesh là người dân Bengal đã từng phải chạy trốn các cơ quan hành chính do người nước ngoài điều hành trước khi chính quyền Anh trỗi dậy.y. Các nhà sử học Bangladesh cũng cho rằng chủ nghĩa thực dân vẫn tồn tại trong thời kỳ hậu thuộc địa khi khu vực này được bao gồm trong Pakistan. Trận Plassey không đánh dấu sự kết thúc của chế độ bản địa ở Bengal. Nó đánh dấu sự kết thúc của hệ thống Mughal.

### Dưới sự cai trị của người Anh

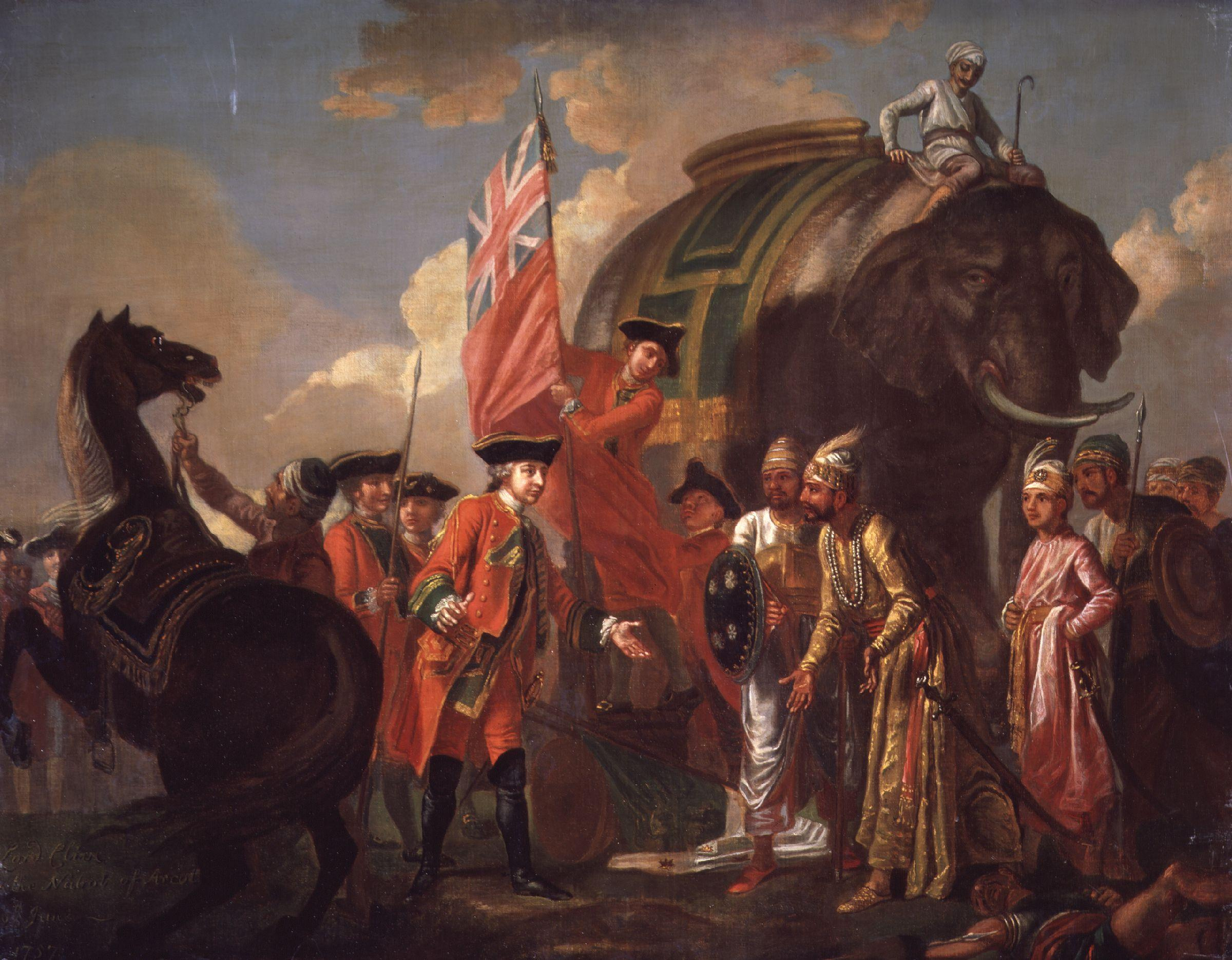
Chiến thắng của Robert Clive tại Bengal đánh dấu sự khởi đầu của sự thống trị của thực dân Anh ở Nam Á

Mục tiêu của Anh là tăng năng suất của nền kinh tế Bengali. Họ đã thử nghiệm về nền hành chính và kinh tế của Bengal. Kết quả của một số thí nghiệm không phải lúc nào cũng thành công. Việc tăng thuế trong khí hậu không ổn định của Bengal là một tai họa. Việc đánh thuế không được nới lỏng ngay cả trong đợt hạn hán và lũ lụt năm 1769–1770. Cùng với việc khai thác không được kiểm soát, điều này đã gây ra nạn đói nghiêm trọng, trong đó người ta tin rằng 10 triệu cư dân của Bengal đã chết.
Nhà nước Mughal bị tan rã, khiến thống đốc chính của Bengal trở thành người cai trị  de facto . Sau khi Công ty Đông Ấn Anh tìm kiếm sự thay thế, vào giữa thế kỷ thứ mười tám, biên giới của Cooch Behar được đánh dấu là giới hạn cực bắc của Lãnh thổ Anh. Cooch Behar tồn tại như một nhà nước tư nhân cho đến khi kết thúc chế độ thuộc địa, điều này là do sự cai trị gián tiếp của đoàn thám hiểm Anh vào năm 1772, khi nó xâm lược và chinh phục lãnh thổ: Maharaja và chính quyền của ông ta do đó được giữ lại dưới sự kiểm soát của một Đặc vụ chính trị Anh.
Việc cướp bóc ở Bengal đã trực tiếp góp phần vào Cách mạng công nghiệp ở Anh, với số vốn tích lũy được từ Bengal được sử dụng để đầu tư vào các ngành công nghiệp của Anh như sản xuất hàng dệt trong cuộc Cách mạng Công nghiệp và làm tăng đáng kể sự giàu có của Anh, đồng thời dẫn đến deindustrialization ở Bengal.
Thảm họa đói kém khiến các quan chức Anh tìm kiếm các phương pháp khả thi để khai thác các nguồn tài nguyên của thuộc địa. Năm 1790, người Anh đưa ra "định cư lâu dài" và đưa nó thành luật 3 năm sau đó. Đó là một khuôn khổ cho việc đánh thuế đất. Hệ thống này là cốt lõi của hình thức chính quyền thuộc địa. Đó là một thỏa thuận giữa người Anh và người zamindars được trao quyền sở hữu đất một cách hiệu quả để đổi lấy việc nộp thuế kịp thời..
Mục đích của việc định cư lâu dài là cuối cùng những người zamindars sẽ đầu tư vào phát triển nông nghiệp và cải thiện nền kinh tế của Bengal. Mục đích này đã không thành hiện thực vì những người zamindars không có sự hỗ trợ của nhà nước cho sự phát triển của nông dân và vì những cách thức mới để tạo ra của cải. Một phương pháp phổ biến là chạy trốn nông dân. Những người zamindars ngày càng giàu có đã rời xa các hoạt động nông nghiệp và thuế khóa. Họ chỉ định những người trung gian. Hình thức sở hữu nhiều tầng được phát triển, được hưởng lợi từ nguồn thu của đất. Cấu trúc này rõ rệt nhất ở các khu vực phía nam của Bangladesh hiện đại. Kế hoạch định cư lâu dài tước bỏ mọi quyền sở hữu của nông dân đối với đất đai.
Trong khi người Hồi giáo bao gồm hầu hết các giai cấp địa chủ trong thời kỳ cai trị của Mughal, thì người theo đạo Hindu trở nên nổi bật trong thời kỳ cai trị thuộc địa. Trong khi địa chủ Hồi giáo và những người cư ngụ theo đạo Hindu đã tồn tại, miền đông Bengal đã chứng kiến sự hòa trộn giữa tôn giáo với giai cấp, với các địa chủ theo đạo Hindu chủ yếu là nông dân Hồi giáo. Các địa chủ theo đạo Hindu cũng nổi bật ở miền tây Bengal, nhưng hầu hết nông dân ở đó là người theo đạo Hindu. Yếu tố này sẽ trở nên quan trọng về mặt chính trị khi kết thúc chế độ thuộc địa.
Một thay đổi khác trong thời kỳ cai trị của Anh là hệ thống cắt xén tiền mặt. Trong thời kỳ thuộc địa, việc cắt xén tiền mặt được tổ chức và sản xuất cho các thị trường quốc tế. Nó có ý nghĩa quan trọng vì nó tạo ra mối liên kết giữa nền kinh tế vùng nông thôn Bengali với thị trường ở châu Á và châu Âu. Do thu hoạch tiền mặt, khu vực phía đông của Bangladesh hiện đại nổi lên như trung tâm trồng đay. Phần phía tây của Bangladesh hiện đại sản xuất lụa và đường. Các khu vực phía bắc sản xuất thuốc lá. Cây trồng gắn liền với các loại hình tổ chức đất đai cụ thể. Nông dân ở các khu vực phía đông bị thúc ép bởi nhu cầu tài chính theo hướng sản xuất thị trường. Tầng lớp thượng lưu nông thôn ở các khu vực phía tây và phía bắc được bảo vệ khỏi tác động tức thời của các yếu tố thị trường vì họ cung cấp tín dụng nông nghiệp.
Người Anh đã từ bỏ ngôn ngữ chính thức cũ, tiếng Ba Tư, vào những năm 1830 và các cơ sở giáo dục trung bình của Anh đã chuẩn bị một phần nhỏ của giới tinh hoa người Bengali cho các công việc trong các cấp chính phủ thấp hơn và trung bình. Người Hồi giáo tiếp thu những cải tiến của Anh chậm hơn và tụt hậu so với người Hindu về mặt giáo dục và thương mại. Người Hindu bao gồm hầu hết các sinh viên đại học. Có những thay đổi về sức khoẻ. Sự gia tăng dân số trong thời kỳ thuộc địa là do người dân có nhiều kiến thức hơn về vệ sinh và tăng khả năng tiếp cận bệnh viện và thuốc men. Giao thông trở nên ít phụ thuộc vào các con sông hơn với việc xây dựng cầu và đường sắt. Cải tiến trong giao tiếp hỗ trợ công nghệ. Bất chấp hình thức độc đoán của chính phủ, người Anh đã thử áp dụng các hệ thống dân chủ hạn chế trong giai đoạn sau của thời kỳ cai trị do những ràng buộc chính trị.
Một sự phát triển quan trọng dưới sự cai trị của người Anh là sự nổi lên của Calcutta về chính trị và văn hóa. Nó trở thành thủ đô thuộc địa của Ấn Độ. Từ năm 1757 đến năm 1931, Chính phủ Ấn Độ được đặt tại thành phố. Những người Bengal đầy khát vọng đã di cư đến Calcutta và được giáo dục và làm việc cho chính phủ. Họ được các nhà sử học gọi là "bhodrolok" và những người theo đạo Hindu đẳng cấp cao bao gồm hầu hết trong số họ. Các trung tâm cũ như Dhaka và Murshidabad suy giảm trong khi tầng lớp thương mại tập trung ở Calcutta.
Chế độ độc tài hoạt động liên minh với giới tinh hoa nông thôn dễ bị phản kháng và các cuộc nổi dậy thường xuyên xảy ra trong thời kỳ cai trị của Anh. Tuy nhiên, sự cai trị của người Anh ở Bengal không bị đe dọa vào nửa sau của những năm 1800. Bengal đã không tham gia vào cuộc nổi dậy năm 1857 gần như chấm dứt chính quyền của Anh trên các vùng đất rộng lớn của Ấn Độ. Trong khi có một cuộc nổi dậy của quân đội ở Chittagong, nó bị suy yếu vì địa chủ và nông dân không ủng hộ cuộc nổi dậy. Thay vào đó, những bất bình chính trị cũng không xoay quanh quyền lợi của nông dân và việc thương mại hóa nông nghiệp. Cuộc đấu tranh thường được đặc trưng bởi nông dân và tầng lớp trung lưu đối lập với địa chủ, doanh nhân phương Tây và chính quyền Anh. Nhiều chiến dịch cuối cùng đã kết thúc ngành công nghiệp chàm. Những người này được dẫn dắt bởi các nhà truyền giáo Hồi giáo có ảnh hưởng Wahhabi.
Đã có những phong trào cải cách Ấn Độ giáo nổi bật vào đầu những năm 1800 nhưng không có phong trào Hồi giáo tương đương. Một sự khác biệt với quy tắc này là phong trào Faraizi mà Haji Shariatullah bắt đầu vào năm 1828. Đây là một phong trào Hồi giáo bảo thủ dựa trên hệ tư tưởng Wahhabi. Nó phản đối việc tôn vinh các vị thánh và sự đàn áp của địa chủ và những người buôn bán chàm. Shariatullah coi Ấn Độ như một đứa con cưng và do đó tin rằng các lễ hội và những lời cầu nguyện vào thứ Sáu nên chấm dứt. Người thừa kế của ông, Dudu Mia, đã mở rộng phong trào và tuyên bố rằng địa chủ không có quyền sở hữu đất vĩnh viễn. Phong trào Faraizi cuối cùng đã kết thúc sau khi ông qua đời.
Titu Mir dẫn đầu một chiến dịch Wahhabi khác cùng lúc với phong trào Faraizi. Phong trào này diễn ra bạo lực và phản đối sự hiện diện của người Anh. Ông mất năm 1831 trong một cuộc đối đầu với người Anh. Hai năm sau, những người theo ông ủng hộ những người nông dân da chàm trong cuộc đụng độ chống lại chủ đồn điền châu Âu và địa chủ Ấn Độ giáo. Cuộc phản đối cuối cùng đã bị tắt tiếng vào năm 1860 khi nông dân được đảm bảo an ninh hơn. Nhưng không phải tất cả các cuộc nổi dậy ở nông thôn đều lấy cảm hứng từ tôn giáo.
Vào cuối những năm 1800, các bộ phận của tầng lớp thượng lưu và nông dân trở nên có mối liên hệ chính trị với nhau. Mối liên kết này đã trở thành một nguyên mẫu quan trọng của các chiến dịch sau này ở Bengal. Phong trào đòi quyền tự quyết đã tham gia các phong trào cộng sản và dân tộc chủ nghĩa, một số phong trào liên kết với các tổ chức toàn Ấn Độ.

### Phục hưng Bengal
Phục hưng Bengal đề cập đến một phong trào cải cách xã hội trong thế kỷ 19 và đầu thế kỷ 20 ở Bengal. Sử gia Nitish Sengupta mô tả nó diễn ra từ Raja Ram Mohan Roy (1775–1833) đến Rabindranath Tagore (1861–1941). Sự nở hoa này ở Bengal của các nhà cải cách tôn giáo và xã hội, học giả và nhà văn được sử gia David Kopf mô tả là "một trong những giai đoạn sáng tạo nhất trong lịch sử Ấn Độ". Người dân Bangladesh cũng rất tự hào về nhà thơ dân tộc của họ Kazi Nazrul Islam. Ông được mọi người nhớ đến với tiếng nói tích cực chống lại sự áp bức của giới cầm quyền Anh trong thế kỷ 20. Ông đã bị bỏ tù vì đã viết bài thơ nổi tiếng nhất của mình là "Bidrohee".

### Phân vùng của Bengal, 1905

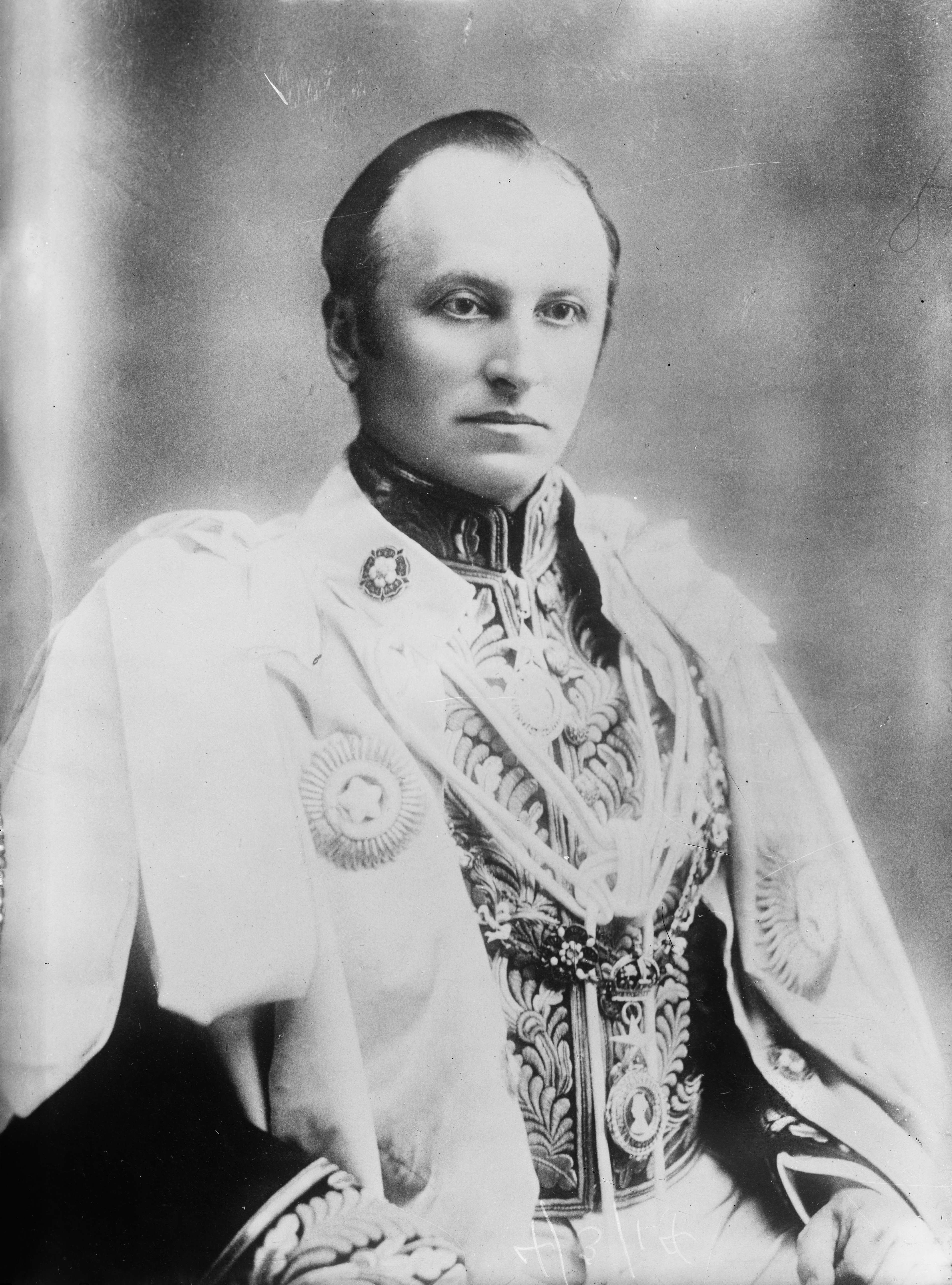
Lord Curzon là người đứng sau Partition of Bengal năm 1905 đã tạo ra ranh giới chính trị cho Bangladesh hiện đại.

Quyết định có hiệu lực Phân vùng Bengal được công bố vào tháng 7 năm 1905 bởi Phó vương Ấn Độ, Lãnh chúa Curzon. Sự phân chia diễn ra vào ngày 16 tháng 10 năm 1905 và tách các khu vực phía đông phần lớn là người Hồi giáo khỏi các khu vực phía tây phần lớn theo đạo Hindu. Tỉnh Bengal trước đây được chia thành hai tỉnh mới "Bengal" (bao gồm phía Tây Bengal cũng như tỉnh của Bihar và Orissa) và Đông Bengal và Assam với Dacca là thủ phủ của cái sau. Sự phân chia được thúc đẩy vì lý do hành chính: về mặt địa lý, Bengal rộng lớn như Pháp và dân số đông hơn đáng kể. Curzon tuyên bố khu vực phía đông bị bỏ quên và bị quản lý dưới quyền. Bằng cách chia tách tỉnh, một nền hành chính được cải thiện có thể được thiết lập ở phía đông, nơi sau đó, người dân sẽ được hưởng lợi từ các trường học mới và cơ hội việc làm. Những người theo đạo Hindu ở Tây Bengal, những người thống trị hoạt động kinh doanh và đời sống nông thôn của Bengal phàn nàn rằng sự phân chia sẽ khiến họ trở thành thiểu số trong một tỉnh sẽ kết hợp với tỉnh Bihar và Orissa. Người Ấn Độ đã phẫn nộ trước những gì họ công nhận là chính sách "chia để trị".
Người Anh coi những người Hồi giáo tích cực về mặt chính trị là những người ủng hộ họ và sự phân chia đã tạo ra một tỉnh do người Hồi giáo thống trị. Người Hồi giáo trên toàn cầu đã phản ứng với sự phân chia với sự tán thành. Người theo đạo Hindu đã tố cáo nó. Vách ngăn làm nổi bật lỗ hổng trong sự thống nhất chính trị của các thành viên của các tôn giáo khác nhau ở Bengal. Những người theo đạo Hindu và đạo Hồi đã trở thành những nhóm chính trị riêng biệt. Điều này là do một số lý do. Người Hồi giáo chiếm đa số ở tỉnh miền đông mớie. Người Hồi giáo dự đoán sự nghiệp trong chính quyền của tỉnh. Lý do thứ hai là sự nhiệt tình ban đầu của một số người Hồi giáo Bengali đối với cuộc biểu tình chống lại sự phân chia đã giảm đi vì văn hóa của cuộc biểu tình. Người bhodrolok chủ yếu theo đạo Hindu đã dẫn đầu chiến dịch chống phân chia và kết nối nó với chủ nghĩa phục hưng của đạo Hindu. Họ đồng nhất quê hương với Kali và chọn Bande Mataram làm quốc ca, điều mà người Hồi giáo phản đối. Lý do thứ ba là người Hồi giáo ở Bengal tự nhận mình là thành viên của một cộng đồng. Người Anh đã đề cao tôn giáo như một cơ sở để xác định chính trị. Điều này thật khó khăn vì người Hồi giáo ở Bengal không coi mình là một cộng đồng riêng biệt. Sự thống nhất của người Hồi giáo đã bị cản trở bởi những khác biệt nội bộ đáng kể. Hầu hết người Hồi giáo Bengali đều là thành viên của một cộng đồng Bengali đa dạng về tôn giáo hơn là một cộng đồng Hồi giáo, cho đến cuối những năm 1800.
Đạo Hồi mà họ thực hành đã có một nền tảng quan trọng trong văn hóa của vùng nông thôn Bengali. Những người Hồi giáo ưu tú tự nhận mình là người ashraf (người gốc nước ngoài) và tìm cách sao chép văn hóa Hồi giáo Bắc Ấn Độ và họ coi mình là những người bảo vệ đạo Hồi thực sự ở Bengal. Đối với họ, đạo Hồi được thực hành bởi nông dân và thợ thủ công địa phương đã bị ô nhiễm bởi các hiệp hội phi Hồi giáo. Trong khi một số lượng lớn người Hồi giáo được dạy dỗ tốt vẫn do dự trong việc chấp nhận những người nông dân thực hành văn hóa Bengali, ý tưởng về một cộng đồng Hồi giáo duy nhất đã xuất hiện ngay trước khi phân chia.. Các vấn đề kinh tế làm gia tăng xung đột Hindu-Hồi giáo ở Bengal. Những người Hồi giáo chiếm đóng bắt đầu đòi hỏi quyền của họ chống lại tầng lớp chủ yếu là người theo đạo Hindu và cho vay tiền. Những người Hồi giáo thuộc tầng lớp trung lưu đã không thể đạt được các mục tiêu chính trị của họ vì thái độ khinh thường của giới thượng lưu Hindu. Người theo đạo Hindu và đạo Hồi xung đột ở Comilla và Mymensingh vào năm 1906 và 1907. Bạo lực đã nâng cao bản sắc tôn giáo và ủng hộ sự rập khuôn. Giới thượng lưu Ấn Độ giáo coi những người Hồi giáo nông thôn là tay sai của Anh và thấp kém hơn. Đối với người Hồi giáo, người theo đạo Hindu là những kẻ lợi dụng xảo quyệt. Người Anh đã đảo ngược sự phân chia vào năm 1911 và tuyên bố họ sẽ chuyển thủ đô của Ấn Độ đến Delhi. New Delhi được khánh thành sau hai thập kỷ xây dựng vào năm 1931.

## Phong trào Pakistan

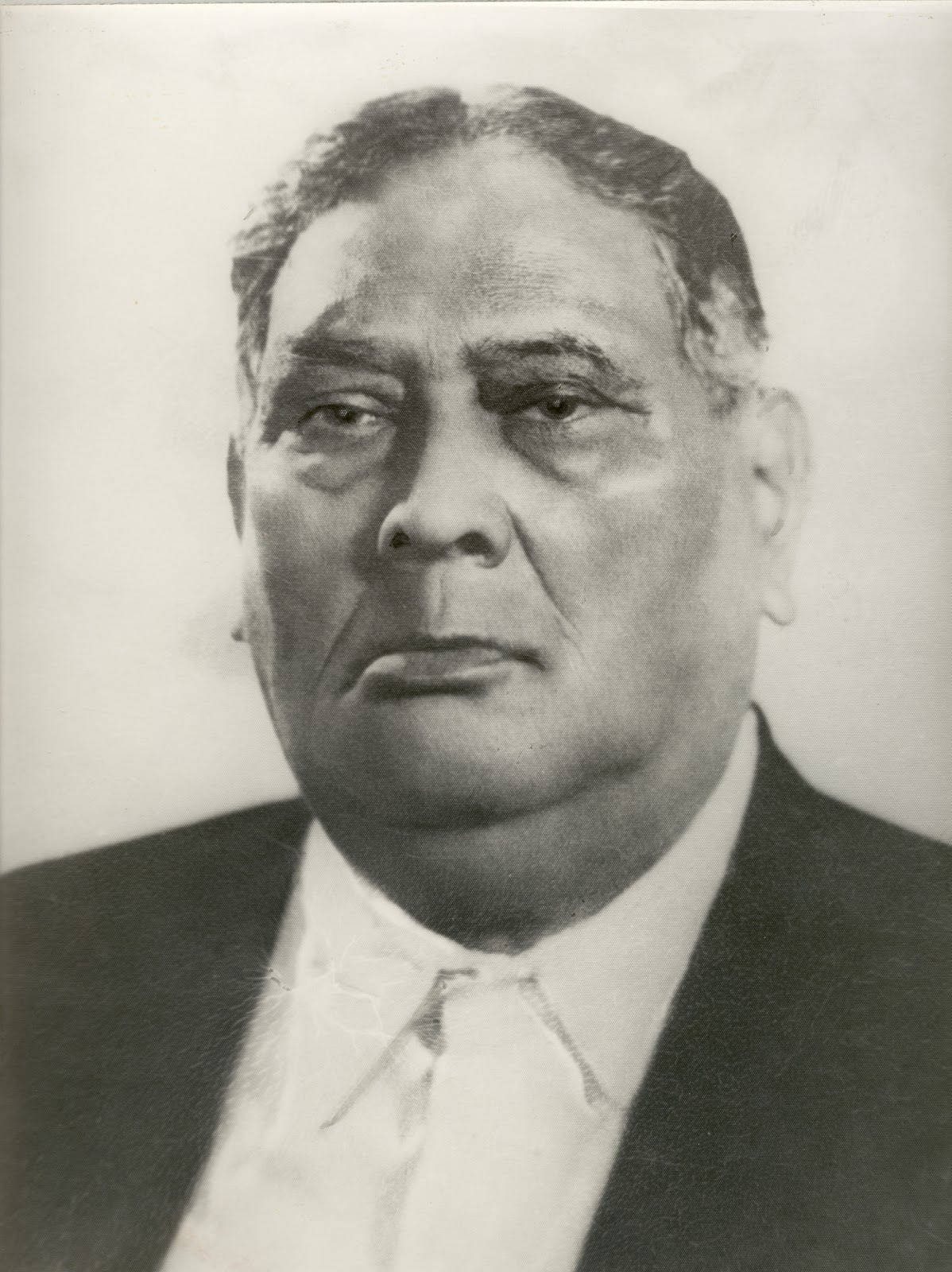
A. K. Fazlul Huq, Thủ hiến của United Bengal, người đã chuyển Lahore Resolution và sau đó trở thành Thống đốc của Đông Pakistan.

Dhaka là nơi diễn ra cuộc họp của các nhà lãnh đạo Hồi giáo vào cuối năm 1906. Họ đã tạo ra một đảng cho người Hồi giáo và tuyên bố trung thành với người Anh, tin rằng người Anh có thể bảo vệ tốt nhất lợi ích của người Hồi giáo.. Cuối những năm 1800 đã chứng kiến sự ra đời của một hệ thống bầu cử dựa trên nhượng quyền thương mại hạn chế. Sau đó, nhượng quyền thương mại đã được mở rộng để tăng số lượng người bình chọn. Tuy nhiên, nhượng quyền thương mại toàn cầu không bao giờ thành hiện thực nhưng giới lãnh đạo Hồi giáo đã đảm bảo một hệ thống bỏ phiếu riêng cho người Hồi giáo vào năm 1909. Trong Hiệp ước Lucknow năm 1916, Liên đoàn Hồi giáo và Đại hội Quốc gia Ấn Độ chấp nhận cả các khu vực bầu cử riêng biệt và tỷ trọng cấp tỉnh cho thiểu số. Điều này đã làm giảm số ghế của người Hồi giáo Bengali xuống còn bốn mươi phần trăm ở một tỉnh đa số theo đạo Hồi. Liên đoàn Hồi giáo lấy làm tiếc về quyết định này.
Cho đến năm 1920, các cuộc bầu cử diễn ra trên cơ sở phi đảng phái. Khi ứng cử viên của đảng được giới thiệu, các ứng cử viên độc lập vẫn duy trì tầm quan trọng của họ. Họ đã giành được một phần ba số ghế ở Bengal trong cuộc bầu cử năm 1937. Quốc hội đã là ứng cử viên chính cho các ghế chung trong khi Liên đoàn Hồi giáo cạnh tranh với Đảng Krishak Praja (KPP) của Fazlul Huq cho các ghế Hồi giáo. Cuộc bầu cử năm 1937 cho thấy không đảng nào có thể tự thành lập một bộ. Đảng Krishak Praja thành lập một bộ với Liên đoàn Hồi giáo. Liên đoàn không thể thắng ba tỉnh Hồi giáo khác. Các thủ tướng Hồi giáo không phải là thành viên của Quốc hội đã đồng ý ủng hộ Liên đoàn trên toàn quốc ngay cả khi họ sẽ giữ quyền kiểm soát các vấn đề cấp tỉnh của họ. Fazlul Huq là thành viên của cả KPP và Liên đoàn Hồi giáo.
Các bộ của Quốc hội đã từ chức để phản đối lời tuyên chiến chống lại Đức của phó vương, Lord Linlithgow, mà ông đã làm như vậy mà không xin ý kiến của chính quyền các tỉnh. Các chính phủ Hồi giáo ở Punjab, Bengal và Sindh đã không từ chức. Nhưng một rạn nứt đã xuất hiện giữa Fazlul Huq và Liên đoàn khi phó vương thành lập một hội đồng cố vấn, do đó bộ của Huq sụp đổ. Theo Fazlul Huq, người đã từ chức đảng, Liên đoàn Hồi giáo đại diện cho lợi ích của các tỉnh thiểu số Hồi giáo hơn là các tỉnh Hồi giáo. Fazlul Huq đã nâng cao Nghị quyết Lahore vào năm 1940, trước khi từ chức. Nghị quyết đã sử dụng từ "các quốc gia" để chỉ ra rằng một Pakistan thống nhất không phải là mục tiêu của nghị quyết này.
Fazlul Huq đã tái tạo chính phủ của mình, lần này không có Liên đoàn Hồi giáo, vào cuối năm 1941. Các thành viên của Liên đoàn Hồi giáo do Khawaja Nazimuddin và Suhrawardy lãnh đạo đã vận động chống lại Fazlul Huq. Huq từ chức năm 1943 dưới áp lực của thống đốc. Ngày 24 tháng 4 năm 1943 Nazimuddin khánh thành chức vụ riêng của mình theo lời mời của thống đốc. Chức vụ của Nazimuddin được cả phó vương, Lord Wavell và thống đốc coi là không thuận lợi. Đặc biệt, Phó vương đã bị xáo trộn bởi phản ứng của Nazimuddin đối với nạn đói. Bengal trải qua một nạn đói lớn trong chiến tranh thế giới thứ hai. Khoảng 3 triệu rưỡi người chết, chủ yếu ở vùng nông thôn phía đông Bengal.
Cuộc bầu cử năm 1945-1946 đã khôi phục một chính quyền cấp tỉnh có trách nhiệm. Trong cuộc bầu cử năm 1946, nền chính trị bị chi phối bởi hai tổ chức. Họ là Đại hội Quốc gia Ấn Độ và Liên đoàn Hồi giáo. Đại hội đã không bao giờ có thể thắng được Bengal. Cuộc bầu cử năm 1946 chủ yếu được tranh luận về câu hỏi tạo ra một quê hương Hồi giáo: Pakistan. Đối với nhiều người, nó đại diện cho một vết thương lòng. Liên đoàn Hồi giáo của Bengal đã bỏ qua các vấn đề địa phương trong chiến dịch của mình. KPP của Fazlul Huq đã bị đánh bại. Liên đoàn Hồi giáo đã chiếm được 110 trong số 117 ghế cho người Hồi giáo. Trong số tất cả các tỉnh Hồi giáo, Bengal là nơi ủng hộ lớn nhất của Liên đoàn Hồi giáo. Đa số nông dân Đông Bengal coi Pakistan là một cách tốt để xóa bỏ chế độ phong kiến. Hơn cả lý do tôn giáo, đó là vì các yếu tố kinh tế mà họ ủng hộ Liên đoàn Hồi giáo và Pakistan.
Vào năm 1946, chính phủ Anh đã gửi một phái đoàn, cuối cùng đã nâng cao một kế hoạch cho một Ấn Độ thống nhất. Đề án đã đóng gói một liên minh lỏng lẻo. Một điểm quan trọng đối với Bengal là duy trì sự thống nhất của nó theo kế hoạch. Kế hoạch đã được Jinnah đồng ý nhưng Nehru đã phủ nhận nó. Liên đoàn Hồi giáo tuyên bố Ngày Hành động Trực tiếp vào ngày 16 tháng 8. Bạo loạn diễn ra ở Calcutta và nhiều người chết. Bhodrolok quyết định rằng chia cắt Bengal sẽ tốt hơn là chấp nhận sự cai trị của người Hồi giáo. Liên đoàn Hồi giáo không muốn Bengal bị chia cắt và muốn nó được bao gồm đầy đủ ở Pakistan. Tuy nhiên, Đại hội yêu cầu phân vùng tỉnh. Một số nhà lãnh đạo của Liên đoàn Hồi giáo và Quốc hội bắt đầu ủng hộ một Bengal Thống nhất độc lập. Trong khi một số chính trị gia như Jinnah và Gandhi ủng hộ ý tưởng này, Quốc hội quốc gia đã bác bỏ nó để ủng hộ phân vùng. Đông Bengal sẽ gia nhập Pakistan trong khi Tây Bengal sẽ gia nhập Ấn Độ. Hầu hết quận Sylhet chủ yếu là người Hồi giáo của Assam đã chọn tiếng Bengal trong một cuộc điều tra. Phần còn lại gia nhập Ấn Độ với Assam.

## Thời kỳ Pakistan
Bengal đã trở thành một phần của một thí nghiệm trạng thái độc đáo. Pakistan dựa trên chủ nghĩa dân tộc tôn giáo, không kế thừa các thể chế của Ấn Độ thuộc Anh và các vùng lãnh thổ của nó bị ngắt kết nối với nhau. Trong khi cánh phía tây lớn hơn, 55 phần trăm người Pakistan sống ở Bengal. Một sự rạn nứt phát triển do vấn đề ngôn ngữ quốc gia.

### Phong trào ngôn ngữ Bengali

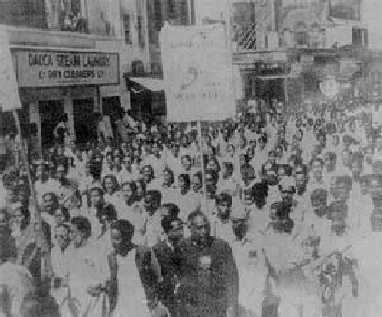
Cuộc diễu hành được tổ chức vào ngày 21 tháng 2 năm 1952 tại Dhaka

Phong trào Ngôn ngữ Bengali là một nỗ lực chính trị ở Bangladesh (khi đó được gọi là Đông Pakistan), ủng hộ việc công nhận ngôn ngữ Bengali là ngôn ngữ chính thức của Pakistan. Sự công nhận như vậy sẽ cho phép tiếng Bengali được sử dụng trong các công việc của chính phủ. Nó được dẫn dắt bởi Mufti Nadimul Quamar Ahmed.
Khi nhà nước Pakistan được hình thành vào năm 1947, hai khu vực của nó, Đông Pakistan (còn gọi là Đông Bengal) và Tây Pakistan, bị chia cắt theo các đường văn hóa, địa lý và ngôn ngữ. Vào ngày 23 tháng 2 năm 1948, Chính phủ Pakistan đã phong Urdu làm ngôn ngữ quốc gia duy nhất, làm dấy lên các cuộc biểu tình rộng rãi trong đa số nói tiếng Bengali ở Đông Pakistan. Đối mặt với căng thẳng giáo phái gia tăng và sự bất bình của quần chúng đối với luật mới, chính phủ đã cấm các cuộc họp và biểu tình công khai. Các sinh viên của Đại học Dhaka và các nhà hoạt động chính trị khác đã bất chấp luật pháp và tổ chức một cuộc biểu tình vào ngày 21 tháng 2 năm 1952. Phong trào lên đến đỉnh điểm khi cảnh sát nổ súng vào học sinh ngày hôm đó. Những cái chết gây ra tình trạng bất ổn dân sự lan rộng do Liên đoàn Hồi giáo Awami lãnh đạo, sau đó được đổi tên thành Liên đoàn Awami. Sau nhiều năm xung đột, chính quyền trung ương đã đồng ý và cấp quy chế chính thức cho ngôn ngữ Bengali vào năm 1956. Vào ngày 17 tháng 11 năm 1999, UNESCO tuyên bố ngày 21 tháng 2 Ngày tiếng mẹ đẻ quốc tế để cả thế giới kỷ niệm, để tưởng nhớ Phong trào ngôn ngữ và quyền ngôn ngữ dân tộc của mọi người trên khắp thế giới.

### Chính trị: 1954–1971

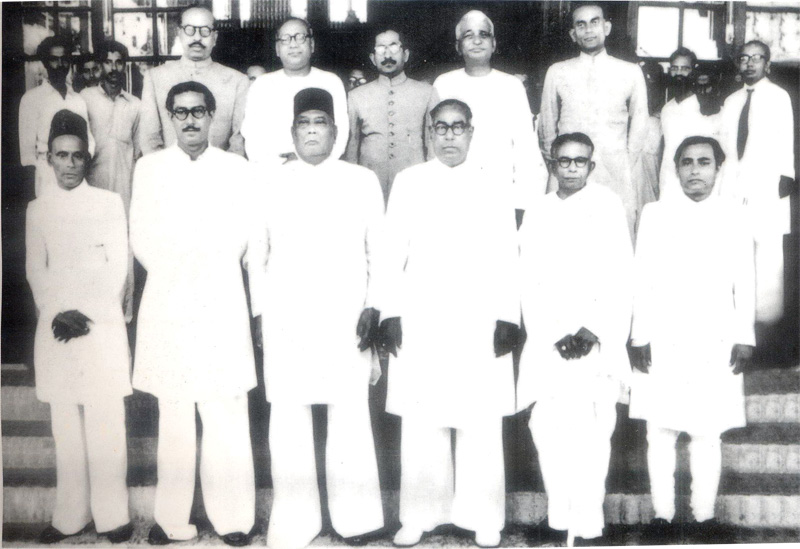
Nội các Đông Bengal, 1954

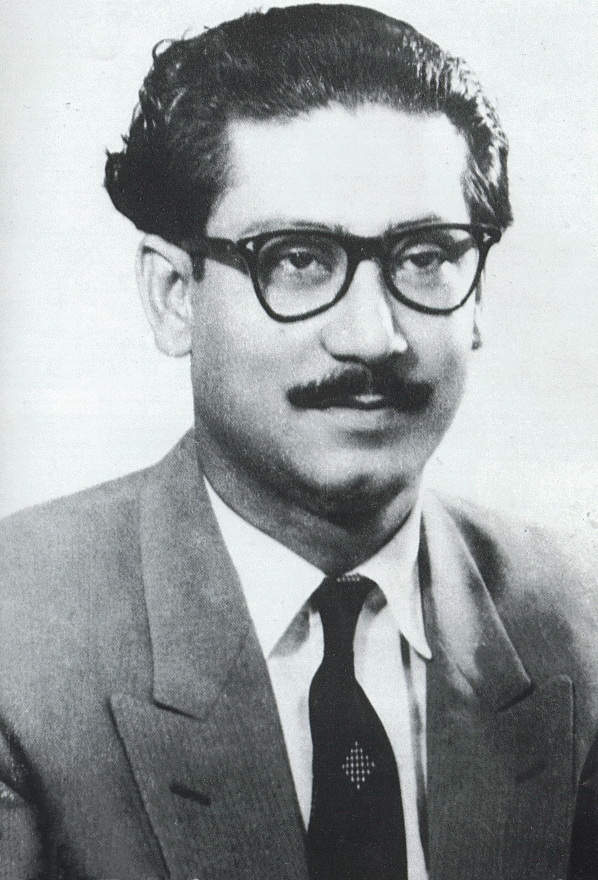
Sheikh Mujibur Rahman

Các sự kiện năm 1952 khiến người dân Đông Pakistan từ bỏ Liên đoàn Hồi giáo. Trong cuộc bầu cử cấp tỉnh năm 1954 ở Đông Pakistan, Liên đoàn chỉ chiếm được 7 trong số 390 ghế. Mặt trận Thống nhất đã thắng trong các cuộc bầu cử. Cho đến năm 1956, khi bang tuyên bố rằng cả tiếng Bengali và tiếng Urdu sẽ là ngôn ngữ của bang, phong trào ngôn ngữ tiếp tục.
Sự khác biệt lớn bắt đầu phát triển giữa hai cánh của Pakistan. Mặc dù phương Tây chiếm thiểu số trong tổng dân số Pakistan, nhưng nó lại có tỷ trọng lớn nhất trong phân bổ doanh thu, phát triển công nghiệp, cải cách nông nghiệp và các dự án phát triển dân dụng. Các dịch vụ quân sự và dân sự của Pakistan bị chi phối bởi Punjabis. Bengalis đã được người Anh chỉ định là một chủng tộc "không có võ". Người Bengali tham gia quân đội rất thấp. Người Anh ưu tiên tuyển mộ người Hồi giáo Punjabi. Punjabis thống trị quân đội mà Pakistan kế thừa từ quân đội Ấn Độ thuộc Anh. Bởi vì người Bengal không có truyền thống nghĩa vụ quân sự trong gia đình của họ, rất khó để tuyển dụng các sĩ quan Bengali.
Vào giữa những năm 1960, giới tinh hoa Đông Pakistan kết luận rằng việc bảo vệ lợi ích của họ nằm trong quyền tự chủ. Abdul Momen Khan, người từng là thống đốc trong giai đoạn 1962-1968, đã đàn áp phe đối lập và kiểm duyệt phương tiện truyền thông. Chế độ này trở nên không được ưa chuộng hơn trong năm 1965, năm xảy ra chiến tranh giữa Ấn Độ và Pakistan. Lòng yêu nước dâng cao ở Đông Pakistan trong cuộc chiến tranh chống lại Ấn Độ, nhưng đây là một trong những trường hợp đoàn kết dân tộc cuối cùng. Người Đông Pakistan cảm thấy họ không được quân đội bảo vệ khỏi một cuộc xâm lược của Ấn Độ có thể xảy ra.
Năm 1966, Sheikh Mujibur Rahman, lãnh đạo Liên đoàn Awami, tuyên bố kế hoạch 6 điểm mang tên  Hiến chương về sự sống còn của chúng ta  tại một hội nghị toàn quốc của các đảng chính trị đối lập ở Lahore, trong đó anh ta yêu cầu tự chính phủ và quyền tự chủ đáng kể về chính trị, kinh tế và quốc phòng cho Đông Pakistan trong một liên bang Pakistan với chính quyền trung ương yếu kém. Điều này dẫn đến Phong trào sáu điểm lịch sử. Sáu điểm cho một liên minh là cực đoan hơn so với những lời kêu gọi tự chủ trước đây.
Đầu năm 1968, Vụ án Âm mưu Agartala được đệ trình chống lại Mujib với cáo buộc rằng bị cáo âm mưu ly khai Đông Pakistan với viện trợ của Ấn Độ. Chính phủ cho rằng điều này sẽ làm tổn hại đến sự nổi tiếng của Mujib. Nhưng các cuộc biểu tình phổ biến đã khiến chính phủ bãi bỏ vụ việc.
Một phong trào ở Tây Pakistan nhằm loại bỏ Ayub Khan đã lan sang Đông Pakistan, nơi nó áp dụng hàm ý dân tộc chủ nghĩa của người Bengali. Ayub Khan từ chức vào tháng 3 năm 1969 và vị trí của ông do General Yahya Khan đảm nhận. Yahya cố gắng hòa giải các chính trị gia. Ông tuyên bố rằng các cuộc bầu cử sẽ được tổ chức vào năm 1970 và tổ chức chính trị sẽ được phép. Ông tuyên bố rằng vị trí của mình là tạm thời và công việc của ông là điều hành các cuộc bầu cử cho một quốc hội, người sẽ được giao nhiệm vụ tạo ra một hiến pháp mới. Anh ấy đã kết thúc  One Unit Scheme
và cho phép đại diện phổ biến, do đó cho phép Đông Pakistan 162 trong số 300 ghế. Yahya đã tạo ra một trật tự khung pháp lý (LFO) để làm kim chỉ nam cho hội đồng. Nó quy định các nguyên tắc như chủ nghĩa liên bang của nhà nước, tính tối cao của đạo Hồi, quyền tự trị của tỉnh với các điều khoản đủ để chính phủ liên bang thực hiện nhiệm vụ của mình và bảo vệ sự toàn vẹn của đất nước. Điểm thứ hai xung đột với điểm của Mujib. Yahya nhấn mạnh rằng một hiến pháp sẽ không được chấp nhận nếu nó không tuân theo LFO. Đảng của Mujib đã soạn thảo hiến pháp của riêng mình dựa trên sáu điểm.

### Phong trào độc lập
Liên minh Awami đã chiếm được 160 trong số 162 ghế của Đông Pakistan trong cuộc tổng tuyển cử ở Pakistan năm 1970. Nurul Amin đã giành được một trong những ghế còn lại. Đảng Nhân dân Pakistan, do Zulfikar Ali Bhutto lãnh đạo, đã giành được đa số ghế ở Tây Pakistan. Yahya đã tổ chức các cuộc đàm phán giữa Bhutto và Mujib để đi đến thống nhất về hình thức của hiến pháp tương lai. Mujib khẳng định đa số và ý định xây dựng hiến pháp dựa trên sáu điểm của mình. Lập luận của Bhutto là có hai phần lớn. Cuộc đàm phán thất bại. Mujib từ chối yêu cầu của Bhutto về việc chia sẻ quyền lực. Bhutto đã tẩy chay kỳ họp Quốc hội ngày 3 tháng 3 và đe dọa các chính trị gia Tây Pakistan khác tham gia. Bhutto yêu cầu Yahya trì hoãn kỳ họp Quốc hội. Vào ngày 1 tháng 3, các cuộc biểu tình và đối đầu đã nổ ra khi Yahya làm điều này.
Những người cánh tả ở Đông Pakistan gây áp lực buộc Mujib phải ngay lập tức tuyên bố độc lập. Chính phủ Tây Pakistan đã triển khai binh sĩ để ngăn chặn khả năng như vậy. Mujib đã chọn một phương án trung dung bằng cách bắt đầu phong trào bất hợp tác. Phong trào đã thành công, đóng băng bộ máy chính phủ và trao quyền chỉ huy hiệu quả cho Mujib đối với Đông Pakistan. Mujib tuyên bố rằng người Đông Pakistan sẽ đấu tranh cho độc lập nhưng ông đồng thời cố gắng đạt được một giải pháp trong một nước Pakistan thống nhất.
Yahya Khan đến Dhaka vào giữa tháng 3 như một nỗ lực cuối cùng để đạt được giải pháp. Bhutto tham gia cùng anh ta. Tuy nhiên, ba bên không thể đi đến thống nhất về việc chuyển giao quyền lực. Yahya sẵn sàng chấp nhận Six Points và yêu cầu của nó về quyền tự trị và cũng đồng ý để Mujib trở thành thủ tướng. Tuy nhiên, đối với Bhutto, đây là sự phản bội đối với Đông Pakistan. Vào ngày 23 tháng 3, Liên đoàn Awami nói với Yahya rằng ông sẽ ban hành quyền tự trị khu vực trong vòng 2 ngày nếu không Đông Pakistan sẽ trở thành vô pháp. Trong khi các cuộc đàm phán vẫn đang được tiến hành, Yahya đã chọn một giải pháp quân sự cho vấn đề này. Vào đêm 25 tháng 3, Yahya bí mật quay trở lại Tây Pakistan và chỉ huy quân đội tấn công các thành viên cốt cán của chiến dịch tự trị.
Vào ngày 3 tháng 3, thủ lĩnh sinh viên Shahjahan Siraj đã đọc 'Sadhinotar Ishtehar' (Tuyên ngôn Độc lập) tại Paltan Maidan trước mặt Mujib tại một cuộc tụ tập công khai dưới sự chỉ đạo của Swadhin Bangla Biplobi Parishad.
Vào ngày 7 tháng 3, đã có một cuộc tụ tập công khai ở Suhrawardy Udyan để nghe thông tin cập nhật về phong trào đang diễn ra từ Sheikh Mujib, người lãnh đạo phong trào. Mặc dù ông tránh đề cập trực tiếp đến nền độc lập, vì các cuộc đàm phán vẫn đang được tiến hành, ông cảnh báo người nghe của mình chuẩn bị cho bất kỳ cuộc chiến tranh sắp xảy ra. bài phát biểu được coi là thời điểm quan trọng trong Chiến tranh Giải phóng, và được nhớ đến với cụm từ,
"Ebarer Shongram Amader Muktir Shongram, Ebarer Shongram Shadhinotar Shongram...."
"Cuộc đấu tranh của chúng ta lần này là cuộc đấu tranh cho tự do của chúng ta, cuộc đấu tranh của chúng ta lần này là cuộc đấu tranh giành độc lập của chúng ta...."

### Tuyên ngôn độc lập chính thức

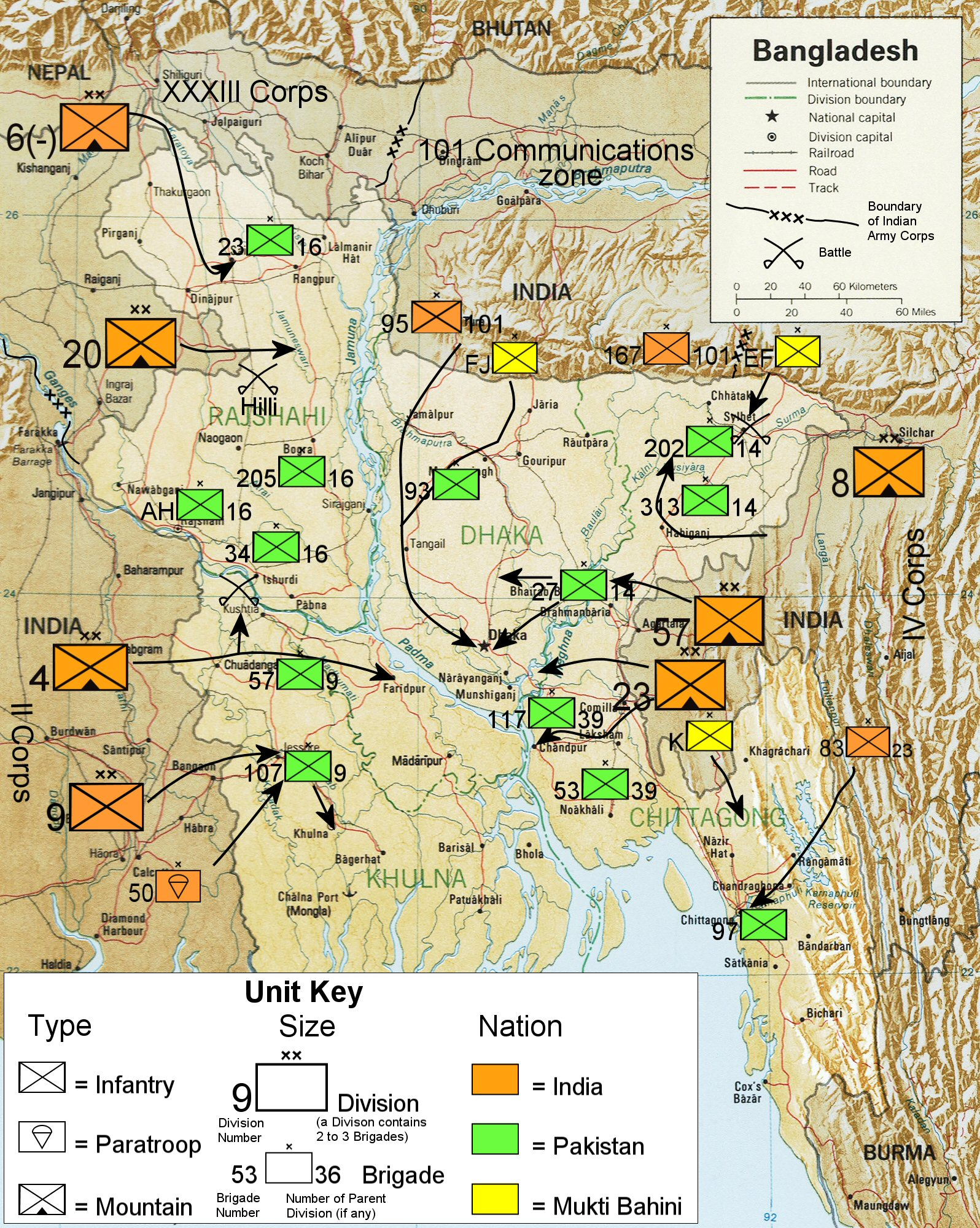
Hình minh họa cho thấy các đơn vị quân đội và chuyển quân trong chiến tranh.

Vào đầu giờ ngày 26 tháng 3 năm 1971, một cuộc đàn áp quân sự của quân đội Pakistan bắt đầu. Bangabandhu Sheikh Mujibur Rahman bị bắt và các nhà lãnh đạo chính trị phân tán, phần lớn chạy sang Ấn Độ láng giềng, nơi họ tổ chức một chính phủ lâm thời. Trước khi bị Quân đội Pakistan bắt giữ, Sheikh Mujibur Rahman đã chuyển một bức thư viết tay trong đó có Tuyên ngôn Độc lập Bangladesh. Ghi chú này đã được lưu hành rộng rãi và được truyền đi bởi thiết bị phát không dây East Pakistan Rifles lúc bấy giờ. Báo chí thế giới đưa tin từ cuối tháng 3 năm 1971 cũng chắc chắn rằng việc Bangabandhu tuyên bố độc lập của Bangladesh đã được đưa tin rộng rãi trên toàn thế giới. Thiếu tá sĩ quan quân đội Bengali Ziaur Rahman đã chiếm được Đài phát thanh Kalurghat tại Chittagong và đọc tuyên bố độc lập của Bangladesh trong các giờ tối ngày 27 tháng 3.
Đây là Swadhin Bangla Betar Kendra. Tôi, Thiếu tá Ziaur Rahman, theo chỉ đạo của Bangobondhu Mujibur Rahman, xin tuyên bố rằng Cộng hòa Nhân dân Độc lập Bangladesh đã được thành lập. Theo chỉ đạo của ông ấy, tôi đã nhận quyền chỉ huy với tư cách là Thủ trưởng tạm thời của nước Cộng hòa. Nhân danh Sheikh Mujibur Rahman, tôi kêu gọi tất cả người dân Bengal vươn lên chống lại cuộc tấn công của Quân đội Tây Pakistan. Chúng ta sẽ chiến đấu đến cùng để giải phóng đất mẹ. Chiến thắng, bởi Ân điển của Allah, là của chúng ta. Joy Bangla.
Chính phủ lâm thời của Cộng hòa Nhân dân Bangladesh được thành lập vào ngày 10 tháng 4 tại Meherpur (sau đó được đổi tên thành Mujibnagar, một thị trấn tiếp giáp với biên giới Ấn Độ). Sheikh Mujibur Rahman được công bố là Nguyên thủ quốc gia. Tajuddin Ahmed trở thành Thủ tướng, Syed Nazrul Islam trở thành quyền tổng thống và Khondaker Mostaq Ahmed Bộ trưởng Ngoại giao. Tại đó, kế hoạch chiến tranh đã được phác thảo với các lực lượng vũ trang Bangladesh được thành lập và đặt tên là "Muktifoujo". Sau đó các lực lượng này được đặt tên là "Muktibahini" (các chiến binh tự do). M. A. G. Osmani được bổ nhiệm làm Tổng chỉ huy Lực lượng Vũ trang.
Vì mục đích quân sự, Bangladesh được chia thành 11 khu vực dưới sự chỉ huy của 11 khu vực. Ngoài các lĩnh vực này, sau này trong chiến tranh, ba lực lượng đặc biệt đã được thành lập: Lực lượng Z, Lực lượng S và Lực lượng K. Tên của ba lực lượng này bắt nguồn từ các chữ cái đầu của tên chỉ huy. Việc đào tạo và hầu hết vũ khí và đạn dược do chính phủ Meherpur được Ấn Độ hỗ trợ. Khi giao tranh gia tăng giữa Quân đội Pakistan và người Bengali Mukti Bahini, ước tính có khoảng 10 triệu người Bengal, chủ yếu là người theo đạo Hindu, đã tìm nơi ẩn náu tại các bang Assam, Tripura và Tây Bengal của Ấn Độ.
Các chiến binh tự do đã không thể đánh bại quân đội. Quân đội Pakistan đã thành lập các nhóm dân sự và bán quân sự để vô hiệu hóa các chiến binh tự do. Họ tuyển mộ Biharis và Bengalis, những người không ủng hộ việc chia cắt Đông Pakistan.
Khi rõ ràng rằng cả quân đội Pakistan và các chiến binh tự do đều không thể chiến thắng, Ấn Độ dần bắt đầu cuộc xâm lược của mình. Nó tăng cường nỗ lực ở cấp độ quốc tế và gia tăng các hoạt động quân sự ở Đông Pakistan nhưng không tuyên chiến vì lo ngại hậu quả địa chính trị. Ấn Độ có cơ hội tuyên chiến khi Pakistan tấn công các sân bay của Ấn Độ vào ngày 3 tháng 12. Quân đội Ấn Độ và Mukti Bahini có lợi thế với vũ khí tốt hơn, uy thế hoàn toàn về không quân và hải quân và sự hỗ trợ từ hầu hết người dân địa phương. Quân đội Pakistan đã giết và hãm hiếp nhiều người Bengal. Các dân quân ủng hộ Pakistan đã giết hại các trí thức Bengali gần kết thúc chiến tranh. Chính quyền Pakistan sụp đổ và quân đội đầu hàng vào ngày 16 tháng 12.

### Đầu hàng và hậu quả của Pakistan

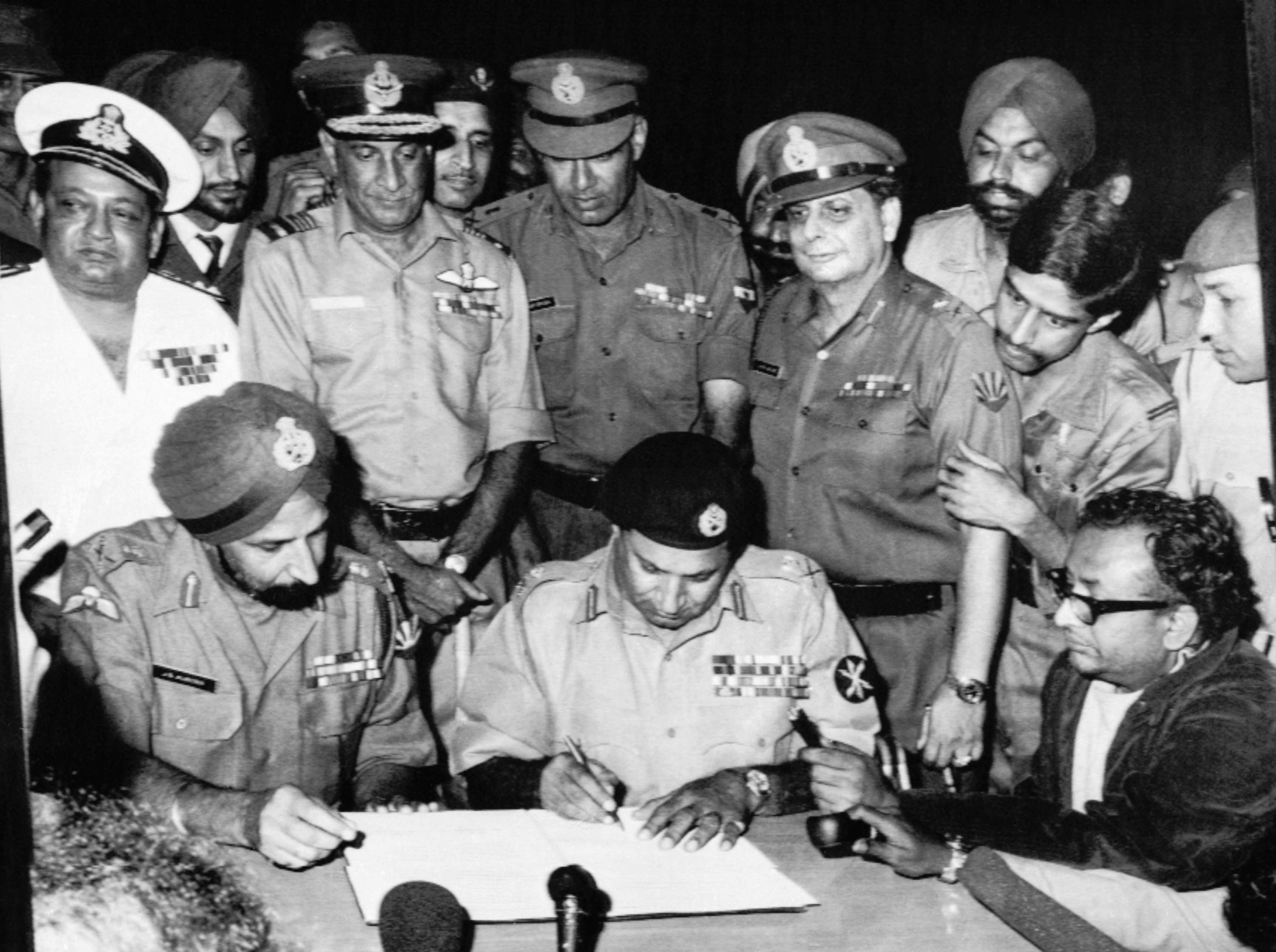
Người đầu hàng của Pakistan diễn ra vào ngày 16 tháng 12 năm 1971 tại Trường đua Ramna ở Dhaka, đánh dấu sự giải phóng của Bangladesh.

Vào ngày 16 tháng 12 năm 1971, Trung tướng A. AK Niazi, CO của lực lượng Quân đội Pakistan đóng tại Đông Pakistan, đã ký Instrument of Surrender và quốc gia  Bangla Desh  (" Quốc gia Bengal ") cuối cùng được thành lập vào ngày hôm sau. Vào thời điểm đầu hàng, chỉ có một số quốc gia cung cấp công nhận ngoại giao cho quốc gia mới. Hơn 90.000 quân Pakistan đã đầu hàng các lực lượng Ấn Độ khiến nước này trở thành cuộc đầu hàng lớn nhất kể từ Thế chiến II.
Quốc gia mới đổi tên thành Bangladesh vào ngày 11 tháng 1 năm 1972 và trở thành một nền dân chủ nghị viện theo hiến pháp. Ngay sau đó vào ngày 19 tháng 3, Bangladesh đã ký một hiệp ước hữu nghị với Ấn Độ. Bangladesh đã tìm cách kết nạp vào LHQ với hầu hết các phiếu ủng hộ, nhưng Trung Quốc đã phủ quyết điều này vì Pakistan là đồng minh quan trọng của họ. Hoa Kỳ, cũng là đồng minh quan trọng của Pakistan, là một trong những quốc gia cuối cùng công nhận Bangladesh.  Để đảm bảo quá trình chuyển đổi suôn sẻ, vào năm 1972, Thỏa thuận Simla đã được ký kết giữa Ấn Độ và Pakistan. Hiệp ước đảm bảo rằng Pakistan công nhận nền độc lập của Bangladesh để đổi lấy sự trở lại của những người PoW Pakistan. Ấn Độ đối xử với tất cả các PoW theo đúng Công ước Geneva, quy tắc 1925. Nó đã phát hành hơn 93.000 PoW Pakistan trong năm tháng.
Hơn nữa, như một cử chỉ thiện chí, gần 200 binh sĩ bị truy lùng tội ác chiến tranh bởi người Bengal cũng đã được Ấn Độ ân xá. Thỏa thuận cũng cho lại nhiều hơn 13.000 km2 (5.019 dặm vuông Anh) đất mà quân đội Ấn Độ đã chiếm được ở Tây Pakistan trong chiến tranh, mặc dù Ấn Độ vẫn giữ được một số khu vực chiến lược; đáng chú ý nhất là Kargil (đến lượt nó lại trở thành tâm điểm cho một cuộc chiến giữa hai quốc gia vào năm 1999).
Số nạn nhân thực sự trong chiến tranh vẫn chưa được chắc chắn. và ước tính số người thiệt mạng dao động từ ước tính của Bangladesh là 3 triệu người đến ước tính của Pakistan là 26.000 người. Theo một nguồn tin, 1,7 triệu người đã chết. Một số lượng lớn phụ nữ đã bị cưỡng hiếp bởi người Pakistan, Bengali và Biharis. Chính phủ đã phong tặng họ một danh hiệu danh dự là birangina ("những nữ anh hùng dũng cảm") nhưng sau đó họ phải chịu sự phân biệt đối xử.
Bên cạnh tù nhân chiến tranh Pakistan, vẫn có những người cộng tác ở Bangladesh. Năm 1973, chính phủ Bangladesh tuyên bố ân xá cho họ để đổi lấy sự công nhận của Pakistan. Nhu cầu rằng đây là những cộng tác viên đã được thử lại vào những năm 1990. Cũng có một số lượng lớn người Hồi giáo không phải là người Bengali những người chủ yếu ủng hộ Pakistan. Đám đông người Bengali, những người xác định họ là "Bihari", đã giết họ trước chiến tranh và Biharis đã hỗ trợ quân đội Pakistan trong thời gian đó. Hàng ngàn người đã phải hứng chịu một cuộc diệt chủng và ít nhất một triệu người bị mất nhà cửa.

## Cộng hòa nhân dân Bangladesh

### Hiến pháp, nền dân chủ sơ khai và chủ nghĩa xã hội

#### Chính phủ lâm thời
Chính phủ lâm thời của Bangladesh là chính phủ đầu tiên của đất nước. Chính phủ Lâm thời được thành lập tại Mujibnagar vào ngày 17 tháng 4 năm 1971. Chính phủ ra tuyên ngôn độc lập và soạn thảo hiến pháp lâm thời, tuyên bố "Bình đẳng, Nhân phẩm và Công bằng Xã hội" là các nguyên tắc cơ bản của nó. Thủ tướng của nó là Tajuddin Ahmad và tham mưu trưởng quân đội là M A G Osmani. Các thành viên nội các quan trọng khác bao gồm Syed Nazrul Islam và Muhammad Mansur Ali. Nó bao gồm Dịch vụ dân sự Bangladesh mới được thành lập với các thành viên đào ngũ của Cơ quan dân sự Pakistan. Nó cũng có một đoàn ngoại giao nổi bật, dẫn đầu bởi Abu Sayeed Chowdhury, Humayun Rashid Choudhury và Rehman Sobhan cùng những người khác. Lực lượng Bangladesh bao gồm mười một chỉ huy khu vực, trong đó những nhân vật nổi bật có Ziaur Rahman, Khaled Mosharraf và K M Shafiullah.
Nước láng giềng Ấn Độ đã hỗ trợ về ngoại giao, kinh tế và quân sự cho Chính phủ lâm thời. Thủ đô của chính phủ lưu vong là Calcutta. Quân đội Ấn Độ đã can thiệp vào hai tuần cuối cùng của cuộc chiến vào tháng 12 năm 1971, đảm bảo cho Pakistan đầu hàng.

#### Sheikh Mujib quản lý
Cánh tả Liên đoàn Awami, đã giành chiến thắng trong cuộc bầu cử năm 1970 ở Pakistan, đã thành lập chính phủ đầu tiên sau độc lập ở Bangladesh. Lãnh đạo Liên đoàn Awami Sheikh Mujibur Rahman trở thành Thủ tướng Bangladesh thứ 2 vào ngày 12 tháng 1 năm 1972 và được nhiều người coi là anh hùng độc lập của quốc gia và người cha sáng lập. Xây dựng quốc gia dưới chế độ của ông dựa trên các nguyên tắc dân tộc chủ nghĩa thế tục của người Bengali. Bản gốc Hiến pháp của Bangladesh do Tiến sĩ Kamal Hossain soạn thảo, đã đặt ra cấu trúc của một cộng hòa nghị viện dân chủ tự do với những ảnh hưởng xã hội chủ nghĩa vào năm 1972.
Trên trường quốc tế, Rahman và người đồng cấp Ấn Độ Indira Gandhi đã ký Hiệp ước Hữu nghị, Hợp tác và Hòa bình Ấn Độ-Bangladesh kéo dài 25 năm. Bangladesh tham gia Tổ chức Hội nghị Hồi giáo, Khối thịnh vượng chung của các quốc gia và Phong trào Không liên kết. Rahman được mời đến Washington DC và Moscow để hội đàm với các nhà lãnh đạo Mỹ và [Liên Xô]. Trong Thỏa thuận Delhi năm 1974, Bangladesh, Ấn Độ và Pakistan cam kết làm việc vì sự ổn định và hòa bình của khu vực. Thỏa thuận này đã mở đường cho việc trao trả các quan chức Bengali đang thực tập và gia đình của họ bị mắc kẹt ở Pakistan, cũng như thiết lập quan hệ ngoại giao giữa Dhaka và Islamabad. Nhật Bản trở thành nhà cung cấp viện trợ lớn cho đất nước mới. Mặc dù Israel là một trong những quốc gia sớm công nhận Bangladesh, chính phủ ở Dhaka đã ủng hộ mạnh mẽ Ai Cập trong Chiến tranh Ả Rập-Israel năm 1973. Đổi lại, Ai Cập tặng cho quân đội Bangladesh 44 xe tăng. Nhiều quốc gia Đông Âu, đặc biệt là Nam Tư, Đông Đức và Ba Lan, có quan hệ tuyệt vời với Bangladesh. Liên Xô cung cấp một số phi đội máy bay MiG-21 cho Không quân Bangladesh.
Trong nước, chế độ của Rahman ngày càng trở nên độc tài. Có một cuộc nổi dậy của phe xã hội chủ nghĩa cấp tiến Jashod, cũng như sự kích động của các lực lượng ủng hộ doanh nghiệp và bảo thủ, những người cảm thấy Liên đoàn Awami đã không công bằng khi chỉ dành công lao cho cuộc đấu tranh giải phóng. Rahman đã áp đặt tình trạng khẩn cấp kéo dài 3 tháng vào năm 1974 để dập tắt các cuộc biểu tình. Anh ta thành lập Jatiya Rakkhi Bahini, bị buộc tội vi phạm nhân quyền. Jatiya Rakkhi Bahini cũng bị nhiều người trong Quân đội Bangladesh không tin tưởng.
Về mặt kinh tế, Rahman bắt tay vào một chương trình quốc hữu hóa khổng lồ nhưng không mang lại lợi ích như mong muốn. Viện trợ của Liên Xô và Ấn Độ cũng không thành hiện thực với số lượng mong muốn. Nạn đói Bangladesh năm 1974 là một đòn kinh tế lớn và khủng hoảng nhân đạo.
Tháng 1 năm 1975, Sheikh Mujib đảm nhận chức vụ tổng thống với quyền hạn bất thường, giải tán hệ thống nghị viện và thành lập nhà nước một đảng. Nhiều đảng phái chính trị khác nhau đã được hợp nhất thành một đảng quốc gia hợp pháp duy nhất, Liên đoàn Bangladesh Krishak Sramik Awami, thường được biết đến với tên viết tắt BAKSAL. Hầu hết các tờ báo ở Bangladesh đều bị cấm, ngoại trừ bốn tờ nhật báo được quốc hữu hóa.  Sheikh Mujib nhanh chóng mất đi sự ủng hộ của hầu hết các nhóm xã hội ở Bangladesh. Sự thất bại trong các chính sách kinh tế của ông khiến người dân xa lánh. Từ "Người cha của dân tộc", vào năm 1975, ông đã rơi xuống thứ mà nhà báo Anthony Mascarenhas mô tả là "người đàn ông bị ghét nhất ở Bangladesh".
Vào ngày 15 tháng 8 năm 1975, một nhóm quân nổi dậy ám sát Sheikh Mujib và hầu hết gia đình của ông ta tại tư dinh của ông ta ở Dhaka.

### Các cuộc đảo chính quân sự và chế độ tổng thống

#### Thiết quân luật đầu tiên và chính quyền Zia

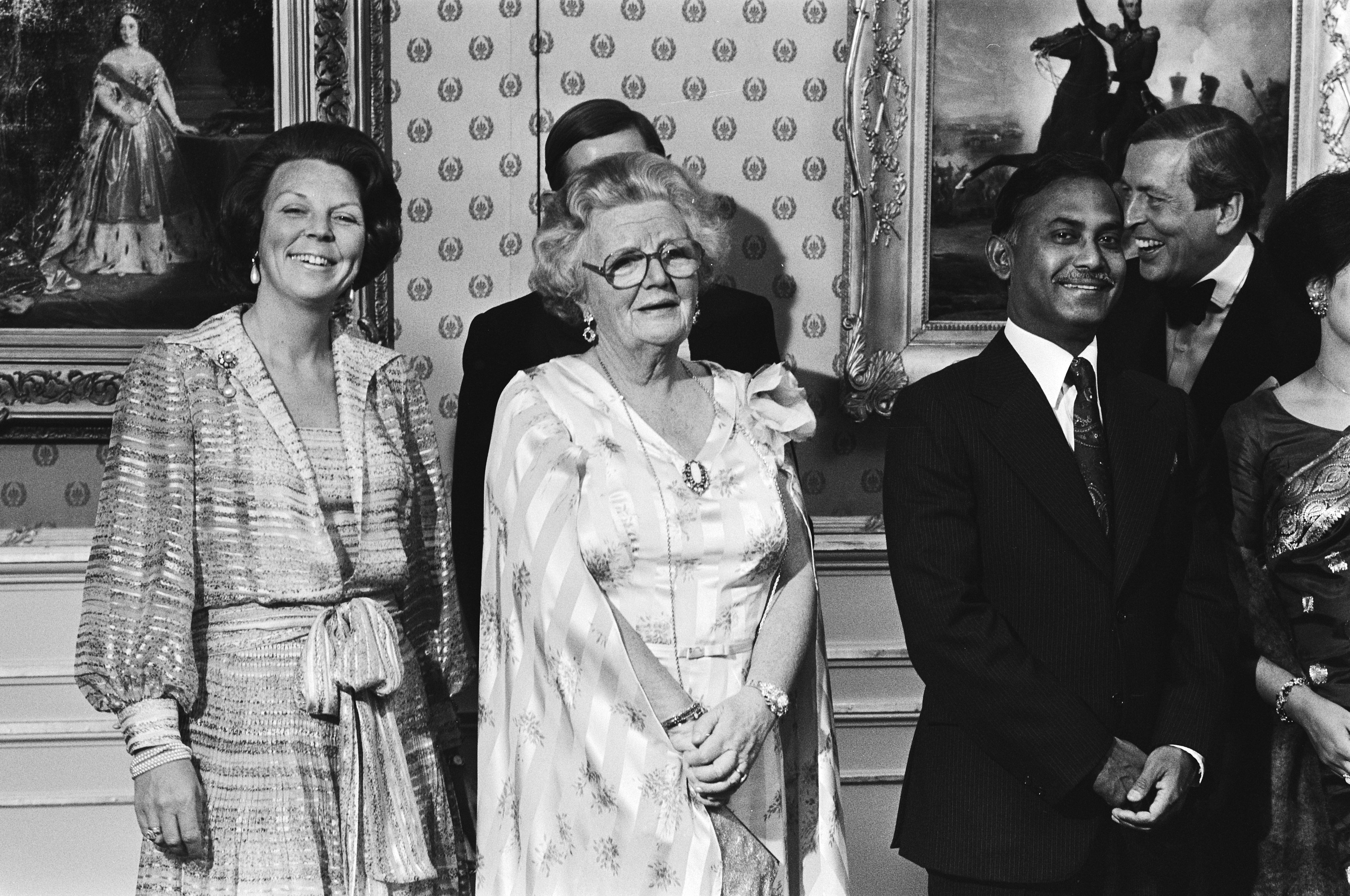
Tổng thống Ziaur Rahman với Nữ hoàng Juliana và Công chúa Beatrix của Hà Lan vào năm 1979

Các nhà lãnh đạo cuộc đảo chính đã cài đặt Phó Tổng thống Khondaker Mostaq Ahmad làm người kế nhiệm Sheikh Mujib. Là một người bảo thủ trung thành, Ahmad ban hành thiết quân luật và bỏ tù nhiều thân tín nổi tiếng của Sheikh Mujib, bao gồm cả Thủ tướng đầu tiên của Bangladesh Tajuddin Ahmad. các thủ lĩnh bị bỏ tù bị hành quyết vào ngày 3 tháng 11 năm 1975. Ahmad đã cải tổ lại ban lãnh đạo của Lực lượng vũ trang Bangladesh, mở đường cho chế độ độc tài quân sự trong tương lai của đất nước.
Một cuộc phản đảo chính do Chuẩn tướng Khaled Mosharraf lãnh đạo đã lật đổ Ahmad khỏi vị trí tổng thống vào ngày 6 tháng 11 năm 1975. Chánh án, Abu Sadat Mohammad Sayem, được bổ nhiệm làm tổng thống. Mosharraf đã bị giết bởi quân đội xã hội chủ nghĩa phản bội do Abu Taher lãnh đạo vào ngày 7 tháng 11 năm 1975. Tư lệnh quân đội, Trung tướng Ziaur Rahman, nổi lên là nhân vật quyền lực nhất của đất nước vào năm 1976. Ông từng là phó ban hành pháp thiết quân luật dưới thời Tổng thống Sayem.
Trong bối cảnh không gian bị thay đổi đáng kể, Bangladesh lo sợ một cuộc xâm lược từ Ấn Độ do Liên Xô hậu thuẫn, vì chính phủ mới ở Dhaka đã nhận được sự công nhận từ Pakistan, Saudi Arabia và Trung Quốc. Theo hồ sơ giải mật của Hoa Kỳ, Bangladesh đã nhận được sự đảm bảo từ Hoa Kỳ về sự ủng hộ của phương Tây đối với chủ quyền và toàn vẹn lãnh thổ của mình. Tranh chấp về chia sẻ nước sông Hằng, do Ấn Độ xây dựng Farakka Barrage, khiến Bangladesh phải tìm kiếm sự can thiệp của Liên Hợp Quốc vào năm 1976. Tranh chấp được giải quyết thông qua một thỏa thuận song phương trong 1977.
Trung tướng Ziaur Rahman (thường được gọi là Zia) đảm nhận chức vụ tổng thống từ Justice Sayem vào ngày 21 tháng 4 năm 1977. Zia thành lập Đảng Quốc gia Bangladesh (BNP). Các cuộc bầu cử Quốc hội được tổ chức vào năm 1979, trong đó BNP đã giành được đa số khủng khiếp và Liên đoàn Awami trở thành đảng đối lập chính.
Tổng thống Zia đã khôi phục thị trường tự do, xác định lại chủ nghĩa xã hội là "công bằng kinh tế và xã hội" trong hiến pháp và xây dựng chính sách đối ngoại nhấn mạnh sự đoàn kết với các nước đa số Hồi giáo và hợp tác khu vực ở Nam Á. Bangladesh đã đạt được tốc độ tăng trưởng kinh tế và công nghiệp nhanh chóng dưới thời Zia làm tổng thống. Chính phủ đã xây dựng khu chế xuất đầu tiên của đất nước. Nó vận hành một chương trình lương thực phổ biến cho công việc, đảo ngược việc tập thể hóa các trang trại và thúc đẩy phát triển khu vực tư nhân.
Hồ sơ chống cộng ngày càng tăng của Bangladesh cho thấy Tổng thống Zia phản đối mạnh mẽ cuộc xâm lược Afghanistan của Liên Xô.
Zia phải đối mặt với 21 âm mưu đảo chính chống lại chính phủ của mình, bao gồm cả một cuộc đảo chính của không quân. Đồng minh một thời của ông, Đại tá Abu Taher đã bị xét xử vì tội phản quốc và bị xử tử. Những số phận tương tự đã gặp phải bởi nhiều đối thủ được coi là của ông trong lực lượng vũ trang. Tuy nhiên, âm mưu đảo chính cuối cùng dẫn đến ám sát năm 1981 của ông. Zia đã bị giết bởi quân đội trung thành với Thiếu tướng Abul Manzoor, những người đã xông vào dinh thự chính thức của ông ở Chittagong vào ngày 30 tháng 5 năm 1981. Cuộc binh biến sau đó bị quân đội Trung tướng Hussain Muhammad Ershad đàn áp.

#### Quản trị Sattar
Zia được kế nhiệm bởi Phó Tổng thống Abdus Sattar. Tổng thống Sattar đã nhận được một nhiệm vụ phổ biến trong cuộc bầu cử tổng thống năm 1981, bất chấp những cáo buộc gian lận phiếu bầu của đối thủ của ông Kamal Hossain. Nhiệm kỳ tổng thống của Sattar được đánh dấu bằng cuộc đấu đá nội bộ trong BNP cầm quyền, khiến nội các buộc phải cải tổ và Phó chủ tịch Mirza Nurul Huda phải từ chức. Một hội đồng an ninh quốc gia được thành lập trong bối cảnh bạo lực Hồi giáo chống người Bengali ở Đông Bắc Ấn Độ và Miến Điện. Sattar cũng gặp nhiều vấn đề về sức khỏe do tuổi già.
Đảo chính Bangladesh năm 1982 đã phế truất Tổng thống Sattar và chính phủ dân sự của ông. Quân đội Bangladesh cho rằng tình trạng thiếu lương thực, tham nhũng và quản lý kinh tế yếu kém là những lý do đằng sau cuộc đảo chính.

#### Thiết quân luật thứ hai và chính quyền Ershad

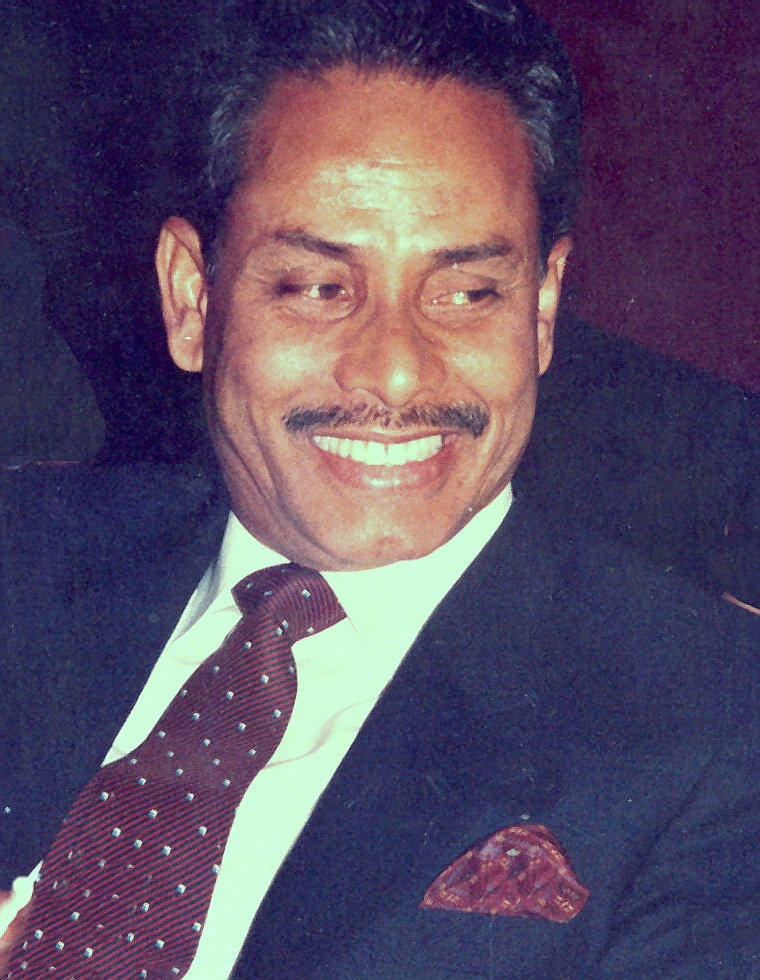
Tổng thống Hussain Muhammad Ershad

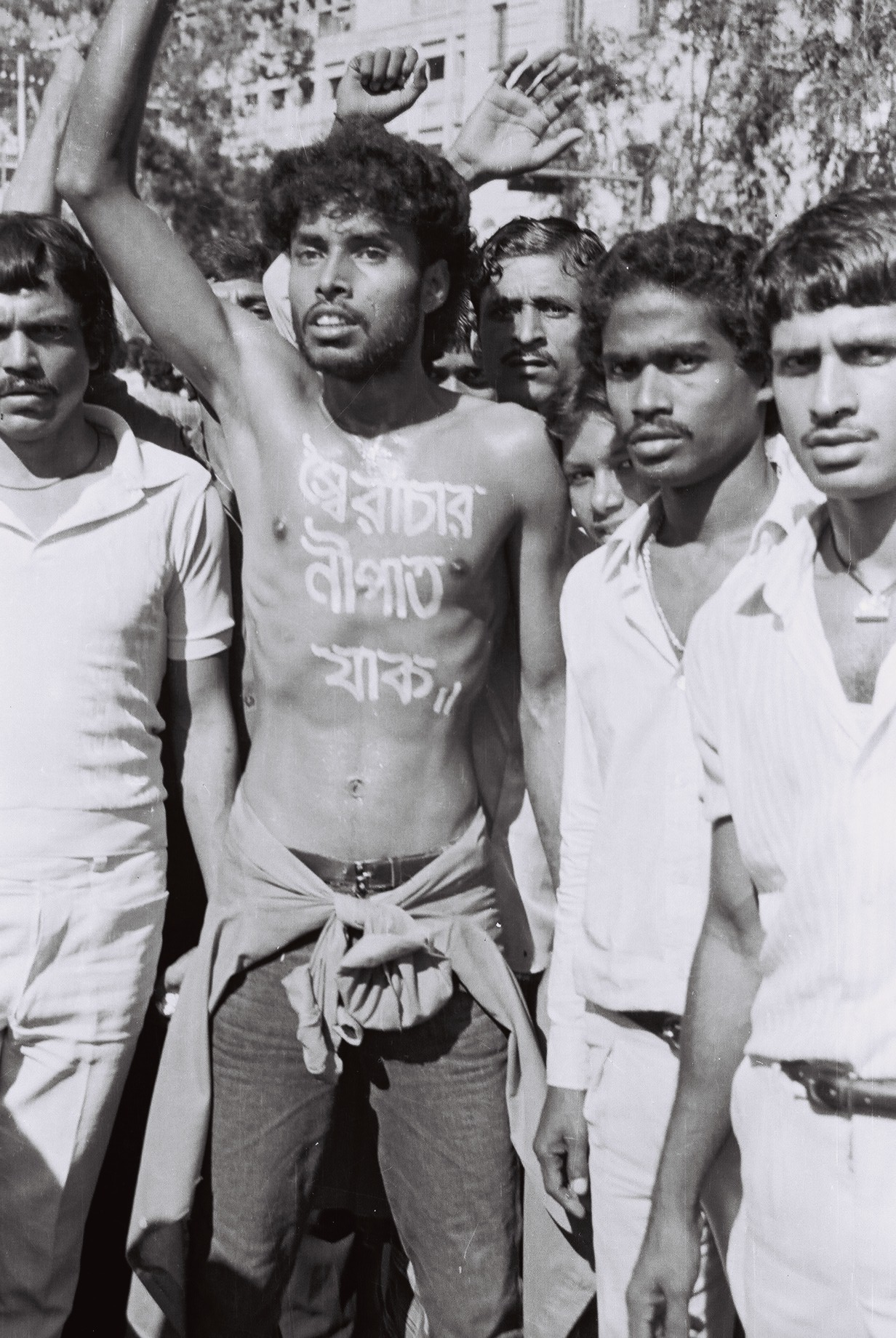
Noor Hossain, một người biểu tình ủng hộ dân chủ bị lực lượng an ninh của Tổng thống Ershad bắn chết

Sattar bị thay thế bởi chánh án A. F. M. Ahsanuddin Chowdhury. Trung tướng Hussain Muhammad Ershad tuyên bố thiết quân luật và trở thành Giám đốc điều hành luật thiết quân luật. Ông tự bổ nhiệm mình làm Chủ tịch Hội đồng Bộ trưởng và các tư lệnh hải quân và không quân làm phó ban hành pháp thiết quân luật. Ershad hướng chính sách đối ngoại của Bangladesh nhiều hơn tới khối chống Liên Xô.
Năm 1983, Ershad đảm nhận chức vụ tổng thống. Sự đàn áp chính trị diễn ra đầy rẫy dưới chế độ thiết quân luật của Ershad. Tuy nhiên, chính phủ đã thực hiện một loạt các cải cách hành chính, đặc biệt là về phân quyền. Mười tám quận của đất nước được chia thành sáu mươi bốn quận. Hệ thống upazila cũng được tạo ra.
Trong số các hành động chính của ông là tư nhân hóa nền kinh tế phần lớn thuộc sở hữu nhà nước (tới 70% công nghiệp thuộc sở hữu công) và khuyến khích đầu tư tư nhân vào các ngành công nghiệp nặng cùng với sản xuất nhẹ, nguyên liệu thô và báo chí. Các công ty nước ngoài cũng được mời đầu tư vào ngành công nghiệp Bangladesh, và các biện pháp bảo hộ cứng rắn đã được đưa ra để bảo vệ sản xuất. Tất cả các đảng phái chính trị và tổ chức công đoàn đều bị cấm vào thời điểm hiện tại, với án tử hình được áp dụng vì tội tham nhũng và kích động chính trị. Việc tiếp quản Ershad nhìn chung được coi là một bước phát triển tích cực, vì Bangladesh đang ở trong tình trạng kinh tế khó khăn nghiêm trọng. Đất nước đang phải đối mặt với tình trạng thiếu lương thực nghiêm trọng. Chính phủ cũng phải đối mặt với thâm hụt ngân sách nghiêm trọng lên tới 4 tỷ takas, và IMF đã tuyên bố rằng họ sẽ không cung cấp thêm bất kỳ khoản vay nào cho đến khi Bangladesh trả được một số khoản nợ hiện có. Trong phần lớn năm 1984, Ershad tìm kiếm sự tham gia của các đảng đối lập vào các cuộc bầu cử địa phương theo lệnh thiết quân luật. Tuy nhiên, việc phe đối lập từ chối tham gia đã buộc Ershad phải từ bỏ những kế hoạch này. Ershad tìm kiếm sự ủng hộ của công chúng đối với chế độ của mình trong một cuộc trưng cầu dân ý toàn quốc về sự lãnh đạo của ông trong tháng 3 năm 1985. Anh đã giành chiến thắng áp đảo, mặc dù tỷ lệ cử tri đi bầu là ít. Hai tháng sau, Ershad tổ chức bầu cử chủ tịch hội đồng địa phương. Các ứng cử viên ủng hộ chính phủ đã giành được đa số các chức vụ, thiết lập chương trình phân quyền đầy tham vọng của Tổng thống.
Đời sống chính trị tiếp tục được tự do hóa vào đầu năm 1986, và các quyền chính trị bổ sung, bao gồm quyền tổ chức các cuộc mít tinh lớn của công chúng, được khôi phục. Đồng thời, Jatiya (Quốc gia), được thiết kế như một phương tiện chính trị của Ershad cho quá trình chuyển đổi từ thiết quân luật, được thành lập. Bất chấp sự tẩy chay của BNP, dẫn đầu bởi vợ góa của Tổng thống Zia, Begum Khaleda Zia, các cuộc bầu cử quốc hội đã được tổ chức theo lịch trình vào tháng 5 năm 1986. Đảng Jatiya đã giành được đa số khiêm tốn trong số 300 ghế được bầu trong Quốc hội. Sự tham gia của Liên đoàn Awami - do con gái của cố Tổng thống Mujib, Sheikh Hasina Wajed lãnh đạo - đã mang lại cho cuộc bầu cử một số tín nhiệm, bất chấp những cáo buộc phổ biến về việc bỏ phiếu bất thường.
Ershad từ chức Tổng tham mưu trưởng quân đội và thôi thực hiện nghĩa vụ quân sự để chuẩn bị cho cuộc bầu cử tổng thống năm 1986, dự kiến vào tháng 10. Phản đối việc thiết quân luật vẫn có hiệu lực, cả BNP và AL đều từ chối đưa ra các ứng cử viên chống đối. Ershad dễ dàng vượt qua các ứng cử viên còn lại, chiếm 84% phiếu bầu. Mặc dù chính phủ của Ershad tuyên bố tỷ lệ cử tri đi bầu hơn 50%, nhưng các nhà lãnh đạo phe đối lập và phần lớn báo chí nước ngoài, ước tính tỷ lệ này thấp hơn nhiều và bị cáo buộc bỏ phiếu bất thường.
Vào tháng 11 năm 1986, chính phủ của ông đã tập hợp 2/3 đa số cần thiết trong Quốc hội để thông qua dự luật sửa đổi hiến pháp thứ bảy, bảo vệ Ershad và chế độ của ông khỏi bị truy tố vì những hành động được thực hiện trong những năm cầm quyền của quân đội. Thiết quân luật sau đó đã được dỡ bỏ vào ngày 11 tháng 11 và các đảng đối lập chiếm các ghế được bầu của họ trong Quốc hội.
Tuy nhiên, vào tháng 7 năm 1987, sau khi chính phủ vội vàng thông qua một dự luật lập pháp gây tranh cãi bao gồm sự đại diện của quân đội trong các hội đồng hành chính địa phương, phe đối lập đã bước ra khỏi Quốc hội. Việc thông qua dự luật đã giúp khơi dậy một phong trào đối lập nhanh chóng thu thập động lực, lần đầu tiên đoàn kết các đảng đối lập của Bangladesh. Chính phủ bắt đầu bắt giữ hàng loạt các nhà hoạt động đối lập theo Đạo luật Quyền hạn Đặc biệt năm 1974. Bất chấp những vụ bắt giữ này, các đảng đối lập vẫn tiếp tục tổ chức các cuộc tuần hành phản đối và đình công trên toàn quốc. Để ngăn chặn cuộc đình công kéo dài 72 giờ được lên kế hoạch vào ngày 29 tháng 11, Ershad đã ban bố tình trạng khẩn cấp vào ngày 27 tháng 11r. Nghị viện đã bị giải tán vào ngày 6 tháng 12, và các cuộc bầu cử mới dự kiến vào tháng 3 năm 1988.
Tất cả các đảng đối lập lớn đều từ chối các cuộc bầu cử chính phủ tham gia vào các cuộc thăm dò này, cho rằng chính phủ không có khả năng tổ chức các cuộc bầu cử tự do và công bằng. Bất chấp sự tẩy chay của phe đối lập, bầu cử quốc hội vẫn được tiến hành. Đảng cầm quyền Đảng Jatiya đã giành được 251 trong số 300 ghế. Nghị viện, trong khi vẫn bị phe đối lập coi là một cơ quan bất hợp pháp, đã tổ chức các phiên họp của mình theo lịch trình, và thông qua nhiều dự luật, bao gồm, vào tháng 6 năm 1988,
điều thứ tám gây tranh cãi sửa đổi Hiến pháp, khiến Hồi giáo trở thành quốc giáo, trái ngược với bản chất thế tục ban đầu của Hiến pháp.
Điều khoản thiết lập các băng ghế của Tòa án Tối cao ở các thành phố lớn bên ngoài Dhaka cũng đã được thông qua. Trong khi Hồi giáo vẫn là quốc giáo, Điều khoản phân cấp phân cấp Tòa án Tối cao đã bị Tòa án Tối cao bãi bỏ.
Đến năm 1989, tình hình chính trị đối nội trong nước dường như lắng xuống. Các cuộc bầu cử hội đồng địa phương thường được giới quan sát quốc tế cho là ít bạo lực hơn, tự do và công bằng hơn các cuộc bầu cử trước. Tuy nhiên, sự phản đối quyền cai trị của Ershad bắt đầu lấy lại động lực, leo thang vào cuối năm 1990 trong các cuộc tổng đình công thường xuyên, gia tăng các cuộc biểu tình trong khuôn viên trường, các cuộc mít tinh công khai và sự tan rã chung của luật pháp và trật tự.

### Sự trở lại của cộng hòa nghị viện và Trận chiến của các Begums

#### Chính phủ chăm sóc đầu tiên (1990–1991)
Ershad từ chức dưới áp lực của quân đội và cộng đồng quốc tế, khi phong trào ủng hộ dân chủ do Khaleda Zia và Sheikh Hasina đứng đầu đã nhấn chìm toàn bộ đất nước và thu hút sự tham gia của tầng lớp trung lưu và thượng lưu.
Chánh án, Shahabuddin Ahmed, đã tuyên thệ nhậm chức quyền tổng thống và thành lập [[chính phủ người chăm sóc] đầu tiên của Bangladesh]. Ahmed đã quản thúc Ershad và tổ chức các cuộc bầu cử tự do và công bằng vào năm 1991.

#### Chính quyền Khaleda (1991–1996)
BNP trung hữu đã thắng tổng tuyển cử Bangladesh năm 1991 với 140 ghế, nhưng thiếu đa số nghị viện. Tuy nhiên, họ đã thành lập một chính phủ với sự hỗ trợ từ đảng Hồi giáo Jamaat-e-Islami, với Khaleda Zia, góa phụ của Ziaur Rahman, nhận chức thủ tướng. Chỉ có bốn đảng có hơn 10 thành viên được bầu vào Nghị viện năm 1991: BNP, do Thủ tướng Begum Khaleda Zia lãnh đạo; AL, do Sheikh Hasina lãnh đạo; Jamaat-I-Islami (JI), do Ghulam Azam lãnh đạo; và Đảng Jatiya (JP), do quyền chủ tịch Mizanur Rahman Choudhury lãnh đạo trong khi người sáng lập, cựu Tổng thống Ershad, đã phải thụ án tù vì tội tham nhũng. Khaleda Zia trở thành nữ thủ tướng đầu tiên trong lịch sử Bangladesh.
Trong tháng 9 năm 1991 một cuộc trưng cầu dân ý về hiến pháp đã được tổ chức, nhằm tìm kiếm sự chuyển giao quyền hành pháp từ Tổng thống, vốn do Văn phòng nắm giữ từ năm 1975, cho Thủ tướng - khiến Tổng thống chủ yếu là một nghi lễ vai trò. Cuộc bỏ phiếu áp đảo ủng hộ việc sửa đổi hiến pháp và Bangladesh đã được khôi phục trở lại chế độ dân chủ Nghị viện, theo hiến pháp sáng lập. Vào tháng 10 năm 1991, các thành viên của Nghị viện đã bầu ra một nguyên thủ quốc gia mới, Tổng thống Abdur Rahman Biswas. Bộ trưởng Tài chính Saifur Rahman đã khởi động một loạt các cải cách kinh tế tự do, đặt tiền lệ trong Nam Á và được coi là hình mẫu ở Ấn Độ, Pakistan và Sri Lanka.
Vào tháng 3 năm 1994, tranh cãi về cuộc bầu cử bổ sung nghị viện, mà phe đối lập cho rằng chính phủ đã gian lận, đã dẫn đến sự tẩy chay vô thời hạn đối với Quốc hội bởi toàn thể phe đối lập. Phe đối lập cũng bắt đầu một chương trình tổng đình công lặp đi lặp lại để thúc đẩy yêu cầu chính phủ của Khaleda Zia từ chức và chính phủ giám sát một cuộc tổng tuyển cử. Các nỗ lực hòa giải tranh chấp, dưới sự bảo trợ của Ban Thư ký Khối thịnh vượng chung, đã thất bại. Sau một nỗ lực khác nhằm đạt được một thỏa thuận thương lượng thất bại trong gang tấc vào cuối tháng 12 năm 1994, phe đối lập đã từ chức ngay lập tức khỏi Quốc hội. Sau đó phe đối lập tiếp tục một chiến dịch tuần hành, biểu tình và đình công nhằm buộc chính phủ từ chức. Tất cả các đảng đối lập lớn, bao gồm Liên đoàn Awami của Sheikh Hasina, cam kết tẩy chay các cuộc bầu cử quốc gia dự kiến diễn ra vào 15 tháng 2 năm 1996.
Vào tháng 2, Khaleda Zia tái đắc cử do một cuộc bỏ phiếu long trời lở đất bị ba đảng đối lập chính tẩy chay và cáo buộc là không công bằng. Tuy nhiên, chính quyền này chỉ tồn tại trong thời gian ngắn, chỉ kéo dài 12 ngày và vào tháng 3 năm 1996, sau tình trạng hỗn loạn chính trị leo thang, Quốc hội đương nhiệm đã ban hành một sửa đổi hiến pháp để cho phép một chính phủ caretaker trung lập nắm quyền và tiến hành các cuộc bầu cử quốc hội mới trong tháng 6 năm 1996 | Năm 1996.

#### Chính phủ chăm sóc thứ hai (1996)
Chánh án Muhammad Habibur Rahman trở thành Cố vấn trưởng của Bangladesh đầu tiên trong hệ thống chính phủ bảo vệ hiến pháp của đất nước. Trong giai đoạn này, Tổng thống Abdur Rahman Biswas đã sa thải trung tướng Abu Saleh Mohammad Nasim của quân đội vì cáo buộc có các hoạt động chính trị, khiến viên tướng này thực hiện một cuộc đảo chính hủy bỏ. Người chỉ huy quân đội bị sa thải ra lệnh cho quân đội ở Bogra, Mymensingh và Jessore hành quân về phía Dhaka. Tuy nhiên, chỉ huy quân sự của Savar đã đứng về phía tổng thống và triển khai xe tăng ở thủ đô và các đường cao tốc xung quanh, đồng thời đình chỉ dịch vụ phà, như một phần của các hoạt động nhằm ngăn chặn lực lượng đảo chính. Tướng Nasim sau đó đã bị bắt tại Dhaka Cantonment.
Cố vấn trưởng đã tổ chức thành công cuộc bầu cử tự do và công bằng vào ngày 12 tháng 6 năm 1996. Liên đoàn Awami nổi lên là đảng lớn nhất duy nhất, với 146 ghế trong quốc hội, tiếp theo là BNP với 116 ghế và Đảng Jatiya với 32 ghế.

#### Quản trị Hasina (1996–2001)
Sheikh Hasina's Liên đoàn Awami đã giành được 146 trong số 300 ghế trong cuộc bầu cử tháng 6 năm 1996, chỉ thiếu đa số. Tuy nhiên, với sự ủng hộ của đảng Jatiya, bà đã thành lập cái mà bà gọi là "Chính phủ đồng thuận quốc gia" vào tháng 6 năm 1996, bao gồm một bộ trưởng từ Đảng Jatiya và một bộ trưởng khác từ Jatiyo Samajtantric Dal, một đảng cánh tả rất nhỏ. Đảng Jatiya chưa bao giờ tham gia vào một thỏa thuận liên minh chính thức, và chủ tịch đảng H.M. Ershad rút sự ủng hộ của mình khỏi chính phủ vào tháng 9 năm 1997. Chỉ có ba đảng có hơn 10 thành viên được bầu vào Nghị viện năm 1996: Liên đoàn Awami, BNP và Đảng Jatiya. Chủ tịch Đảng Jatiya, Ershad, được tại ngoại vào tháng 1 năm 1997.
Các nhà quan sát bầu cử quốc tế và trong nước nhận thấy cuộc bầu cử tháng 6 năm 1996 diễn ra tự do và công bằng, và cuối cùng, đảng BNP quyết định tham gia Quốc hội mới. BNP ngay sau đó đã buộc tội rằng cảnh sát và các nhà hoạt động của Awami League đã tham gia vào các vụ quấy rối quy mô lớn và bỏ tù các nhà hoạt động đối lập. Vào cuối năm 1996, BNP đã tổ chức một cuộc họp quốc hội về vấn đề này và những bất bình khác nhưng đã trở lại vào tháng 1 năm 1997 theo một thỏa thuận 4 điểm với đảng cầm quyền. BNP khẳng định rằng thỏa thuận này không bao giờ được thực hiện và sau đó đã tổ chức một cuộc dạo chơi khác vào tháng 8 năm 1997. BNP trở lại Nghị viện theo một thỏa thuận khác vào tháng 3 năm 1998.
Chính quyền Hasina đầu tiên được ghi nhận vì những sáng kiến mang tính bước ngoặt trong việc xây dựng hòa bình giữa các sắc tộc và môi trường. Nó chịu trách nhiệm ký kết Hiệp ước Chia sẻ Nước sông Hằng với Ấn Độ và Hiệp ước Hòa bình Khu vực đồi Chittagong với các lực lượng nổi dậy dân tộc, mà Hasina đã giành được Giải thưởng Hòa bình của UNESCO. Hasina cũng là một trong những nhà lãnh đạo sáng lập của 8 quốc gia đang phát triển. Năm 1998, Hasina tổ chức hội nghị thượng đỉnh kinh tế ba bên hiếm có và chưa từng có ở Dhaka với các Thủ tướng Nawaz Sharif của Pakistan và I. K. Gujral của Ấn Độ. Các cuộc gặp thượng đỉnh của cô với Tổng thống Hoa Kỳ Bill Clinton tại Dhaka và Washington DC tập trung vào các khoản đầu tư năng lượng của Mỹ cho trữ lượng khí tự nhiên của Bangladesh và việc dẫn độ những kẻ giết cha cô. Tuy nhiên, Hasina không muốn cho phép xuất khẩu khí đốt tự nhiên của Bangladesh, bất chấp yêu cầu từ các công ty đa quốc gia.
Vào tháng 6 năm 1999, BNP và các đảng đối lập khác lại bắt đầu bỏ phiếu trắng không tham dự Nghị viện. Các đảng đối lập đã tổ chức ngày càng nhiều cuộc tổng đình công trên toàn quốc, từ sáu ngày tổng đình công năm 1997 lên 27 ngày năm 1999. Một liên minh đối lập bốn bên được thành lập vào đầu năm 1999 tuyên bố sẽ tẩy chay bầu cử phụ và chính quyền địa phương. bầu cử trừ khi chính phủ thực hiện các bước theo yêu cầu của phe đối lập để đảm bảo công bằng bầu cử. Chính phủ đã không thực hiện những bước này và phe đối lập sau đó đã tẩy chay tất cả các cuộc bầu cử, bao gồm cả cuộc bầu cử hội đồng thành phố vào tháng 2 năm 1999, một số cuộc bầu cử quốc hội phụ và cuộc bầu cử tập đoàn thành phố Chittagong vào tháng 1 năm 2000.
Vào tháng 7 năm 2001, chính phủ Liên đoàn Awami từ chức để cho phép một chính phủ quản lý chủ trì các cuộc bầu cử quốc hội. Bạo lực chính trị gia tăng trong nhiệm kỳ của chính phủ Liên đoàn Awami tiếp tục gia tăng trong suốt mùa hè trước cuộc bầu cử. Vào tháng 8, Khaleda Zia và Sheikh Hasina đã đồng ý trong chuyến thăm của cựu Tổng thống Jimmy Carter là tôn trọng kết quả bầu cử, tham gia Nghị viện dù thắng hay thua, từ bỏ việc sử dụng hartals (đình công bị cưỡng chế bạo lực) làm công cụ chính trị và nếu thành công một chính phủ cho phép một vai trò có ý nghĩa hơn đối với phe đối lập trong Nghị viện.

#### Chính phủ chăm sóc thứ ba (2001)
Chính phủ chăm sóc, do Cố vấn trưởng Latifur Rahman lãnh đạo, đã thành công trong việc kiềm chế bạo lực, cho phép tổ chức thành công cuộc tổng tuyển cử quốc hội vào ngày 1 tháng 10 năm 2001. Cuộc bầu cử đã chứng kiến một chiến thắng vang dội của liên minh do BNP dẫn đầu, bao gồm Jamaat-e-Islami và Islami Oikya Jote cực hữu. BNP giành được 193 ghế và Jamaat giành được 17 ghế.

#### Chính quyền Khaleda (2001–2006)

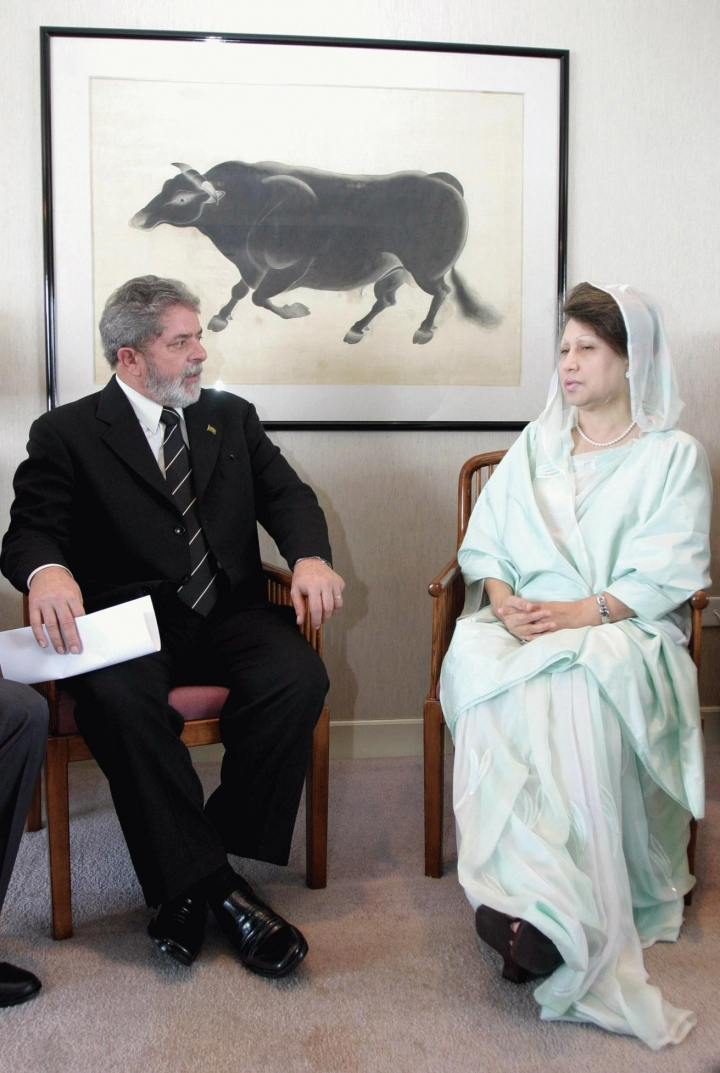
Khaleda Zia, nữ thủ tướng đầu tiên của Bangladesh, cùng với Tổng thống Lula của Brazil, trong nhiệm kỳ thứ hai của bà

Sau các cuộc tấn công ngày 11 tháng 9, chính phủ của Thủ tướng Khaleda Zia cho phép Hoa Kỳ sử dụng các sân bay và không phận của Bangladesh cho các hoạt động chiến đấu ở Afghanistan. Bangladesh cũng nhanh chóng phản ứng với các nỗ lực cứu trợ ở Afghanistan sau khi Taliban bị lật đổ, BRAC trở thành cơ quan phát triển lớn nhất ở đất nước bị chiến tranh tàn phá. Hoa Kỳ ca ngợi Bangladesh là một "tiếng nói thanh lịch, hấp dẫn và rất cần sự điều độ" trong thế giới Hồi giáo. Khaleda Zia cũng phát triển quan hệ đối tác chiến lược với Trung Quốc và ký Thỏa thuận hợp tác quốc phòng với Bắc Kinh.
Bất chấp lời cam kết tháng 8 năm 2001 của bà và tất cả các nhóm giám sát bầu cử tuyên bố cuộc bầu cử tự do và công bằng, Sheikh Hasina lên án cuộc bầu cử vừa qua, bác bỏ kết quả và tẩy chay Quốc hội. Tuy nhiên, vào năm 2002, bà dẫn dắt các nhà lập pháp đảng của mình trở lại Quốc hội, nhưng Liên đoàn Awami lại ra đi vào tháng 6 năm 2003 để phản đối những nhận xét mang tính xúc phạm Hasina của một Bộ trưởng Nhà nước và vai trò đảng phái được cho là Chủ tịch Quốc hội. Vào tháng 6 năm 2004, AL trở lại Nghị viện mà không có bất kỳ yêu cầu nào của họ được đáp ứng. Sau đó, họ tham dự Nghị viện bất thường trước khi tuyên bố tẩy chay toàn bộ phiên họp ngân sách tháng 6 năm 2005.
Chính quyền của Khaleda Zia được đánh dấu bởi tăng trưởng kinh tế được cải thiện, các cáo buộc tham nhũng và sự rạn nứt ngày càng tăng giữa các lực lượng thế tục và bảo thủ của đất nước. Con trai của bà Tarique Rahman được WikiLeaks mô tả trong các bức điện ngoại giao của Mỹ là "khét tiếng với việc đòi hối lộ một cách trắng trợn và thường xuyên liên quan đến các hành động mua sắm của chính phủ và bổ nhiệm vào văn phòng chính trị". Một loạt các vụ ám sát cấp cao nhắm vào phe đối lập do Liên đoàn Awami lãnh đạo. Cựu Thủ tướng Sheikh Hasina trong gang tấc đã thoát khỏi một âm mưu ám sát vào năm 2004. Jamaatul Mujahadeen Bangladesh đã thực hiện một số cuộc tấn công khủng bố vào năm 2005. Liên đoàn cáo buộc BNP và Jamaat đã đồng lõa trong việc gia tăng lực lượng dân quân. Mối quan hệ với nước láng giềng Ấn Độ xấu đi vì cáo buộc lãnh thổ Bangladesh được quân nổi dậy Đông Bắc Ấn Độ cho phép sử dụng.

#### Chế độ người chăm sóc thứ tư (2006–2008)

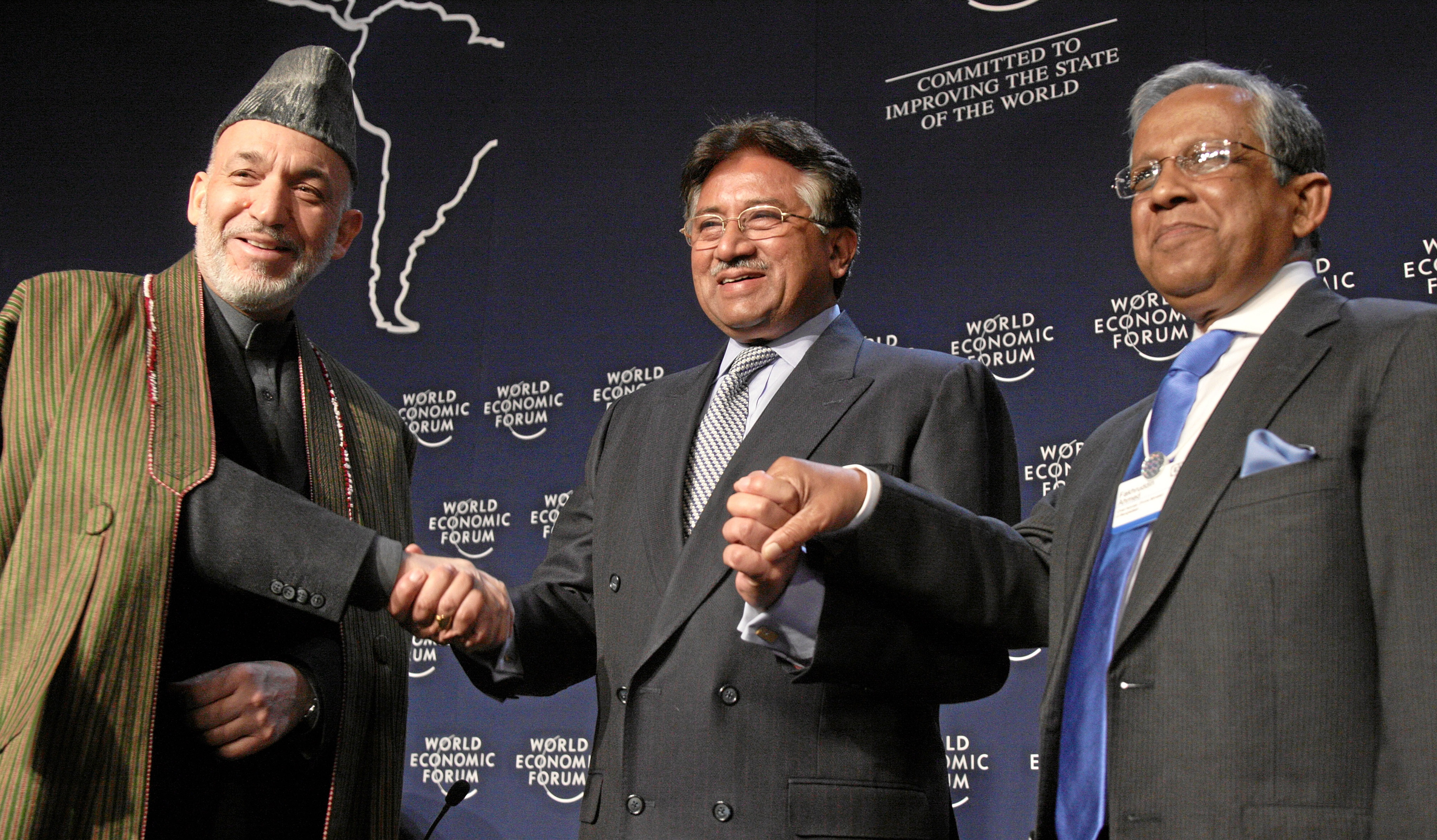
Cố vấn trưởng Fakhruddin Ahmed với các tổng thống Hamid Karzai của Afghanistan và Pervez Musharraf của Pakistan, tại Diễn đàn Kinh tế Thế giới

Một cuộc khủng hoảng chính trị lớn đã nổ ra sau khi kết thúc nhiệm kỳ của BNP, khi liên minh do Liên minh Awami dẫn đầu yêu cầu một ứng cử viên trung lập cho vị trí Cố vấn trưởng. Nhiều tuần đình công, biểu tình và phong tỏa khiến đất nước tê liệt. Tổng thống Iajuddin Ahmed đảm nhận trách nhiệm Cố vấn trưởng nhưng không xoa dịu được nỗi lo về sự phản đối của một cuộc bầu cử gian lận sắp xảy ra. Báo chí Bangladesh cáo buộc tổng thống hành động dưới ảnh hưởng của BNP. Các cuộc biểu tình bạo lực vẫn tiếp diễn ngay cả khi quân đội được triển khai để hỗ trợ chính quyền dân sự.
Vào ngày 11 tháng 1 năm 2007, tình trạng khẩn cấp được ban bố bởi Tổng thống Ahmed, người đã từ chức văn phòng cố vấn trưởng dưới áp lực được báo cáo rộng rãi từ quân đội, đặc biệt là Tổng tư lệnh quân đội Moeen U Ahmed. Cựu thống đốc của ngân hàng trung ương, Tiến sĩ Fakhruddin Ahmed, được bổ nhiệm làm Cố vấn trưởng và nội các được cải tổ với nhiều nhà kỹ trị. Chính phủ được quân đội hậu thuẫn đã bắt đầu chiến dịch chống tham nhũng, trong đó chứng kiến việc bắt giữ hơn 160 chính trị gia, doanh nhân và quan chức, bao gồm cả các cựu thủ tướng Khaleda Zia và Sheikh Hasina, cũng như hai con trai của Khaleda. Các cuộc biểu tình của sinh viên ở Đại học Dhaka đòi khôi phục nền dân chủ vào tháng 8 năm 2007, nhưng đã bị đàn áp bởi lệnh giới nghiêm. Khaleda và Hasina được phát hành vào năm 2008.
Tình trạng khẩn cấp kéo dài trong hai năm. Tổng tuyển cử tháng 12 năm 2008 đã chứng kiến một chiến thắng vang dội cho liên minh do Liên minh Awami lãnh đạo, bao gồm cả Đảng Jatiya.

#### Quản trị Hasina (2009 - 2024)

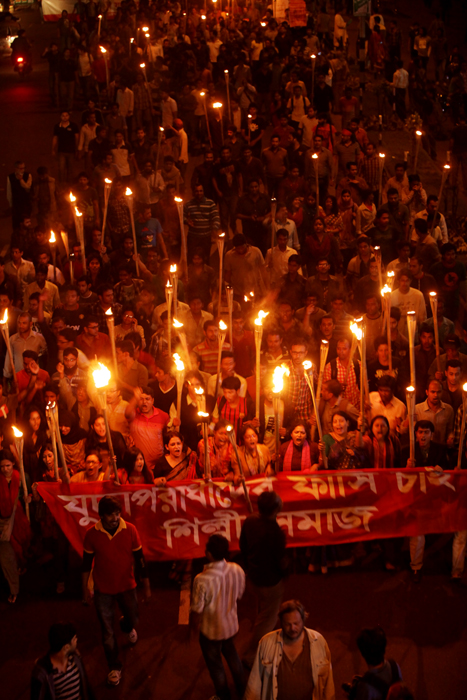
Cuộc biểu tình của Shahbag năm 2013 yêu cầu án tử hình đối với những tội phạm chiến tranh năm 1971 Chiến tranh giải phóng Bangladesh

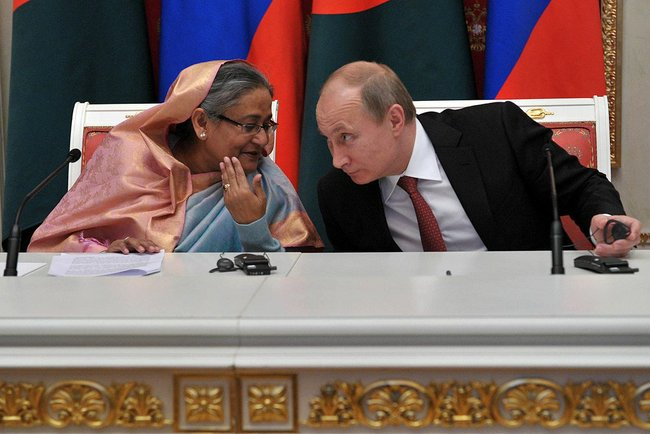
Sheikh Hasina và Vladimir Putin, 2013

Trong vòng hai tháng sau khi nhậm chức, chính phủ thứ hai của Sheikh Hasina phải đối mặt với BDR Mutiny, cuộc chiến gây căng thẳng với các bộ phận quân đội. Hasina đã giải quyết thành công mối đe dọa từ những kẻ đột biến và các phần tử phẫn nộ trong quân đội. Cô thành lập International Crimes Tribunal để truy tố các cộng tác viên Hồi giáo người Bengali còn sống sót sau cuộc diệt chủng năm 1971. Tòa án có những lời chỉ trích về tính công bằng và không thiên vị của nó. Hầu hết các tội phạm chiến tranh bị kết án và hành quyết là các lãnh đạo cấp cao của Jamaat-e-Islami, một đảng bị cáo buộc phản đối nền độc lập của Bangladesh và hỗ trợ Pakistan trong cuộc diệt chủng.
Một cuộc đàn áp chống khủng bố đã cải thiện đáng kể mối quan hệ với nước láng giềng Ấn Độ. Bangladesh và Ấn Độ ngày càng tập trung vào kết nối và thương mại khu vực.
Năm 2010, Tòa án tối cao Bangladesh đã tái khẳng định chủ nghĩa thế tục là một nguyên tắc cơ bản trong hiến pháp. Tòa án tội ác chiến tranh đã huy động dư luận ủng hộ chủ nghĩa thế tục, đã được thể hiện trong tháng Ba các cuộc biểu tình Shahbag năm 2013. Đáp lại, một cuộc vận động Hồi giáo khổng lồ cũng đã diễn ra do nhóm Hefazat-e-Islam lãnh đạo vào tháng 5 năm 2013.
Cuộc cãi vã dữ dội giữa Liên minh và BNP, thường được gọi là Trận chiến của các Begums, đã tiếp tục. Chính phủ Hasina đã bãi bỏ quy định về chính phủ chăm sóc trong hiến pháp thông qua Tu chính án thứ mười lăm gây tranh cãi. Động thái này được BNP coi là một nỗ lực làm hỏng quá trình bầu cử ủng hộ Liên đoàn.
Vào năm 2013, đảng Hồi giáo theo đường lối cứng rắn, cánh hữu, Jamaat-e-Islami đã bị Tòa án cấp cao cấm đăng ký và do đó sẽ tranh cử trong các cuộc bầu cử, với lý do điều lệ của họ vi phạm hiến pháp. Bạo lực đường phố giữa Liên đoàn, BNP và Jamaat gia tăng trong thời gian diễn ra cuộc tổng tuyển cử. Năm 2014, tổng tuyển cử 2014 đã bị BNP tẩy chay. Cuộc bầu cử đã bị Hoa Kỳ, Vương quốc Anh, Liên minh châu Âu và Liên hợp quốc chỉ trích. Sheikh Hasina tuyên thệ nhậm chức thủ tướng nhiệm kỳ thứ ba.
Trong năm 2015 và 2016, Bangladesh chứng kiến các vụ ám sát ngày càng gia tăng nhắm vào người thiểu số và những người theo chủ nghĩa thế tục, bao gồm người theo đạo Hindu, đạo Phật, đạo Cơ đốc, người phương Tây và châu Á, nhà hoạt động LGBT, người Hồi giáo Sufi, blogger, nhà xuất bản và người vô thần. Vụ tấn công khủng bố tồi tệ nhất của đất nước chứng kiến cái chết của 20 người sau khi một nhà hàng hạng sang bị các tay súng bao vây vào tháng 7/2016. Nhà nước Hồi giáo Iraq và Levant đã lên tiếng nhận trách nhiệm về nhiều vụ tấn công, mặc dù chính quyền Hasina khẳng định các trang phục khủng bố địa phương có nhiều khả năng phải chịu trách nhiệm hơn. Kể từ cuộc tấn công này, Chính phủ đã thực hiện các biện pháp nghiêm ngặt hơn đối với các phần tử cực đoan khi lực lượng an ninh dẫn đầu nhiều cuộc truy quét vào các nơi ẩn náu nghi là phiến quân. Các biện pháp này đã làm giảm các vụ tấn công cực đoan và số người chết.

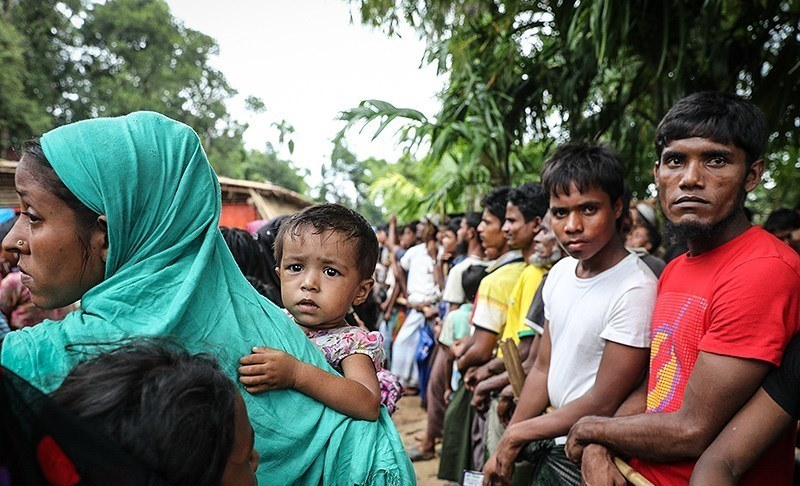
Người Rohingya tị nạn ở Bangladesh vào tháng 10 năm 2017

Năm 2017, đất nước này phải đối mặt với thách thức mới từ Người tị nạn Rohingya. Bắt đầu từ đầu tháng 8 năm 2017, lực lượng an ninh Myanmar bắt đầu "chiến dịch truy quét" chống lại người Rohingya ở phía bắc bang Rakhine - giết hàng nghìn người Rohingya, tàn bạo hàng nghìn người khác và đẩy hàng trăm nghìn người rời khỏi đất nước sang nước láng giềng Bangladesh. Trong bốn tuần đầu tiên của cuộc xung đột, hơn 400.000 người tị nạn Rohingya (khoảng 40% người Rohingya còn lại ở Myanmar) đã bỏ trốn khỏi đất nước bằng cách đi bộ hoặc đi thuyền (chủ yếu đến Bangladesh), tạo ra một cuộc khủng hoảng nhân đạo lớn. Chính phủ Myanmar và Bangladesh đã ký biên bản ghi nhớ vào ngày 23 tháng 11 năm 2017 về việc hồi hương những người tị nạn Rohingya về Bang Rakhine Tuy nhiên, cho đến cuối thập kỷ, hơn 740.000 người tị nạn vẫn ở lại Bangladesh, tạo ra áp lực lên nền kinh tế và cơ sở hạ tầng của đất nước.
Tổng tuyển cử 2018 đã mang lại một chiến thắng vang dội khác cho Liên đoàn Awami do Sheikh Hasina lãnh đạo. Trong khi phe đối lập vốn đã yếu do các nhà lãnh đạo chủ chốt đang ở trong tù hoặc lưu vong, cuộc bầu cử còn bị hủy hoại bởi bạo lực và các tuyên bố gian lận phiếu bầu. Tuy nhiên, điều này đã mang lại cho Chính phủ Liên đoàn Awami sự ổn định và cơ hội hoàn thành các dự án cơ sở hạ tầng quan trọng cho đất nước bao gồm Cầu Padma và Đường sắt tàu điện ngầm Dhaka.
Ngày 10 tháng 12 năm 2022, các cuộc biểu tình chống chính phủ đã bùng phát tại Bangladesh. Tháng 12 năm 2022, hàng chục nghìn người đã tuần hành tại Dhaka yêu cầu Thủ tướng Sheikh Hasina từ chức.
Tháng 1 năm 2024, Thủ tướng Sheikh Hasina giành được nhiệm kỳ thứ tư liên tiếp trong cuộc tổng tuyển cử gây tranh cãi tại Bangladesh, cuộc bầu cử này bị tẩy chay bởi đảng đối lập chính – Đảng Dân tộc Bangladesh (BNP).

### Xung đột các khu vực đồi Chittagong
Khu vực đồi Chittagong là biên giới miền núi phía đông nam của Bangladesh với Miến Điện và Đông Bắc Ấn Độ. Khu vực này được hưởng quyền tự trị dưới thời Bengal thuộc Anh. Quy chế tự trị của nó đã bị Pakistan thu hồi, nơi đã xây dựng Đập Kaptai gây tranh cãi khiến người dân bản địa trong khu vực di dời. Khi Bangladesh giành độc lập, chính phủ của Sheikh Mujibur Rahman đã thông qua hiến pháp theo chủ nghĩa dân tộc của người Bengal, trong đó phủ nhận việc công nhận các dân tộc thiểu số của đất nước. Manabendra Narayan Larma, một thành viên của quốc hội thành lập vùng đồi, đã kêu gọi hiến pháp công nhận người dân bản địa trong khu vực. Ông đã có một bài phát biểu đáng chú ý tại Hội đồng lập hiến Bangladesh yêu cầu sử dụng "Bangladesh" làm định nghĩa quốc tịch của đất nước, thay vì Bengali. Trong những năm 1970 và 80, chính phủ đã có những nỗ lực để hòa giải với người Bengali. Những nỗ lực này đã bị chống lại bởi các bộ lạc trên đồi, những người, với sự hỗ trợ tiềm ẩn của nước láng giềng Ấn Độ, đã thành lập một lực lượng du kích gọi là Shanti Bahini. Kết quả của phong trào phản kháng của bộ lạc, các chính phủ liên tiếp biến Hill Tract thành một khu quân sự.
Sau nhiều năm bất ổn, Hiệp định Hòa bình Khu vực đồi Chittagong được thành lập giữa chính phủ Bangladesh và các thủ lĩnh bộ lạc, trao một mức độ tự trị hạn chế cho hội đồng được bầu của ba huyện đồi.

### Sự sụp đổ của chính quyền Hasina (2024)

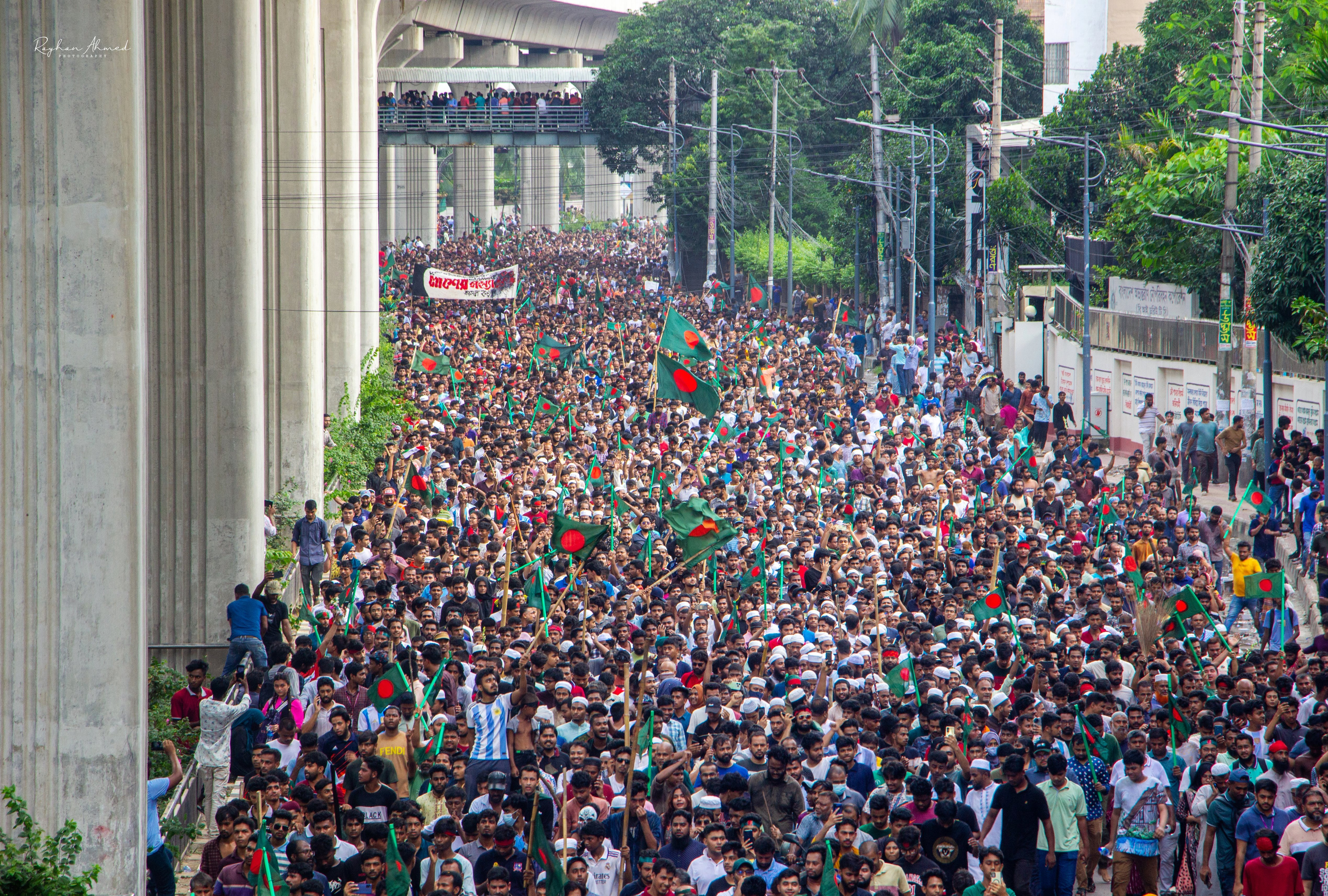
Cuộc tuần hành mừng chiến thắng sau từ chức của Sheikh Hasina năm 2024

Tháng 6 năm 2024, các cuộc biểu tình nổ ra sau khi Tòa án Tối cao Bangladesh khôi phục 30% hạn ngạch việc làm nhà nước dành cho con cháu của chiến sĩ giải phóng, đảo ngược quyết định của chính phủ vốn được đưa ra sau Phong trào cải cách hạn ngạch năm 2018. Sinh viên bắt đầu cảm thấy cơ hội dựa trên năng lực của họ bị hạn chế. Cuộc biểu tình, ban đầu chỉ nhằm phản đối hệ thống hạn ngạch, nhanh chóng lan rộng khắp cả nước do phản ứng bạo lực của chính quyền cũng như sự bất mãn ngày càng gia tăng của công chúng đối với một chính phủ bị coi là áp bức. Tình hình càng trầm trọng hơn bởi nhiều vấn đề khác như suy thoái kinh tế kéo dài, tham nhũng tràn lan, vi phạm nhân quyền và thiếu vắng kênh dân chủ để thay đổi.
Ngày 3 tháng 8 năm 2024, các điều phối viên của Phong trào Sinh viên chống phân biệt đối xử công bố yêu cầu duy nhất là thủ tướng từ chức và kêu gọi "bất hợp tác toàn diện". Ngày hôm sau, các cuộc đụng độ bạo lực nổ ra khiến 97 người thiệt mạng, bao gồm cả sinh viên. Ban điều phối kêu gọi một cuộc "trường chinh" tới Dhaka vào ngày 5 tháng 8 để buộc Hasina rời bỏ quyền lực. Ngày hôm đó, một đám đông lớn đã tiến vào thủ đô. Lúc 14:30 giờ BST, Sheikh Hasina từ chức và chạy sang Ấn Độ.
Ngày 5 tháng 8, Tổng tham mưu trưởng Lục quân Bangladesh, Waker-uz-Zaman, đã triệu tập cuộc họp với đại diện của Đảng Dân tộc Bangladesh (BNP), Đảng Jatiya (Ershad) và Jamaat-e-Islami, kêu gọi thành lập chính phủ lâm thời trong vòng 48 giờ, không bao gồm Liên đoàn Awami. Các báo cáo sau đó cho biết Muhammad Yunus, người đoạt Giải Nobel, đã được mời làm người đứng đầu chính phủ lâm thời. Việc đề cử Yunus, người đã chấp nhận vai trò cố vấn trong chính phủ lâm thời, cũng nhận được sự ủng hộ của nhiều nhân vật nổi bật trong phong trào sinh viên. Ngoài ra, Waker-uz-Zaman cam kết quân đội sẽ điều tra các vụ bạo lực trước đó và ban hành lệnh cấm lực lượng an ninh nổ súng vào đám đông.